# Quiberon
Pour les articles homonymes, voir Quiberon (homonymie).
Quiberon [kibʁɔ̃] est une commune française, située dans le département du Morbihan en région Bretagne.
Quiberon constitue l'extrémité sud de la presqu'île du même nom, qui comprend également une partie du territoire de la commune de Saint-Pierre-Quiberon.

## Géographie
| Océan Atlantique | Saint-Pierre-Quiberon | Baie de Quiberon |
| Océan Atlantique | Quiberon              | Baie de Quiberon |
| Océan Atlantique | Océan Atlantique      | Baie de Quiberon |

### Localisation

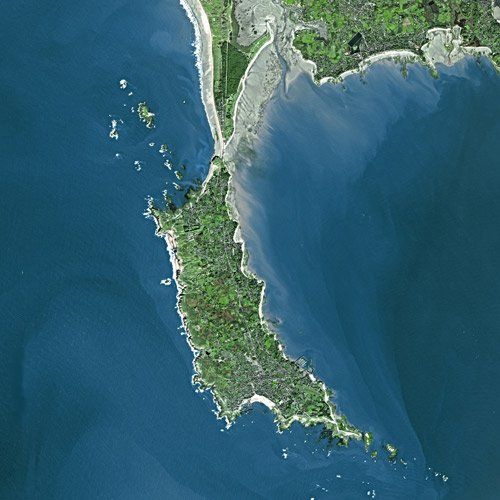
Quiberon vue du ciel, satellite SPOT.
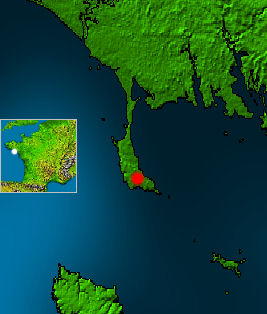
Quiberon sur une carte de la NASA.
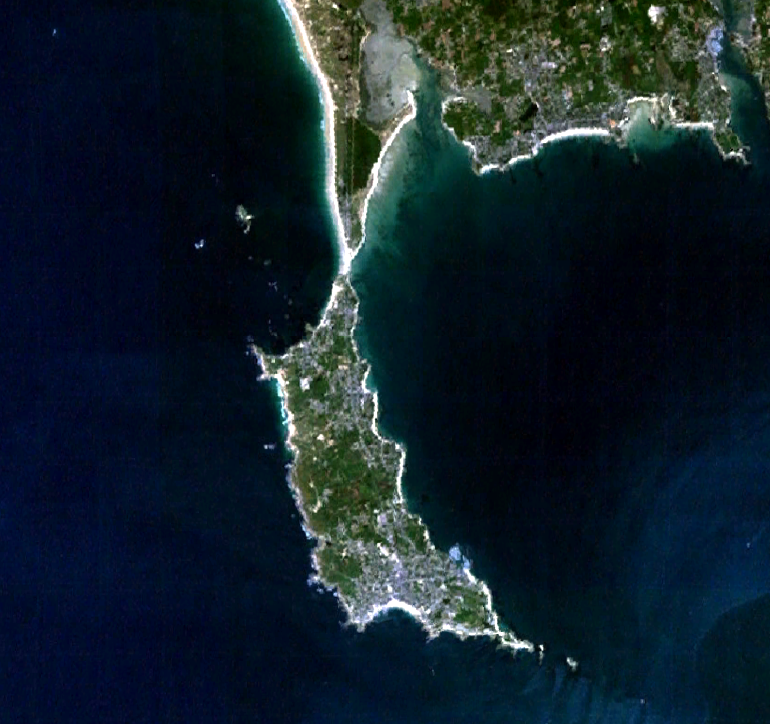
Quiberon vue du ciel, NASA.
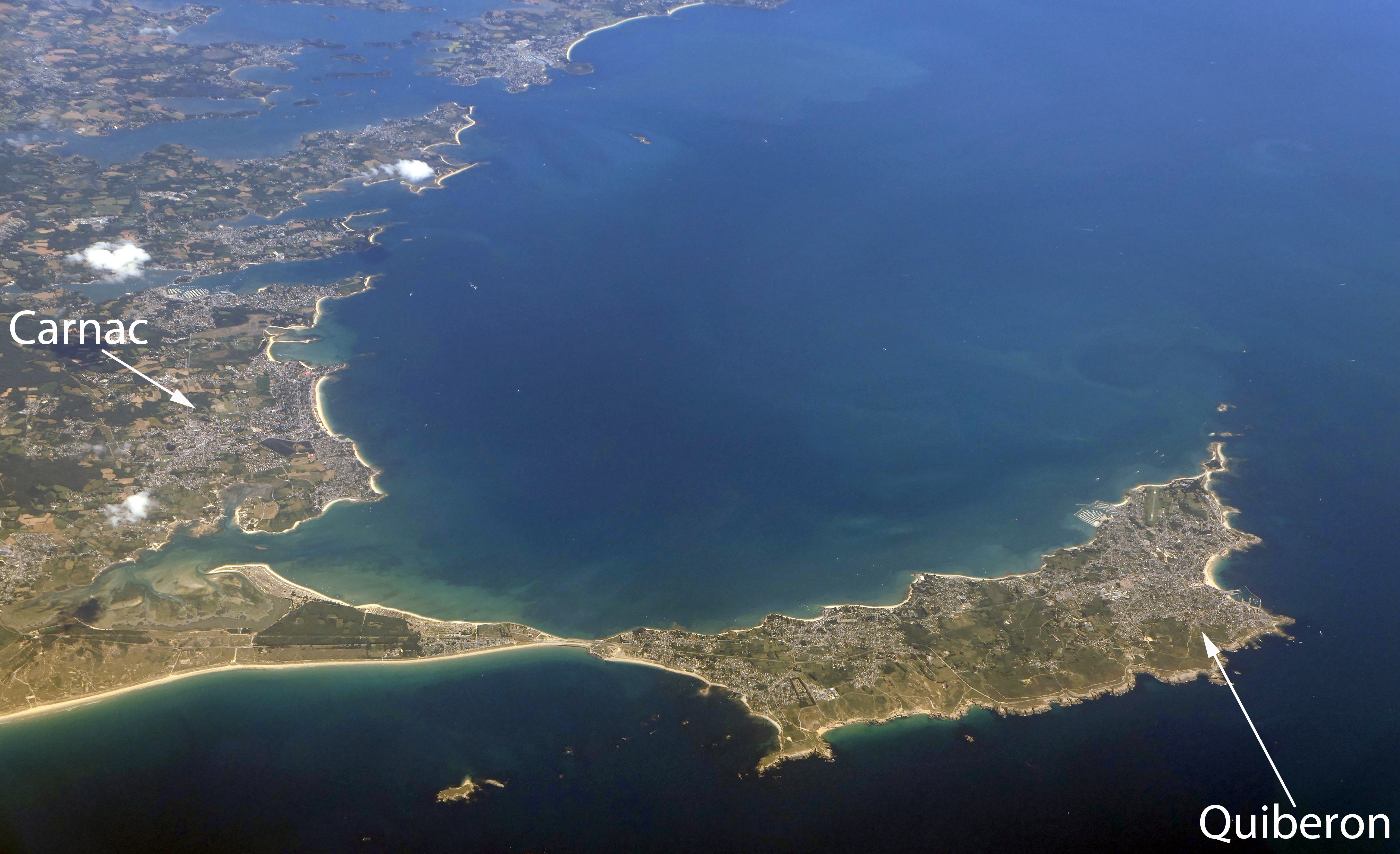
Vue aérienne de la presqu'île de Quiberon.

Quiberon se situe à 28 km au sud d'Auray et à 507 km à l'ouest de Paris, en France. La commune même se situe à la pointe sud de la presqu'île. Elle s'étend sur 883 ha. Elle est limitrophe de Saint-Pierre-Quiberon au nord. Elle est entourée par l'océan Atlantique.
Le phare de la Teignouse se situe au sud-est de la presqu'île.

### Description et relief
La commune de Quiberon occupe la partie sud de la presqu'île de Quiberon (la partie nord formant la commune de Saint-Pierre-Quiberon). C'était une île jusqu'au XIe siècle, transformée ensuite progressivement en presqu'île en raison de l'apport de grandes quantités de sable (phénomène accentué par un déboisement intensif au Moyen Âge) depuis la baie de Quiberon, créant ainsi un tombolo, l'isthme actuel, entre l’île et le continent.
Les altitudes au sein du finage communal sont comprises entre 33 mètres (près de l'ancien sémaphore de Locmaria, dans la partie Nord de la commune) et le niveau de la mer. L'étroitesse de la presqu'île explique l'absence d'un réseau hydrographique notable.

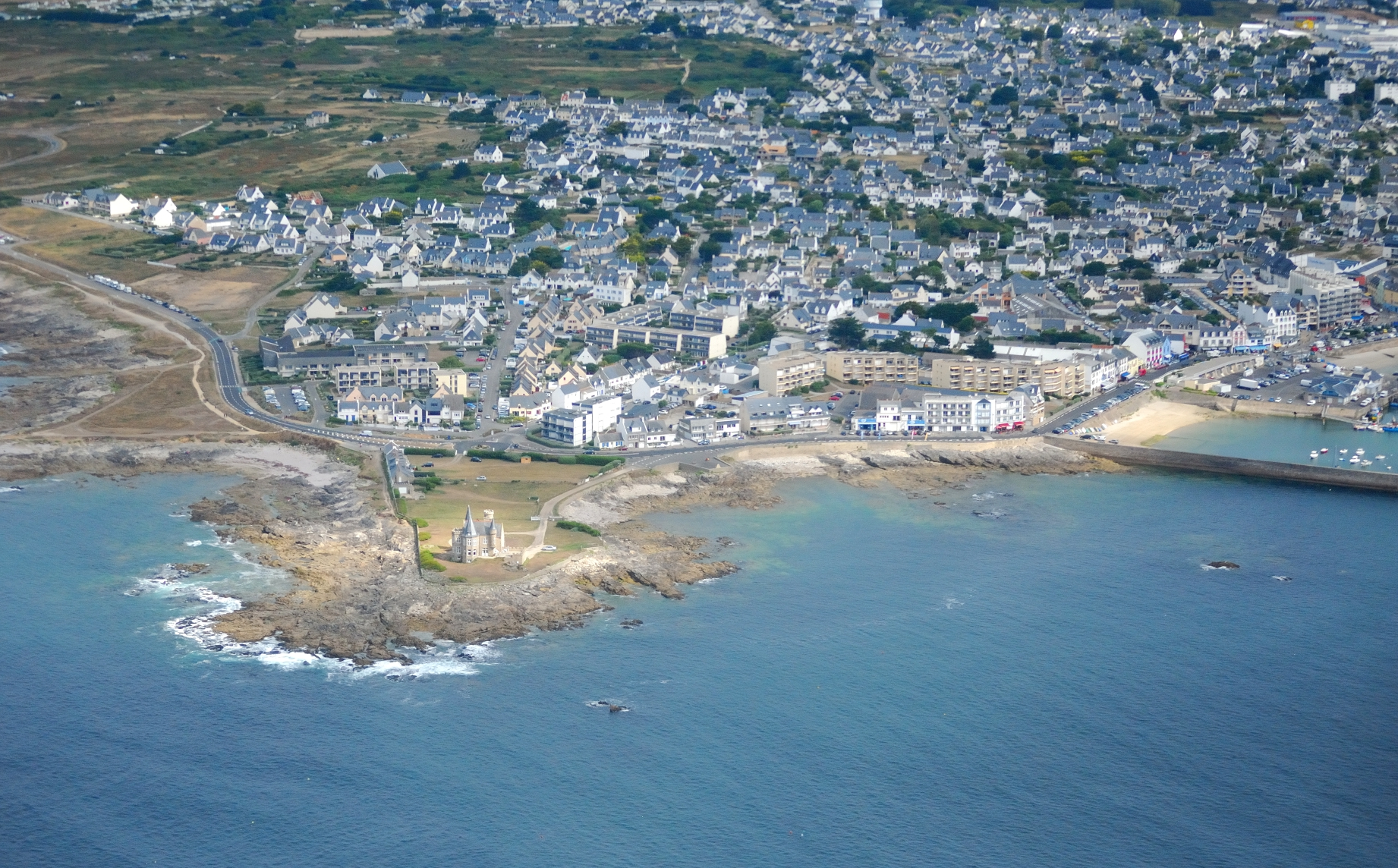
La ville de Quiberon et le château Turpault (vue aérienne).

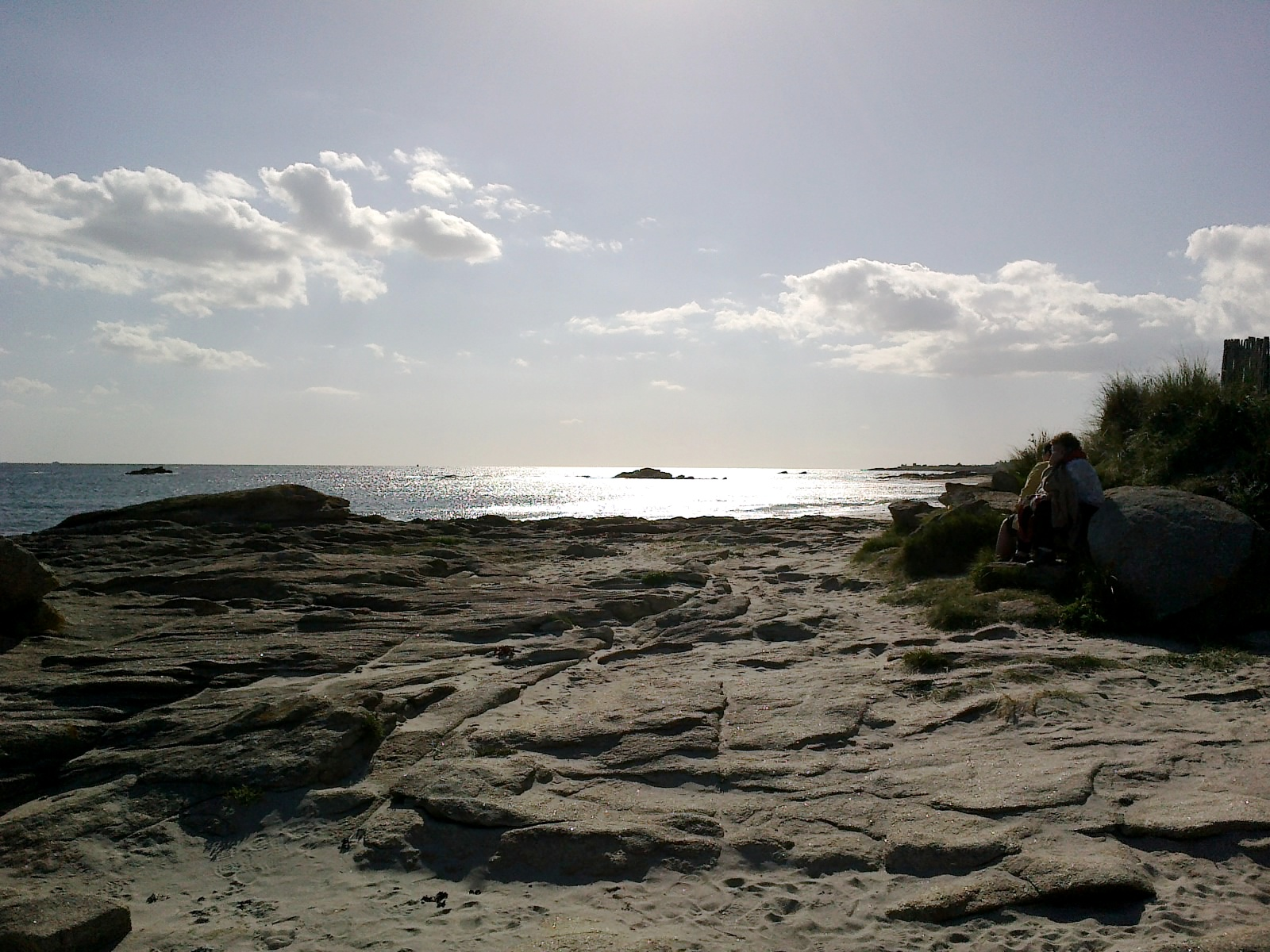
La pointe du Conguel.

Le littoral présente des différences importantes : sa partie Ouest, dite « Côte sauvage de Quiberon », formée de falaises spectaculaires, très découpées et atteignant jusqu'à une vingtaine de mètres d'altitude, allant de la pointe de Kervihan au nord (limite avec la commune de Saint-Pierre-Quiberon au sein de laquelle la Côte sauvage se poursuit) et Beg er Lan au sud ; exposée aux vents dominants et dangereuse, mais très attractive touristiquement (elle est longée par le GR 34 et la route départementale D 186a), cette côte est inhabitée, sauf à son extrême sud, au voisinage du château Turpault. Sa partie Est, en climat d'abri, face à la Baie de Quiberon, est constituée d'une côte rocheuse basse dans sa partie Sud et sableuse dans sa partie située au Nord de Kermorvan ; le port de Port Haliguen y a été aménagé, ses alentours sont urbanisés ; plus au nord de cette côte se trouvent les plages de Kermorvan et de Saint-Julien. Le littoral Sud, qui forme l'extrémité de la presqu'île, entre la pointe de Beg er Lan et celle du Conguel (laquelle forme le point le plus avancé en mer de la presqu'île et est prolongée en mer par quelques îlots rocheux découvrant à marée basse, celui situé le plus au Sud-Est porte le phare de la Teignouse) est plus contrasté : de l'ouest vers l'est se succèdent le port de Port Maria, la Grande Plage de Quiberon, la Pointe de Beg er Vil, la plage du Goviro, la pointe de Goulvars, la pointe du Conguel et, au-delà, la plage du Conguel ; cette côte est très urbanisée dans sa partie Ouest ; par contre l'extrémité Sud-Est, aux alentours et de part et d'autre de la pointe du Conguel est restée en partie à l'état naturel, abritant toutefois l'institut de thalassothérapie près de la plage du Goviro et l'aérodrome de Quiberon dans sa partie Nord-Est.
Sur la côte ouest de la presqu'île de Quiberon, la Côte Sauvage est propriété du Conservatoire du littoral. On y trouve une flore particulière : œillets, bruyère violette, genêt, armérie, etc. L'endroit se parcourt en voiture, à pied, à vélo, en kayak ou à cheval.

La Côte Sauvage de Quiberon
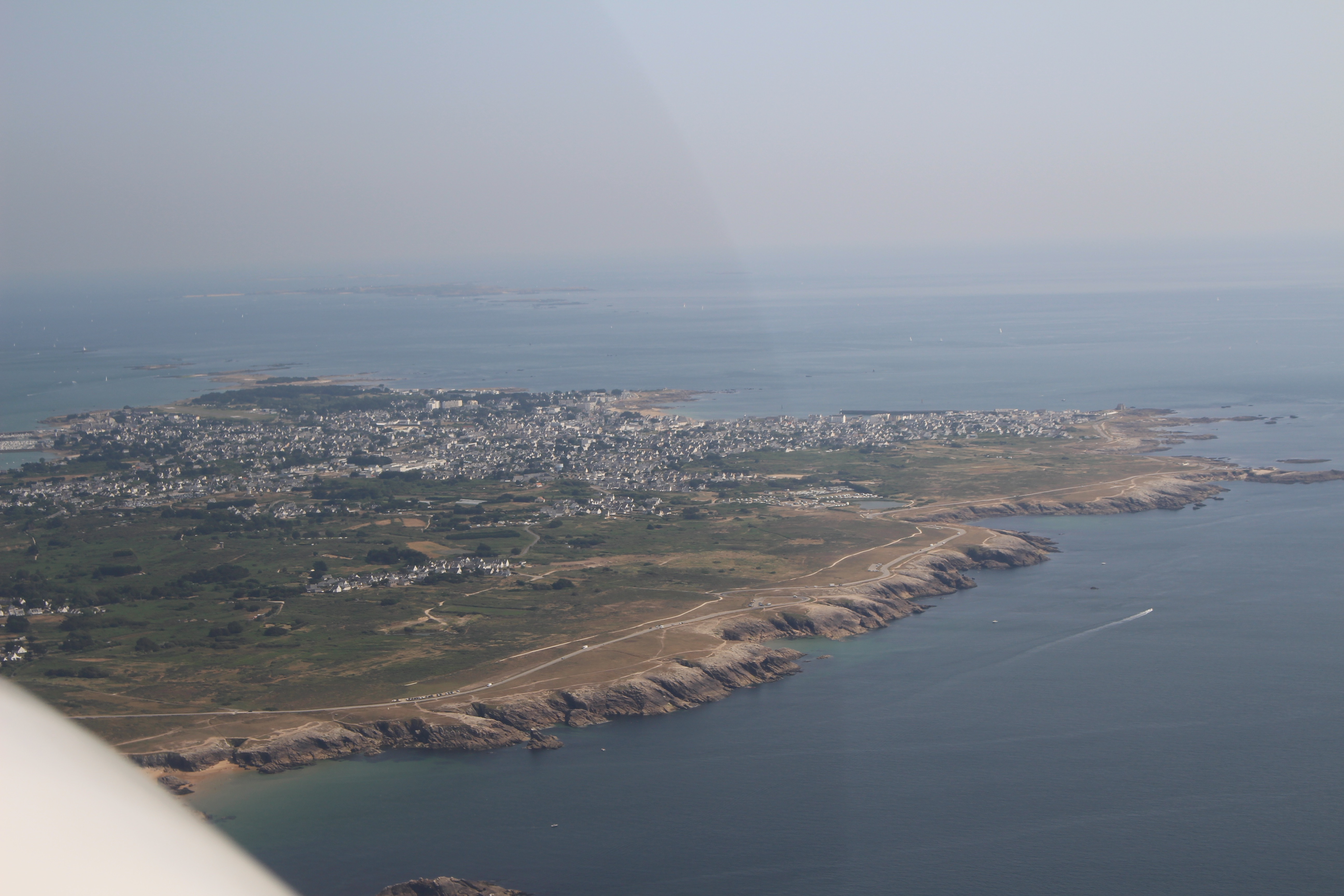
Quiberon : vue générale de la Côte sauvage.
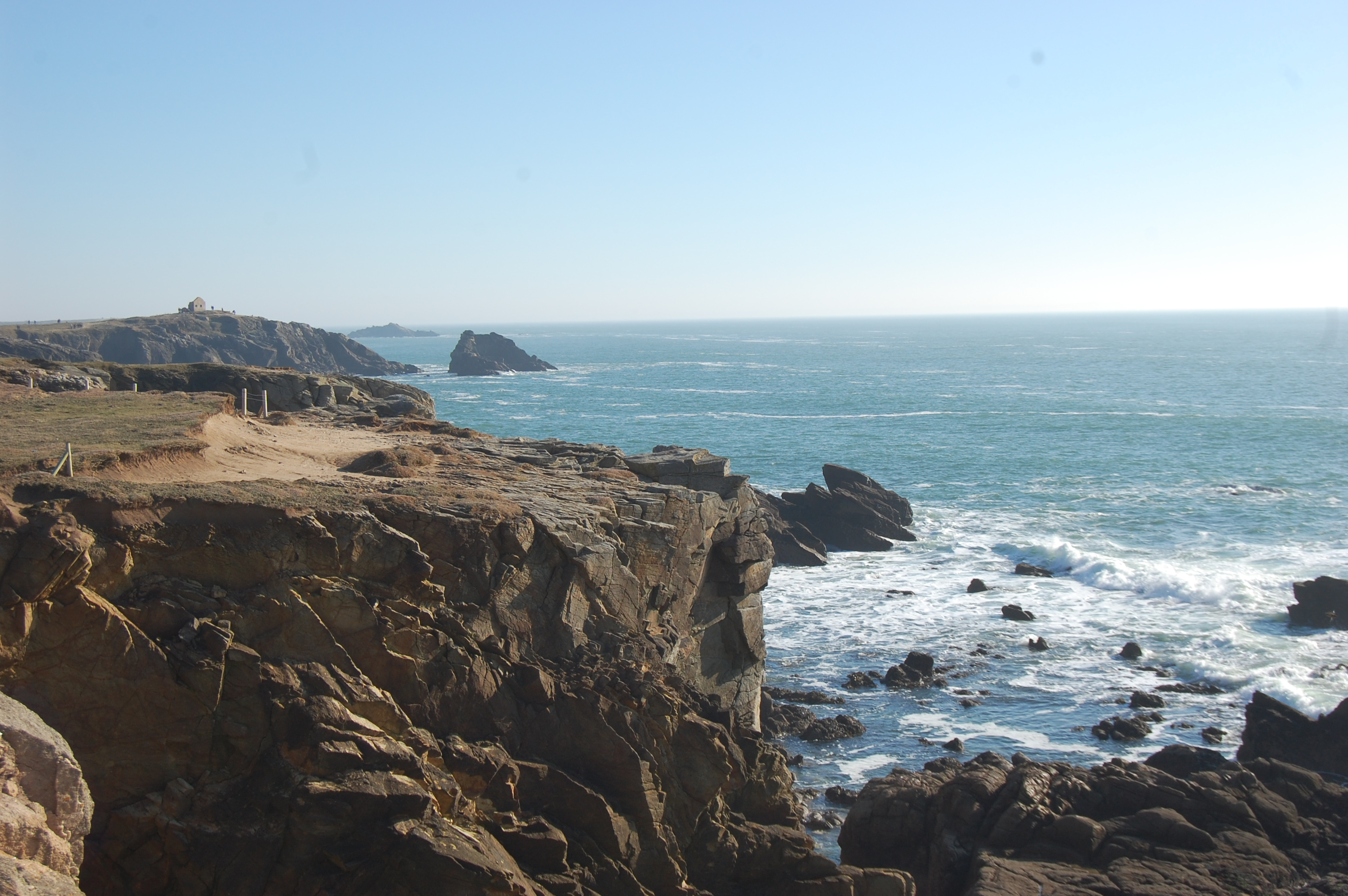
Vue de la Côte Sauvage de Quiberon.
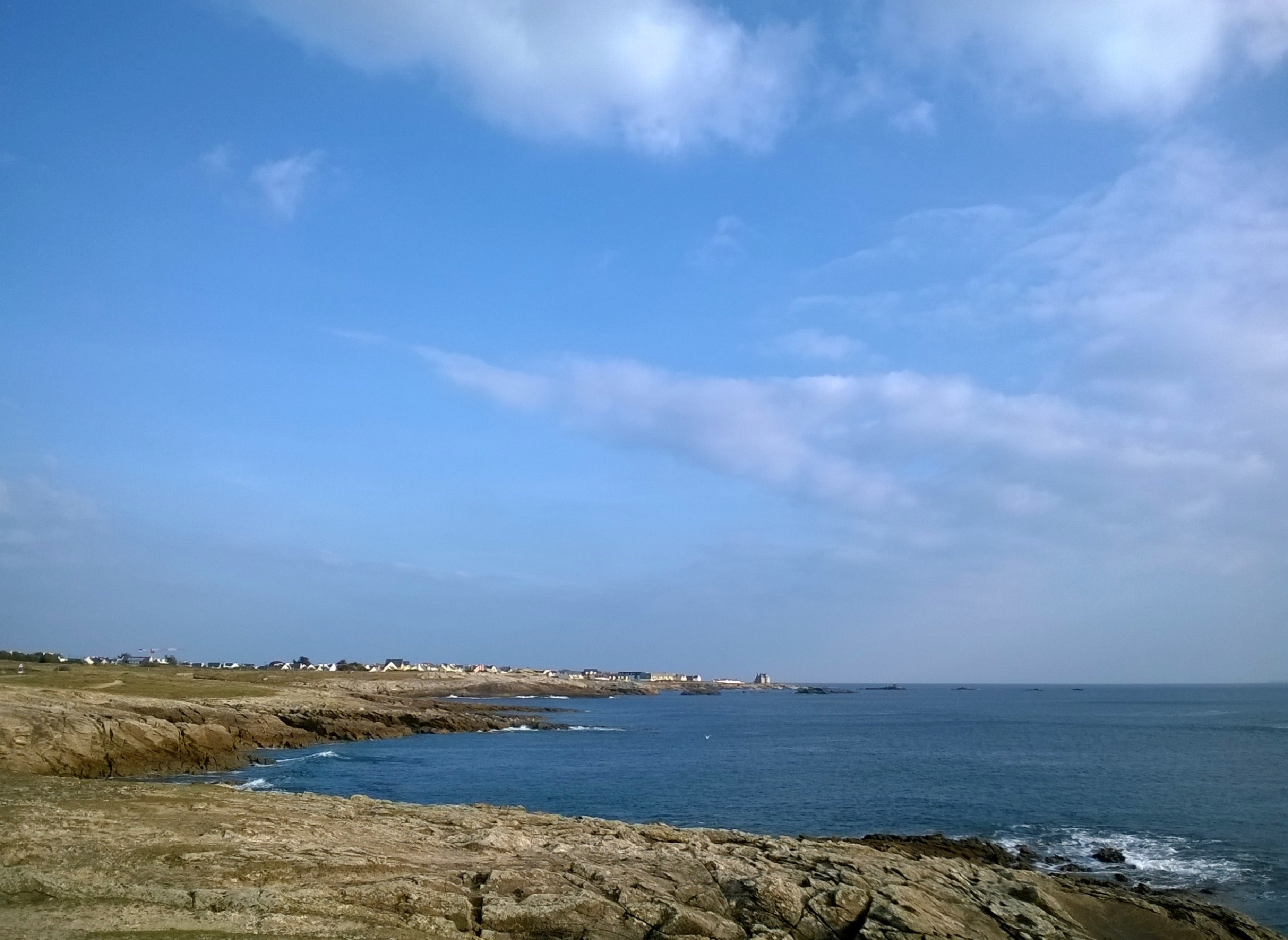
La partie Sud de la Côte Sauvage ; à l'arrière-plan la ville de Quiberon.

Les plages de Quiberon
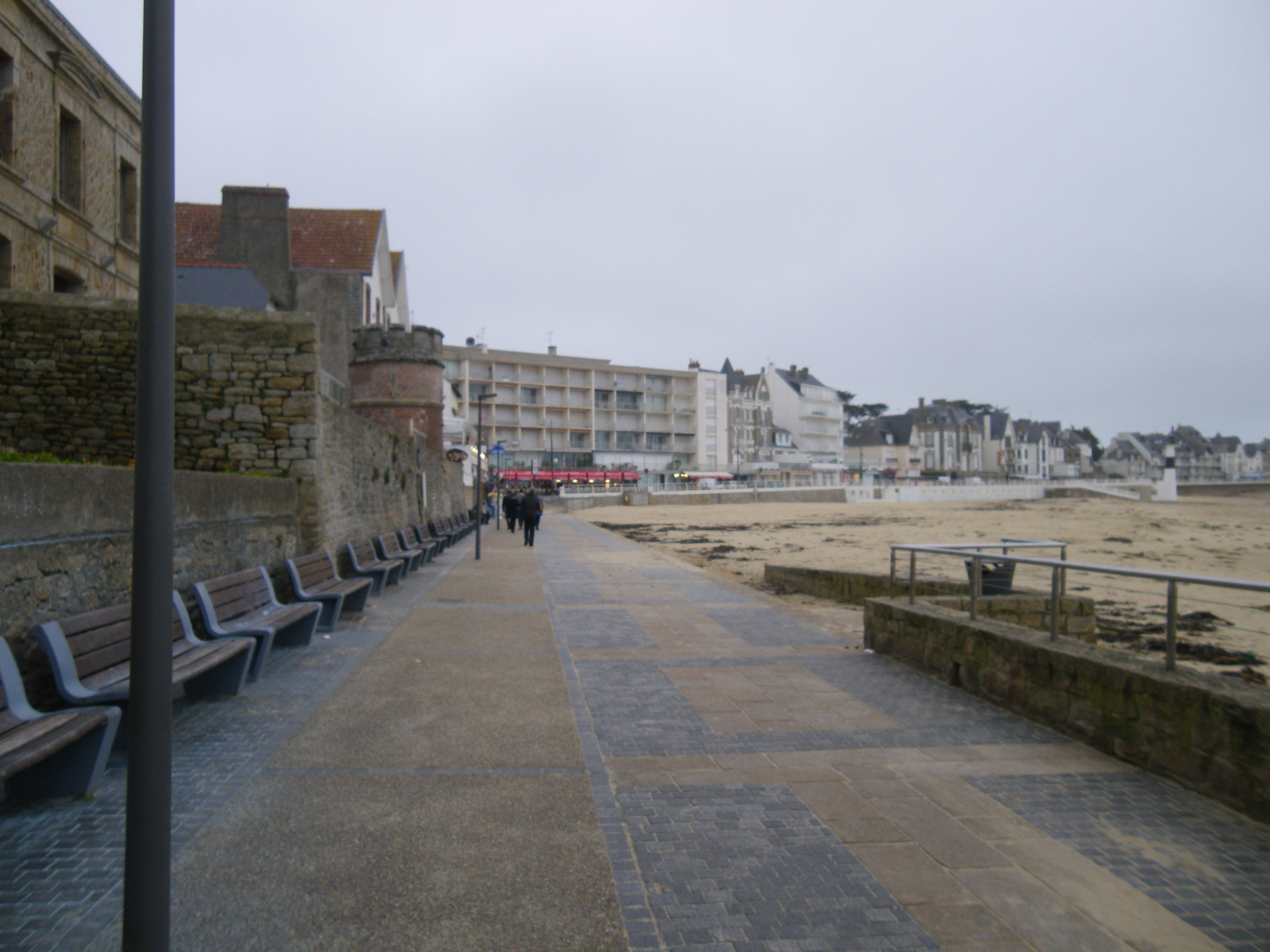
Quiberon : la Grande Plage.
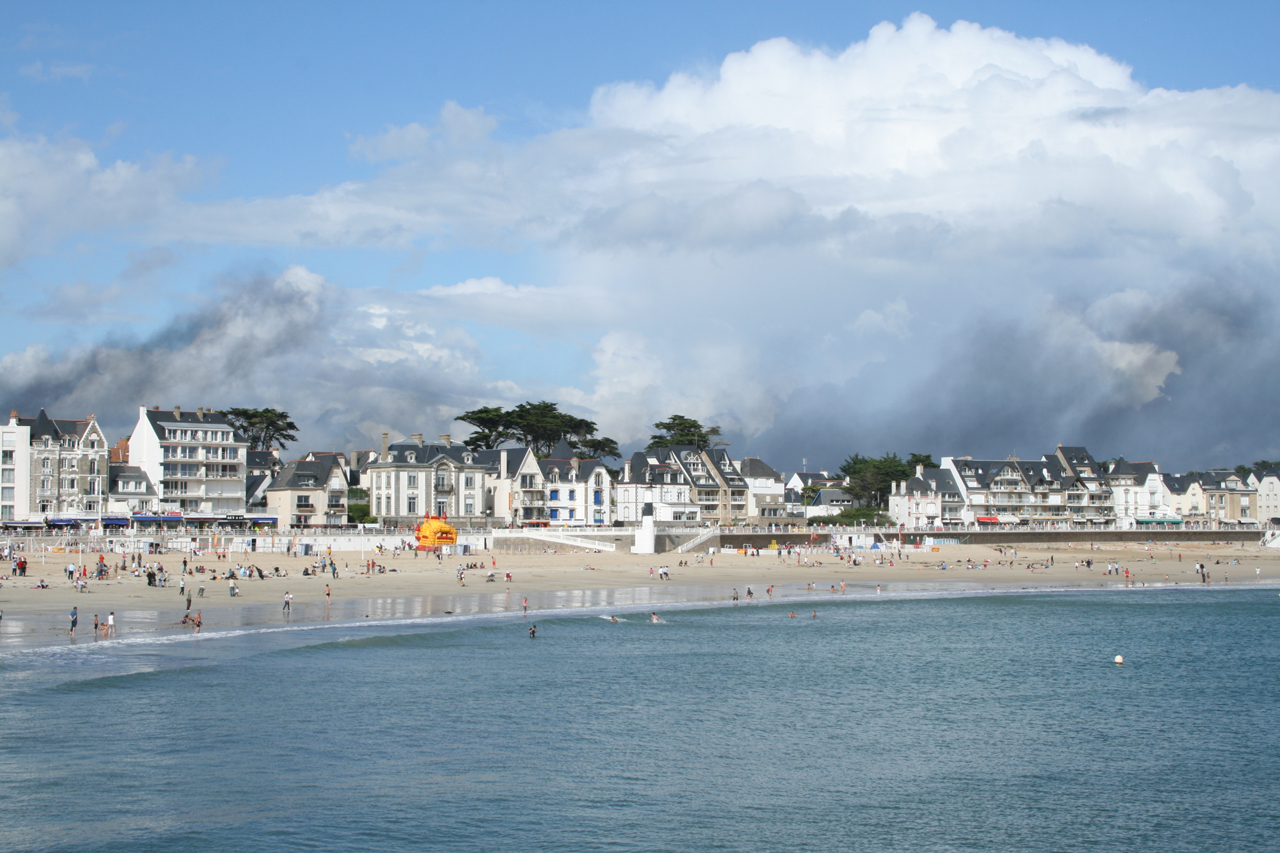
Quiberon : la Grande Plage.
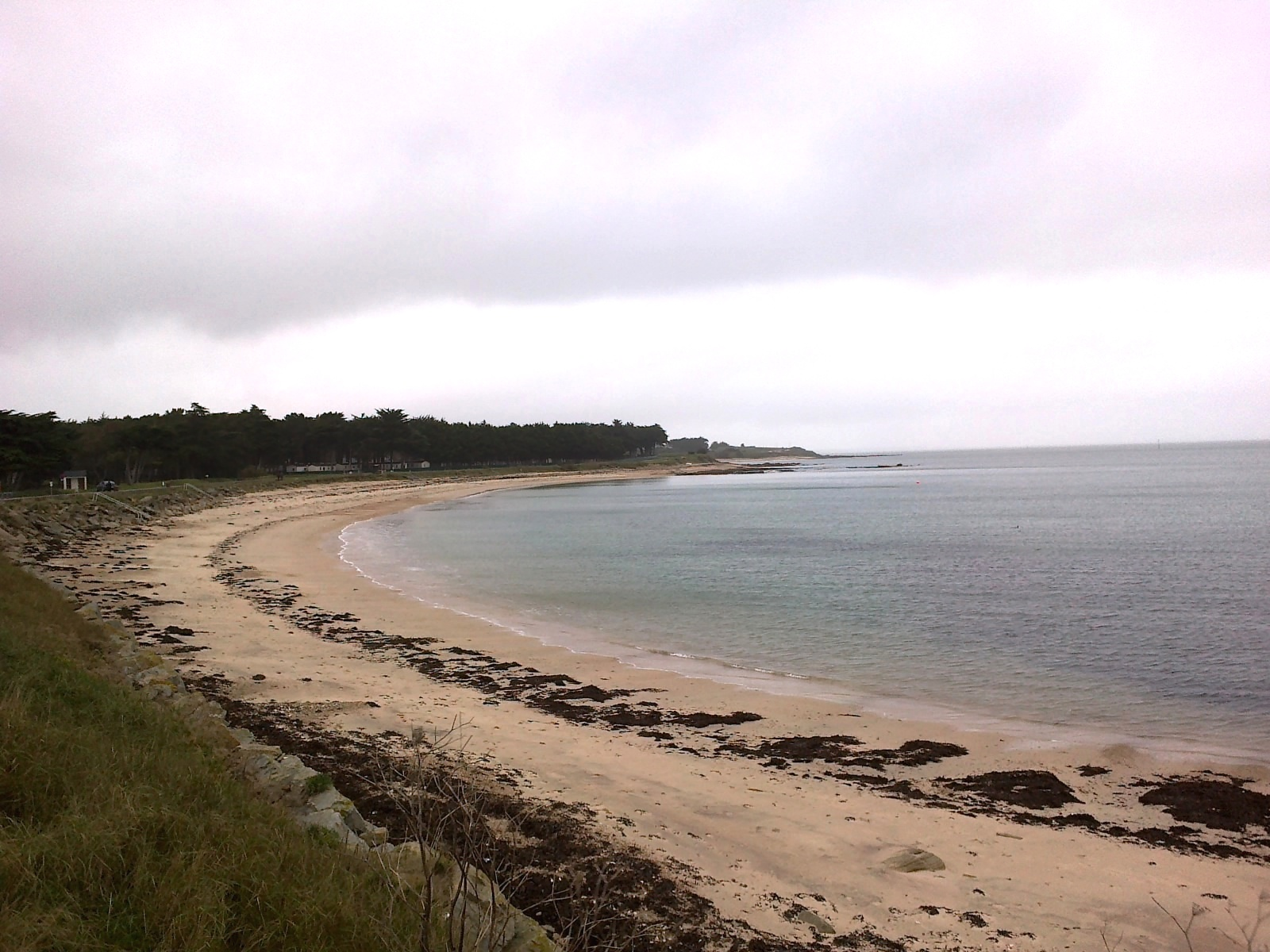
La plage du Conguel.
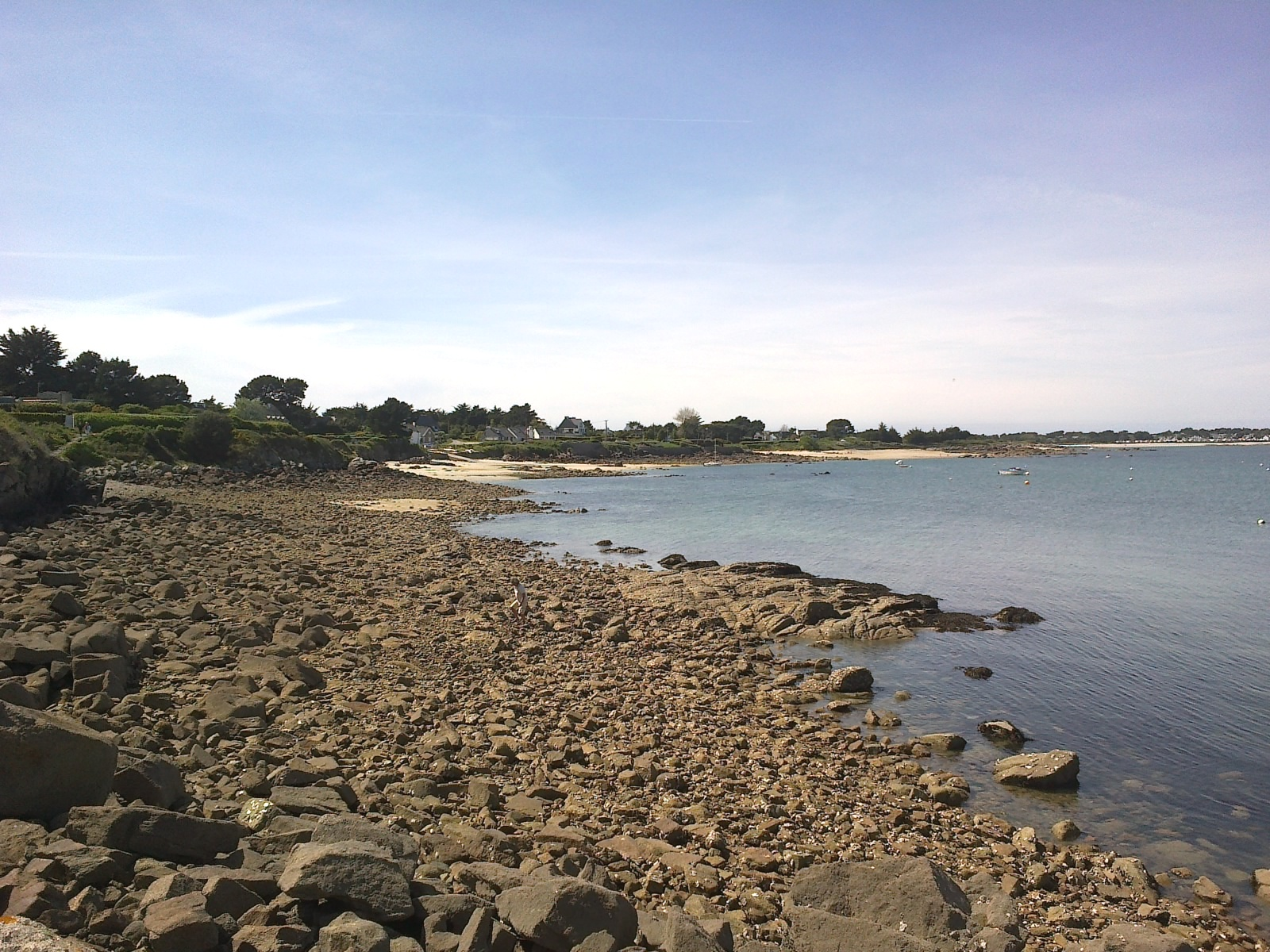
La plage de Kermorvan.
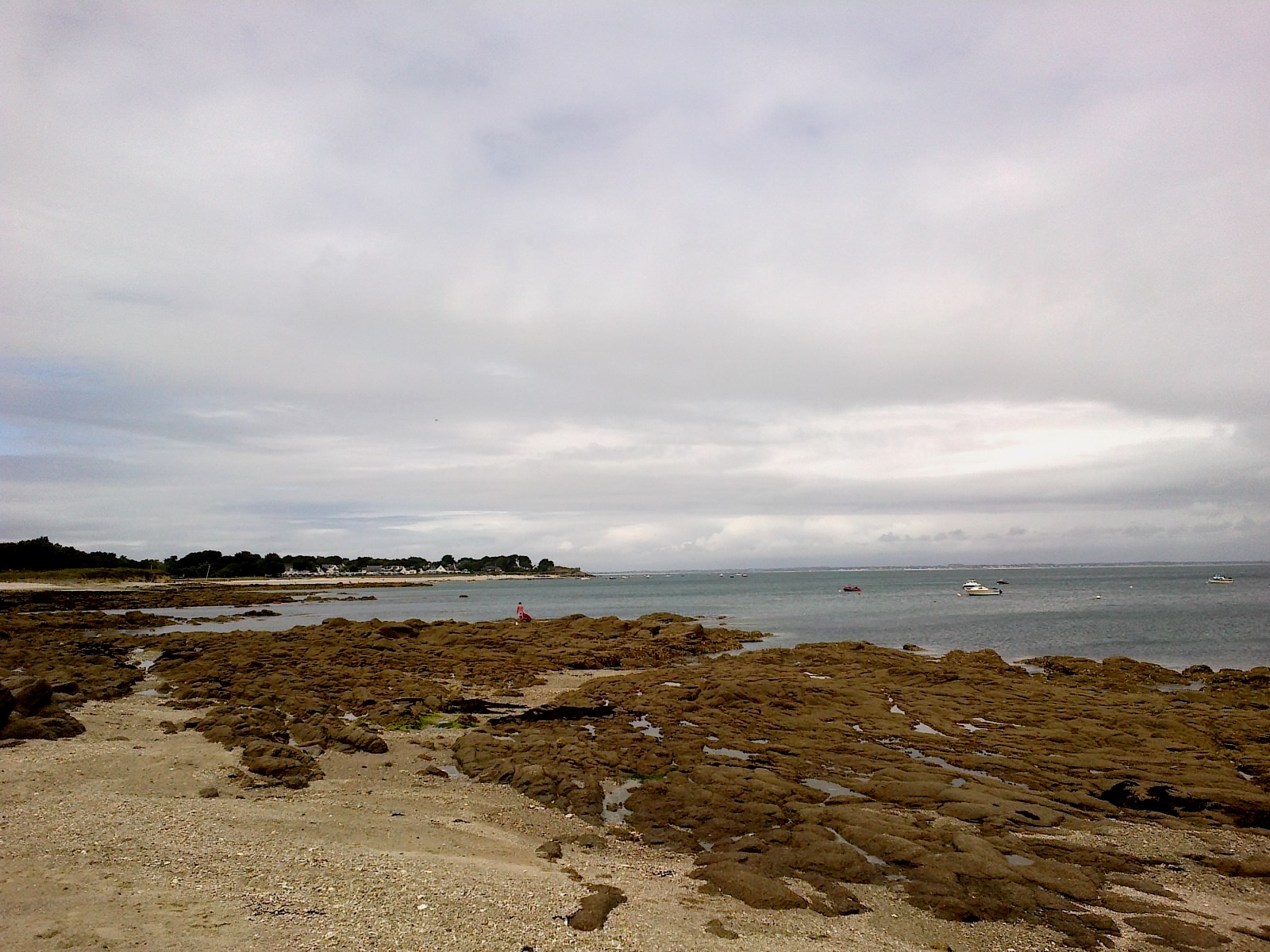
La plage de Saint-Julien.

### Hydrographie
Pour un article plus général, voir Réseau hydrographique du Morbihan.
La commune est située dans le bassin Loire-Bretagne. Elle est drainée par divers petits cours d'eau,.

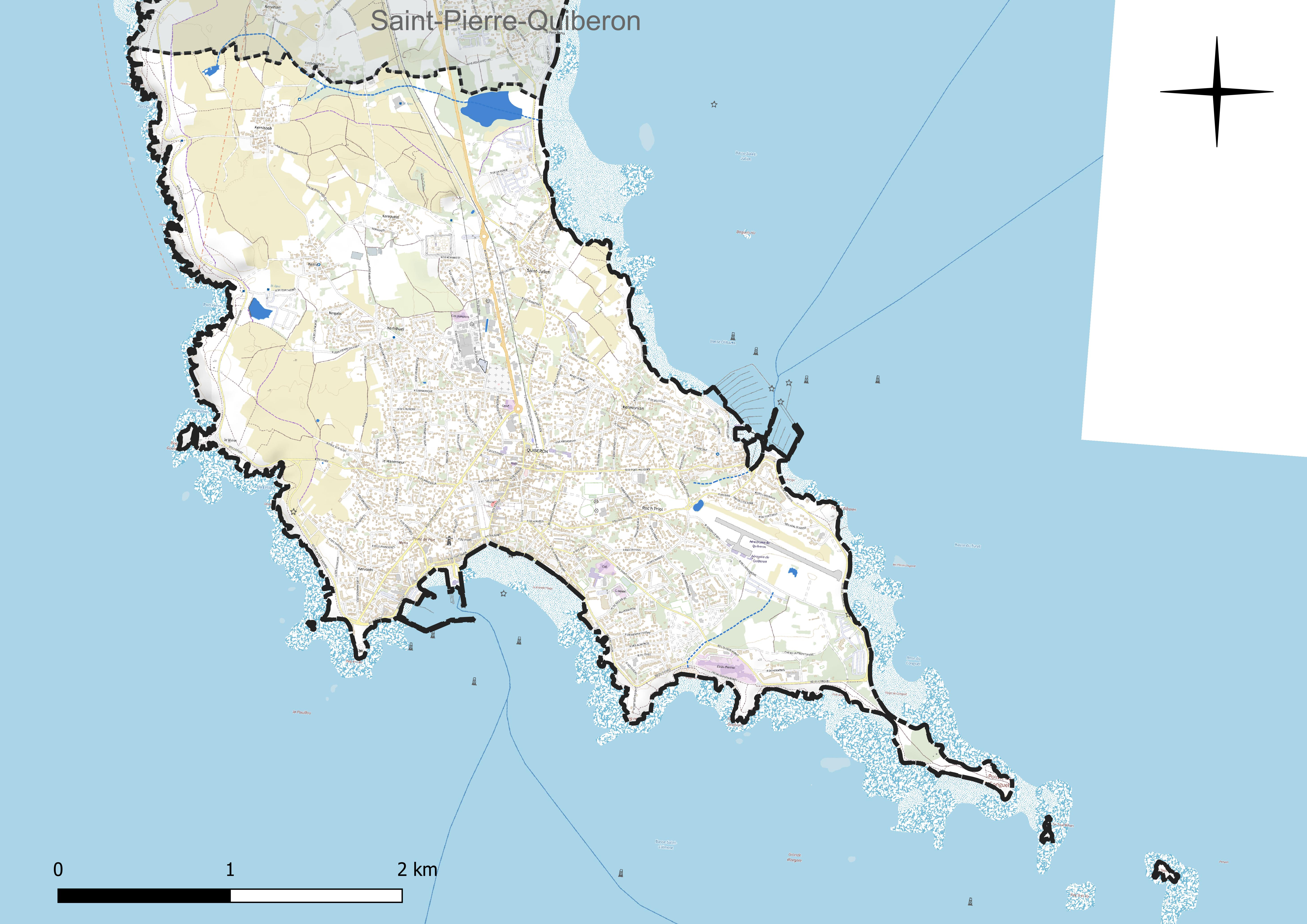
Réseau hydrographique de Quiberon.

### Climat
Pour des articles plus généraux, voir Climat de la Bretagne et Climat du Morbihan.
En 2010, le climat de la commune est de type climat océanique franc, selon une étude du CNRS s'appuyant sur une série de données couvrant la période 1971-2000. En 2020, Météo-France publie une typologie des climats de la France métropolitaine dans laquelle la commune est exposée à un climat océanique et est dans la région climatique  Bretagne orientale et méridionale, Pays nantais, Vendée, caractérisée par une faible pluviométrie en été et une bonne insolation. Parallèlement l'observatoire de l'environnement en Bretagne publie en 2020 un zonage climatique de la région Bretagne, s'appuyant sur des données de Météo-France de 2009. La commune est, selon ce zonage, dans la zone « Littoral doux », exposée à un climat venté avec des étés cléments.
Pour la période 1971-2000, la température annuelle moyenne est de 12,2 °C, avec une amplitude thermique annuelle de 11,6 °C. Le cumul annuel moyen de précipitations est de 743 mm, avec 13,2 jours de précipitations en janvier et 6,2 jours en juillet. Pour la période 1991-2020, la température moyenne annuelle observée sur la station météorologique installée sur la commune est de 12,9 °C et le cumul annuel moyen de précipitations est de 689,6 mm,. Pour l'avenir, les paramètres climatiques de la commune estimés pour 2050 selon différents scénarios d’émission de gaz à effet de serre sont consultables sur un site dédié publié par Météo-France en novembre 2022.
| Mois                                  | jan.            | fév.            | mars          | avril           | mai            | juin            | jui.           | août           | sep.          | oct.            | nov.            | déc.            | année     |
| ------------------------------------- | --------------- | --------------- | ------------- | --------------- | -------------- | --------------- | -------------- | -------------- | ------------- | --------------- | --------------- | --------------- | --------- |
| Température minimale moyenne (°C)     | 5,8             | 5,5             | 6,8           | 8,3             | 11             | 13,5            | 15,2           | 15,5           | 13,9          | 11,9            | 8,9             | 6,6             | 10,2      |
| Température moyenne (°C)              | 7,8             | 7,7             | 9,4           | 11,3            | 14,1           | 16,7            | 18,5           | 18,7           | 17            | 14,2            | 11              | 8,6             | 12,9      |
| Température maximale moyenne (°C)     | 9,7             | 9,9             | 12            | 14,3            | 17,2           | 20              | 21,8           | 21,9           | 20,1          | 16,4            | 13              | 10,5            | 15,6      |
| Record de froid (°C) date du record   | −9,2 13.01.1987 | −8 07.02.1991   | −2,6 01.03.18 | −1,4 12.04.1986 | 2,8 05.05.1979 | 6,4 06.06.1986  | 7,6 01.07.1978 | 8,8 29.08.1977 | 6 28.09.10    | 1 28.10.12      | −2,6 20.11.1985 | −6,2 29.12.1996 | −9,2 1987 |
| Record de chaleur (°C) date du record | 15,4 02.01.07   | 16,8 20.02.1990 | 20,8 28.03.12 | 24,2 23.04.1984 | 27,4 24.05.10  | 35,2 27.06.1976 | 34,4 18.07.06  | 35,4 09.08.03  | 29,4 06.09.06 | 23,8 01.10.1997 | 18,8 07.11.15   | 16,4 05.12.06   | 35,4 2003 |
| Précipitations (mm)                   | 77,9            | 59,7            | 52,3          | 50,9            | 42,3           | 37,6            | 34,6           | 40,1           | 49,9          | 74,4            | 86,6            | 83,3            | 689,6     |

### Habitat
Une bonne moitié du territoire communal est urbanisé, essentiellement dans la partie située au centre sud de la presqu'île ; le noyau urbain central est en position non littorale, même s'il est proche de la Grande Plage de Quiberon. en raison de l'expansion touristique et de l'attractivité balnéaire, l'urbanisation s'est étendue tout au long du XXe siècle, principalement sous forme de quartiers pavillonnaires, des environs du Château Turpault à l'Ouest jusqu'à Port Haliguen et le quartier de Kermorvan à l'Est et jusqu'aux quartiers de Saint-Julien, Kerhihuel et Kergallo vers le Nord. Seuls l'extrême nord du finage communal (an nord du fort de Saint-Julien), la Côte Sauvage à l'Ouest et les environs de la Pointe du Conguel au Sud-Est de la presqu'île ont été préservés de l'urbanisation et sont restés pour l'essentiel à l'état naturel.
En 2020, 66,2 % des logements de Quiberon étaient, selon l'INSEE, des résidences secondaires.

### Voies de communication et transports
Quiberon est desservi par la D 768 (ancienne route nationale 168) venant d'Auray via Plouharnel ; une autre route départementale, la D 186a, longe la Côte Sauvage.
La gare de Quiberon est le terminus de la ligne d'Auray à Quiberon.
Du 1er juillet au 31 août, la presqu'île de Quiberon est desservie depuis 1985 par un TER, appelé « Tire-Bouchon », qui fait la liaison entre Auray et Quiberon, en passant par les villages de la presqu'île (Les Sables Blancs, Penthièvre, Saint-Pierre-Quiberon...). Il circule également les deux derniers week-ends de juin et les deux premiers de septembre.
Les autocars du réseau régional BreizhGo offrent des liaisons entre Quiberon (gare maritime et gare SNCF), Auray, Vannes via Carnac et La Trinité-sur-Mer. La ville propose le service de QUIB’BUS le mois de juillet et août.
La ville possède deux ports : Port-Maria possède une gare maritime assurant les liaisons entre les îles de Belle-Île-en-Mer, Hoëdic ou encore Houat ; l'autre port, situé sur la côte Est, est Port-Haliguen.

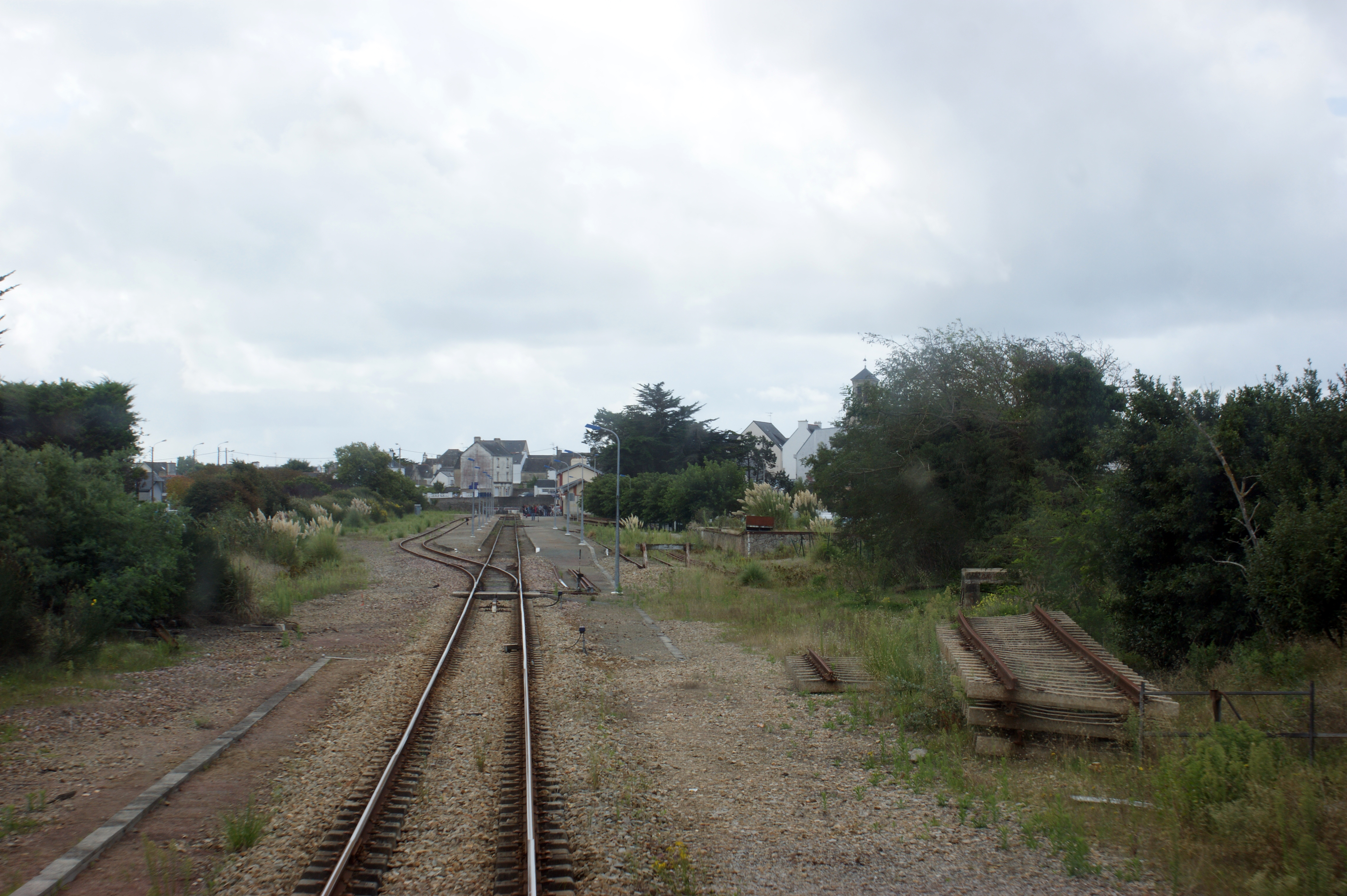
Le terminus de la voie ferrée et la gare de Quiberon.
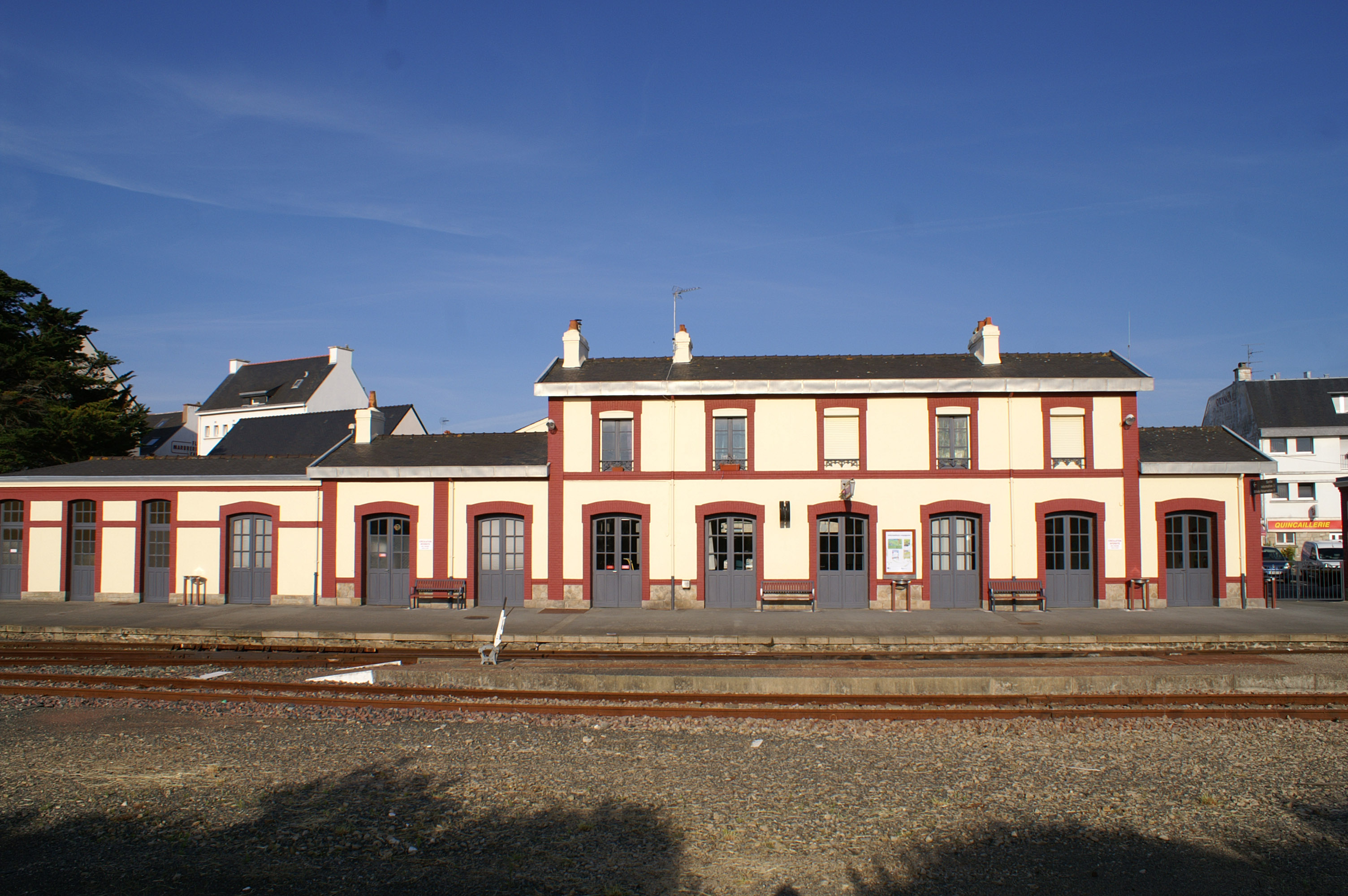
Le bâtiment de la gare de Quiberon (vu côté quais).
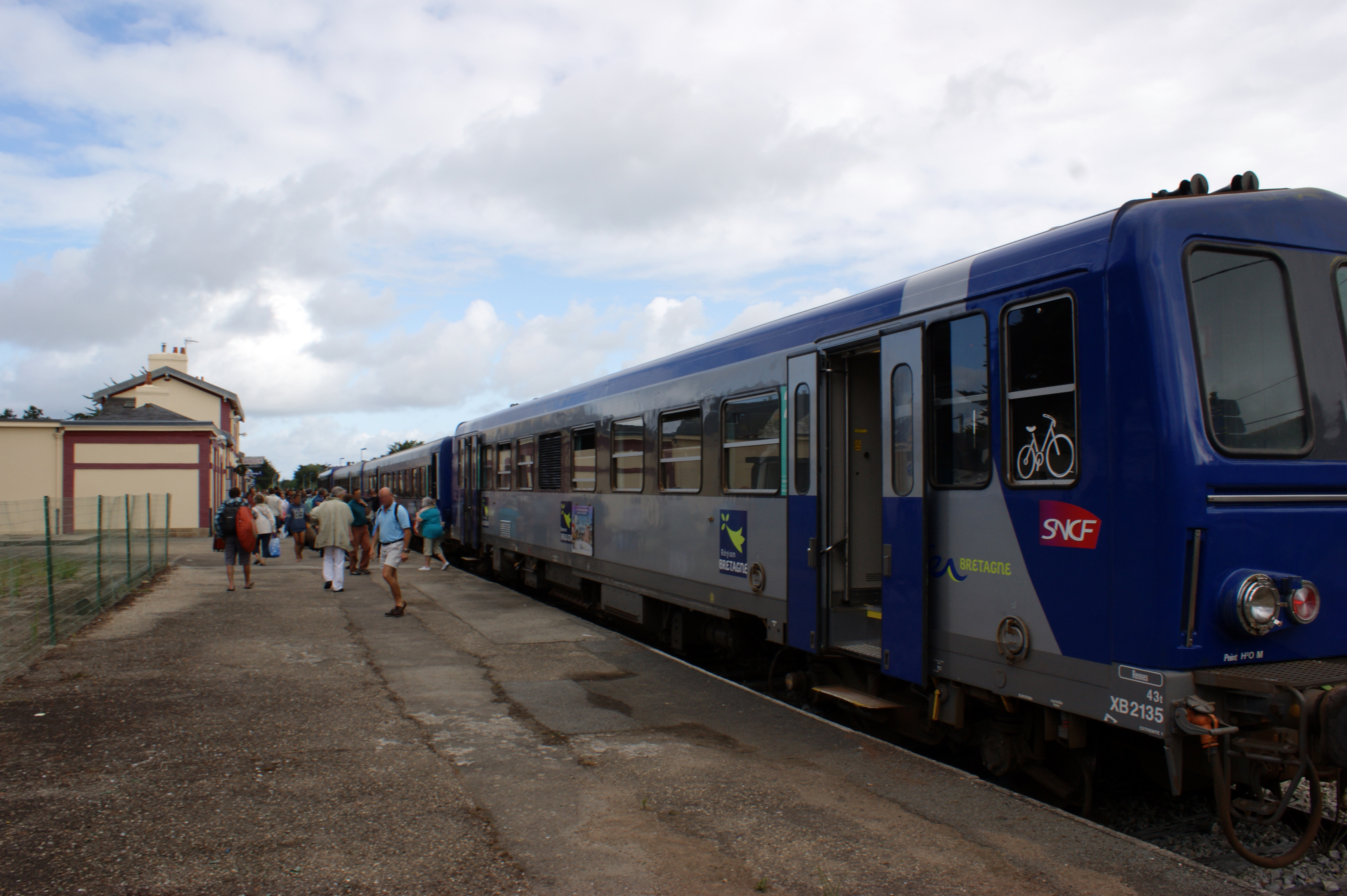
Le "Tirebouchon" en gare de Quiberon en 2011.
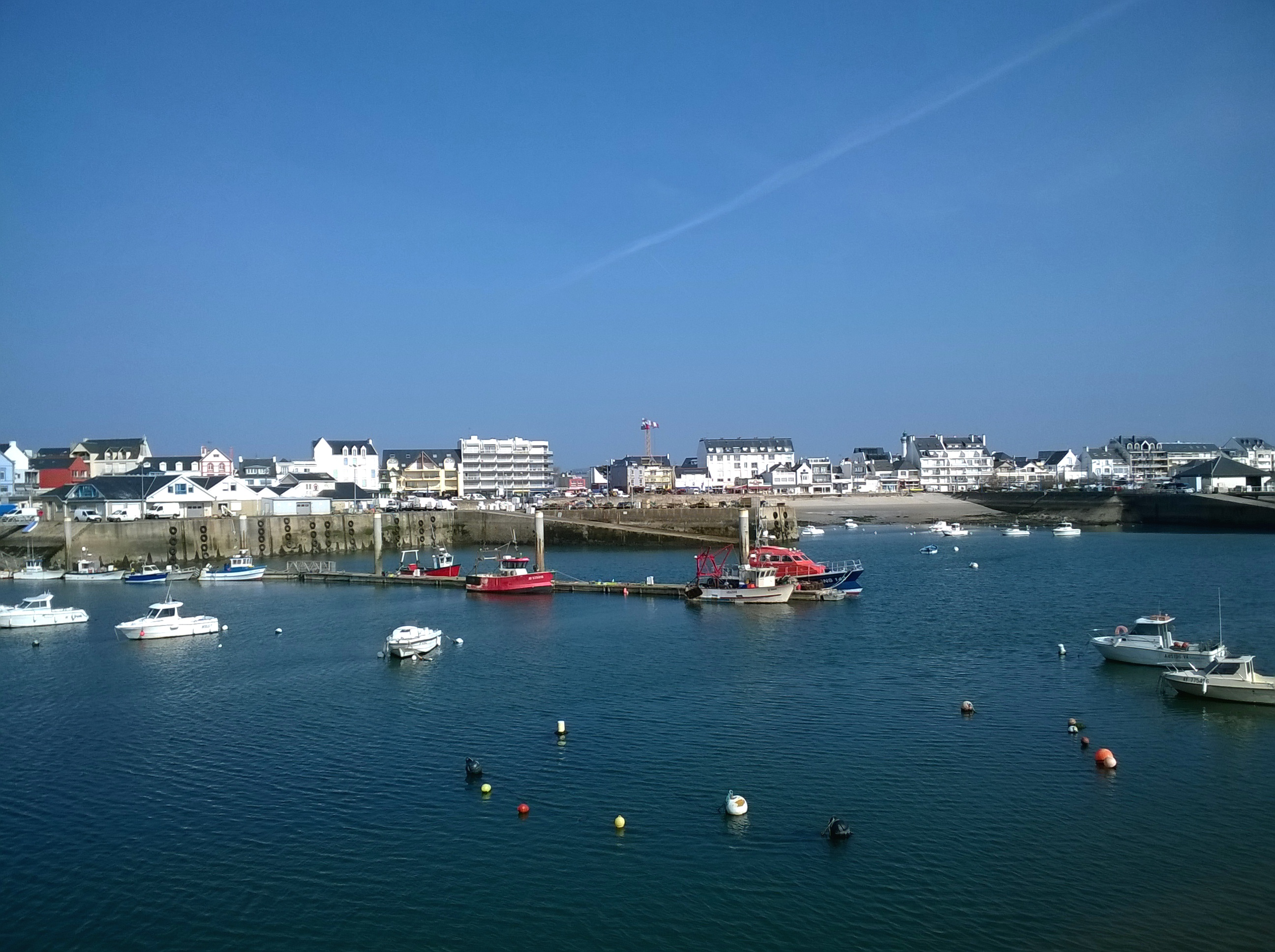
Quiberon : Port-Maria.
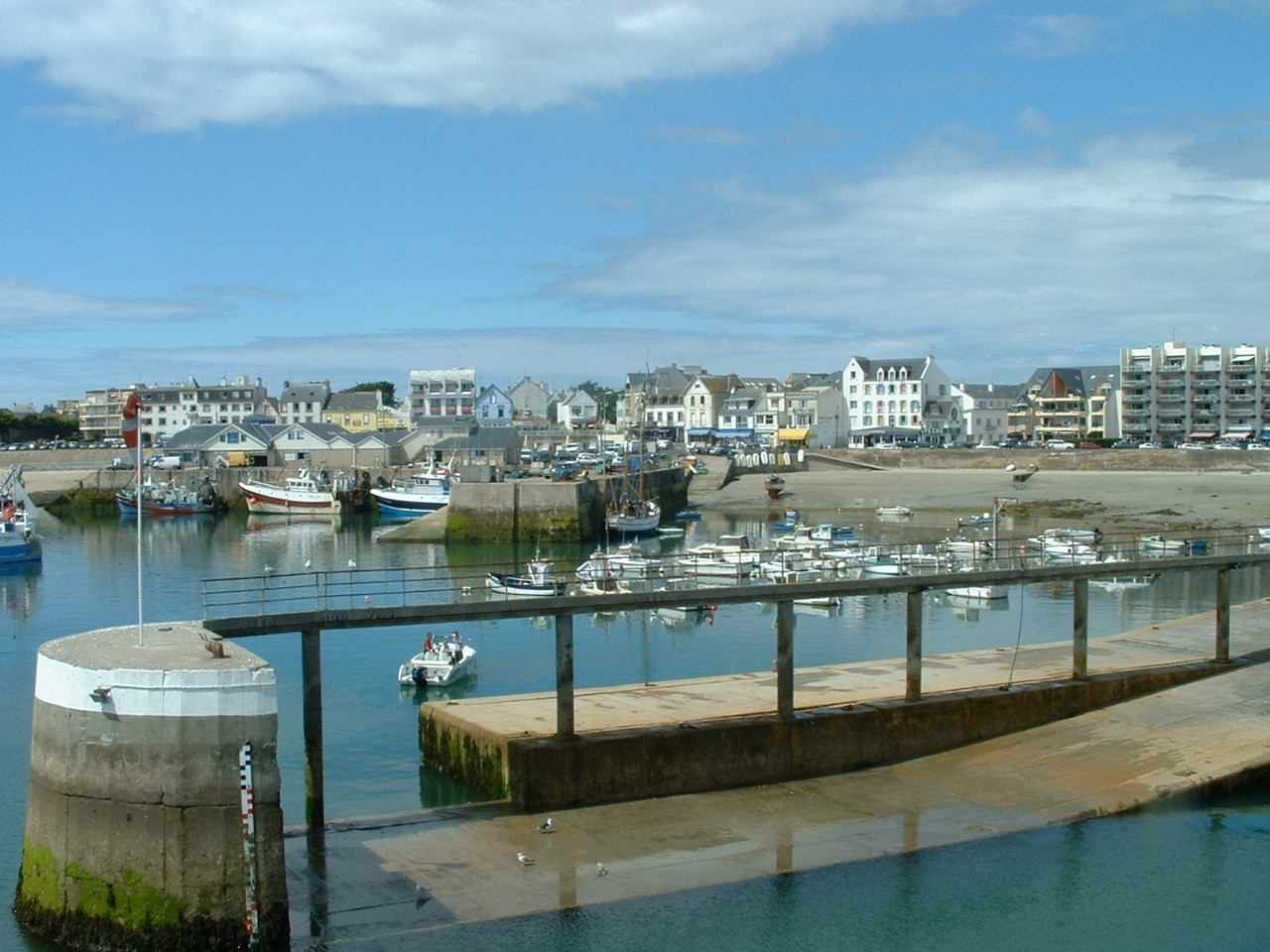
Quiberon : Port-Maria.
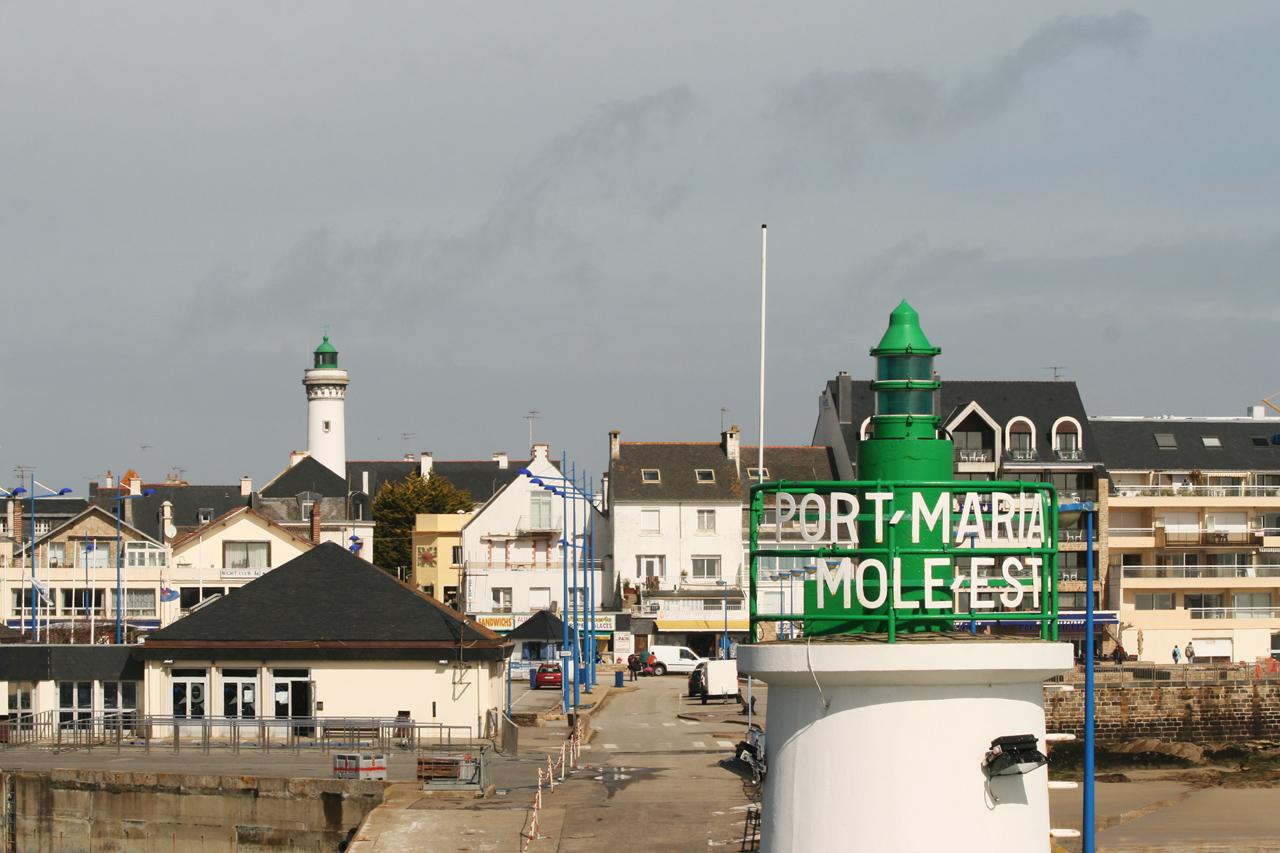
Quiberon : Port-Maria.
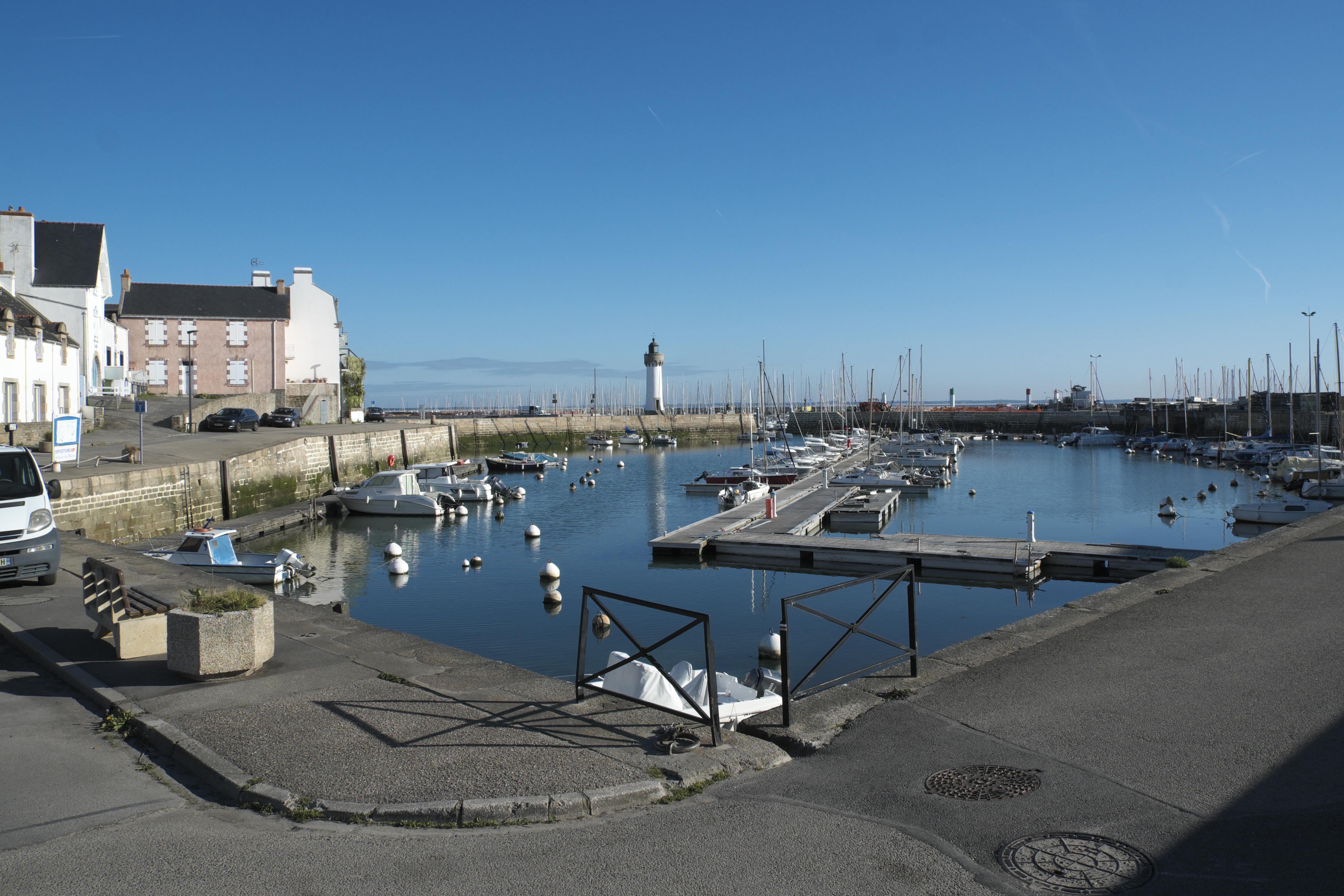
Port-Haliguen : vue d'ensemble.
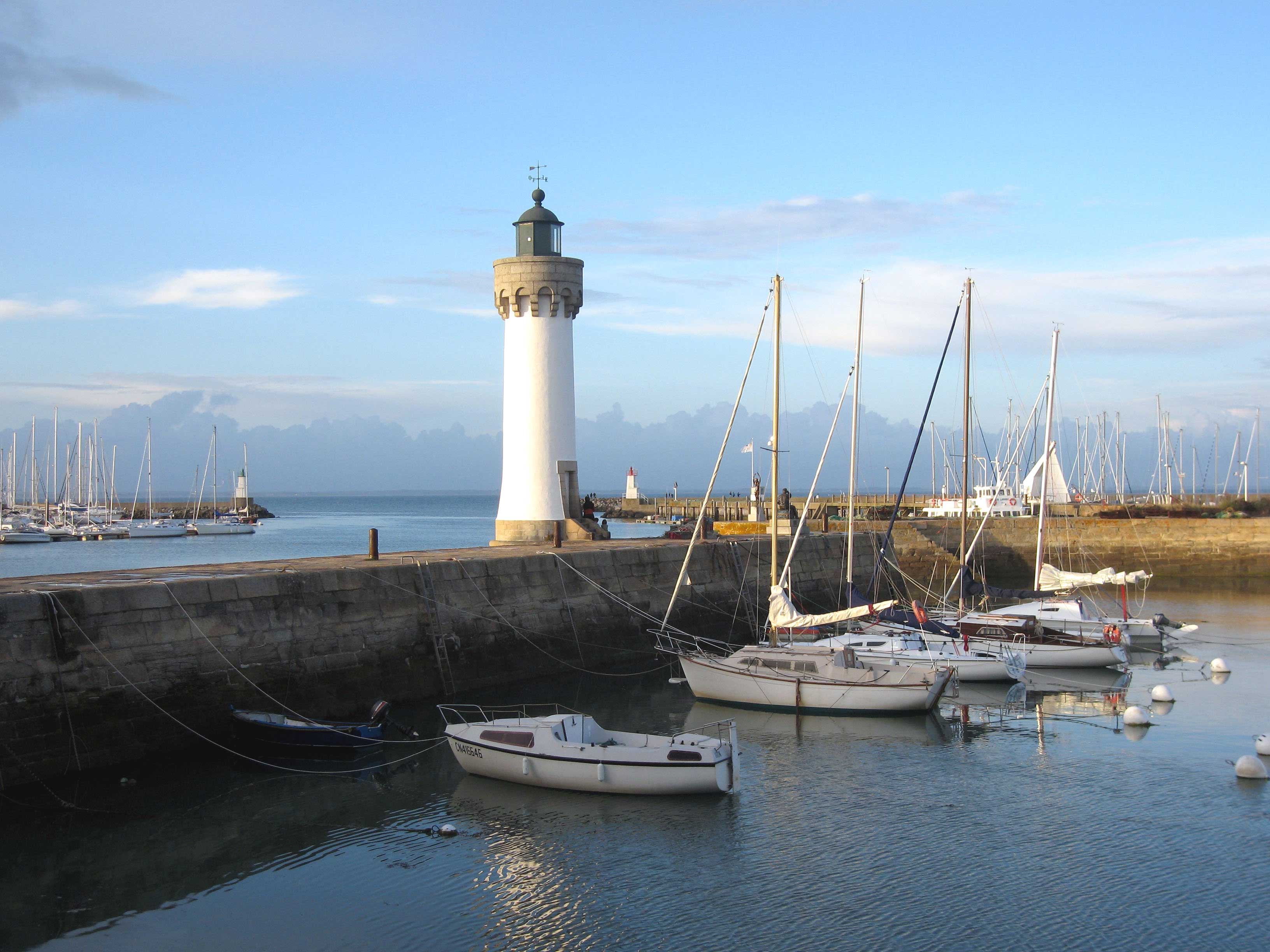
Port-Haliguen : vue partielle et le phare.

L'aérodrome de Quiberon est désormais géré par la ville de Quiberon. Un grand nombre d'activités aéronautiques y sont réalisées et la brasserie est ouverte toute l'année.

## Urbanisme

### Typologie
Au 1er janvier 2024, Quiberon est catégorisée petite ville, selon la nouvelle grille communale de densité à sept niveaux définie par l'Insee en 2022.
Elle appartient à l'unité urbaine de Quiberon, une unité urbaine monocommunale constituant une ville isolée,. Par ailleurs la commune fait partie de l'aire d'attraction de Quiberon, dont elle est la commune-centre,. Cette aire, qui regroupe 2 communes, est catégorisée dans les aires de moins de 50 000 habitants,.
La commune, bordée par l'océan Atlantique, est également une commune littorale au sens de la loi du 3 janvier 1986, dite loi littoral. Des dispositions spécifiques d’urbanisme s’y appliquent dès lors afin de préserver les espaces naturels, les sites, les paysages et l’équilibre écologique du littoral, tel le principe d'inconstructibilité, en dehors des espaces urbanisés, sur la bande littorale des 100 mètres, ou plus si le plan local d’urbanisme le prévoit.

### Occupation des sols

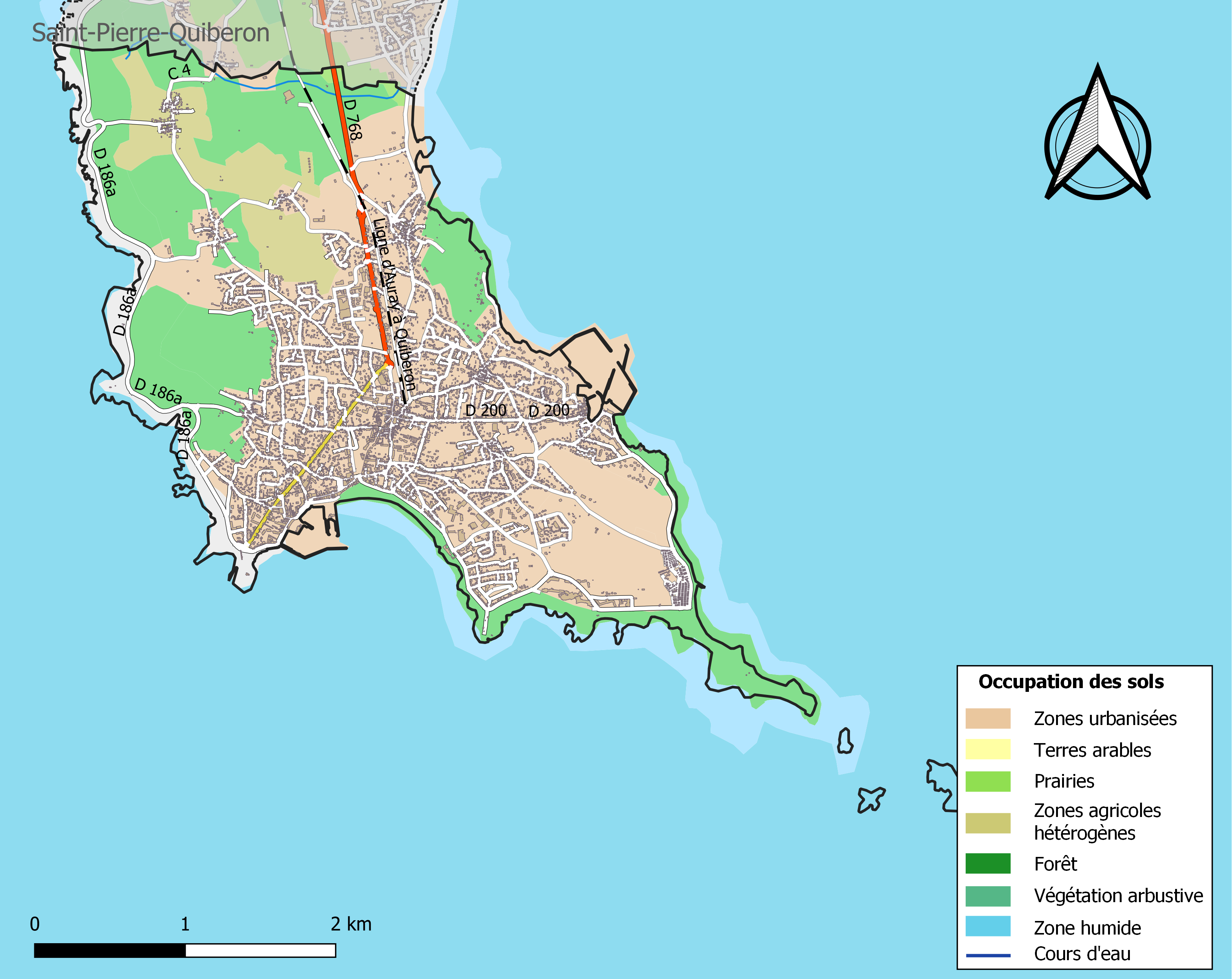
Carte des infrastructures et de l'occupation des sols de la commune en 2018 (CLC).

Le tableau ci-dessous présente l'occupation des sols de la commune en 2018, telle qu'elle ressort de la base de données européenne d’occupation biophysique des sols Corine Land Cover (CLC).
| Type d’occupation                             | Pourcentage | Superficie (en hectares) |
| --------------------------------------------- | ----------- | ------------------------ |
| Tissu urbain discontinu                       | 45,0 %      | 414                      |
| Zones portuaires                              | 0,5 %       | 5                        |
| Aéroports                                     | 2,8 %       | 26                       |
| Équipements sportifs et de loisirs            | 9,7 %       | 89                       |
| Prairies et autres surfaces toujours en herbe | 0,3 %       | 3                        |
| Systèmes culturaux et parcellaires complexes  | 7,9 %       | 73                       |
| Pelouses et pâturages naturels                | 11,8 %      | 109                      |
| Landes et broussailles                        | 16,5 %      | 152                      |
| Plages, dunes et sable                        | 4,7 %       | 73                       |
| Mers et océans                                | 0,8 %       | 7                        |
| Source : Corine Land Cover                    |             |                          |

### Logement
Quiberon est une commune où la part de résidences secondaires est très importante, cela représente deux tiers des logements quiberonnais.

## Toponymie
L'étymologie du toponyme Quiberon est discutée (grammatici certant).
Il est attesté sous les formes Insula quae vocatur Keberoën (« l’île qui se nomme Keberoën ») et In praefata insula Keberoën (dans la sus nommée île Keberoën) en 1037, Keperoen en 1069, Kemberoen en 1072, Keberoen en 1073, Keberoen en 1146, Keberoen en 1208, aux XIVe et XVe siècles, le nom subit une francisation, Queberon en 1304, Queberoën en 1438, Lisle de Cabarain en 1520, Queberon en 1575, Kiberon au XVIIe siècle, Quibéron en 1804 et Quiberon en 1942.
L'abbé Le Cam rapproche Quiberon du nom de Beg Ruberon (beg désigant en breton un « cap », ru pouvant signifier « rouge, colline, tertre, tombe » et beron « propriétaire »), pointe rocheuse sur laquelle est construit le Fort-Neuf en Port-Haliguen.
Selon Hervé Abalain, il est issu du vieux breton Keberoen, de [berv(enn)], « bouillant, bouillonnant (d'écume) », que qualifie [kib], « bassin, sources, fontaines ».
Jean-Yves Le Moing rapproche Keberoen de probablement kib et de erv. Erf désigne la langue de terre reliant l'ancienne île donnant une forme de coupe (kib en vieux breton) à l'anse formant la baie de Plouharnel.
Le nom breton de la commune est Kiberen.
Le nom en gallo de la commune est Qhiberon, prononcé [cibərɔ̃].

## Histoire

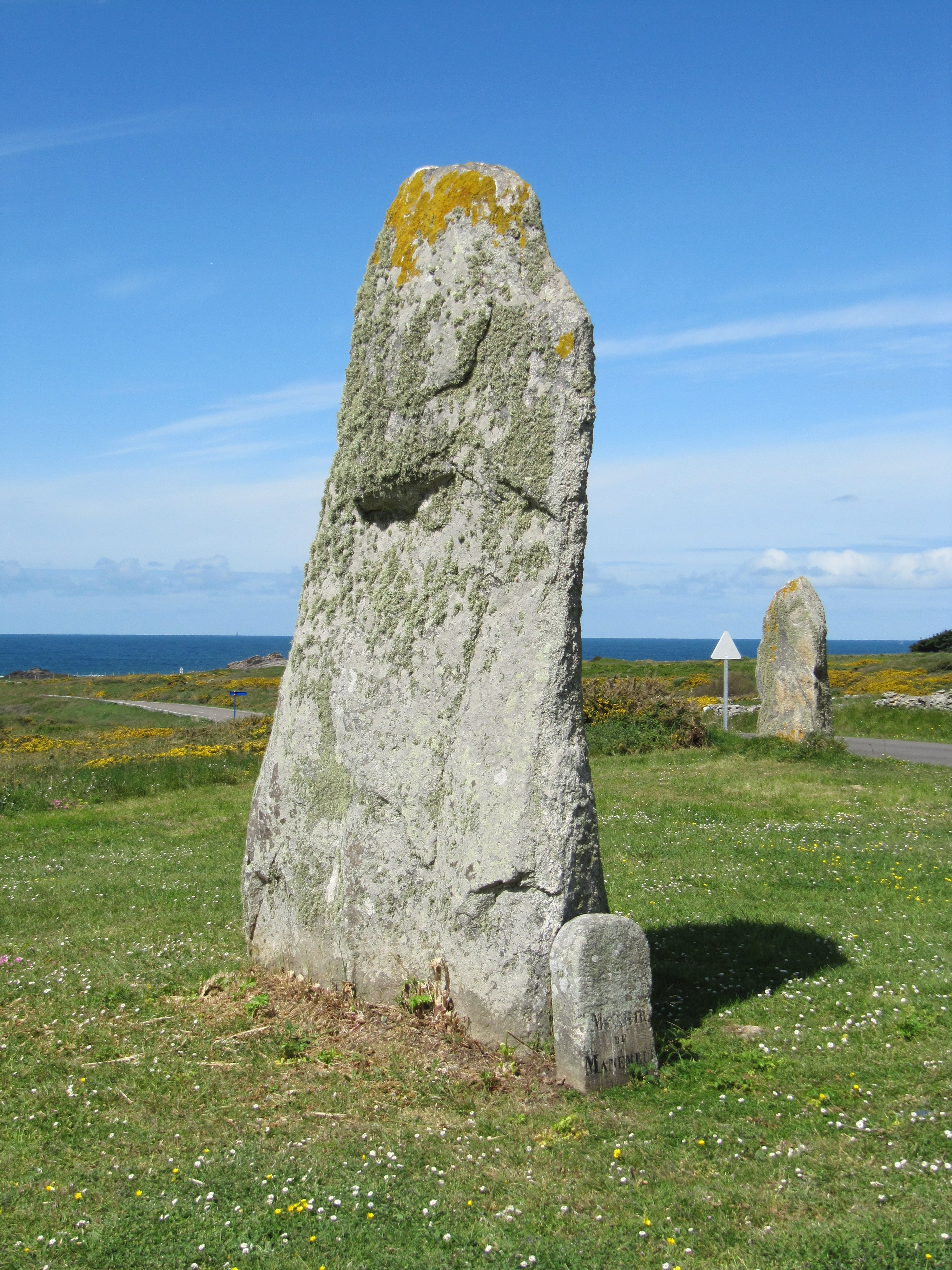
Menhirs de Mané-Meur, côte Sauvage, Quiberon.

### Préhistoire
Les premières sépultures et squelettes humains retrouvés sur la Presqu'île (et plus précisément sur l’îlot de Téviec) datent du Mésolithique, vers 5 000 ans av. J.-C. Pendant la période du Néolithique armoricain, entre 4500 et 2 000 ans av. J.-C., les hommes ont dressé des mégalithes : menhirs, dolmens et allées couvertes sont bâtis sur Quiberon et ses alentours. Ces dolmens sont d'ailleurs encore visibles de nos jours.
Le site préhistorique de Beg-er-Vil est situé à l'extrémité sud de la presqu'île de Quiberon, dans la baie de Port-Maria. Il a été occupé par des chasseurs-cueilleurs du Mésolithique de 6 200 à 6 000 av. J.-C., selon la datation au carbone 14. Beg-er-Vil est le plus ancien habitat côtier de cette période fouillé en France. Un os de clavicule, trouvé en 1985 par l'archéologue Olivier Kayser lors d'une fouille, a pu être daté en 2022, grâce aux progrès d'analyses réalisées depuis, comme datant d'environ 8 200 ans, et en fait le plus vieil humain retrouvé en Bretagne à ce jour ; de plus les analyses ont prouvé que la chair fraîche avait été volontairement retirée de l'os pour une raison qui reste inconnue.
De nombreux mégalithes (alors qualifiés à tort de "monuments celtiques") ont été détruits et l'étaient encore vers la fin du XIXe siècle indique Benjamin Girard en 1889.

### L'Antiquité
L'âge du bronze révolu, les Gaulois de la tribu des Vénètes règnent sur un territoire représentant l'actuel Morbihan (ce peuple donna son nom à la ville de Vannes).

« Par leur marine considérable, leur supériorité nautique bien reconnue et leurs relations commerciales avec l'île de Bretagne, les Vénètes étaient devenus un peuple très puissant, dont l'autorité s'étendait au loin sur tout le littoral de la Gaule et de la Bretagne insulaire. Ils possédaient un petit nombre de ports situés sur cette mer ouverte et orageuse à de grandes distances les uns des autres et rendaient tributaires presque tous les navigateurs obligés de passer dans leurs eaux. »

— Jules César, La Guerre des Gaules, III, 8.
À la suite de l'invasion de la Gaule par les Romains, l'Armorique et les Vénètes sont asservis par ces derniers en 56 av. J.-C..
Vers l'an 435, les Angles et les Saxons conquièrent la Grande-Bretagne. Les Bretons sont voués à l'exil. Ils émigrent en Armorique qui deviendra peu de temps après la Bretagne. C'est à cette époque que débute la christianisation du territoire.

### LeMoyen Âgeet le début des Temps modernes

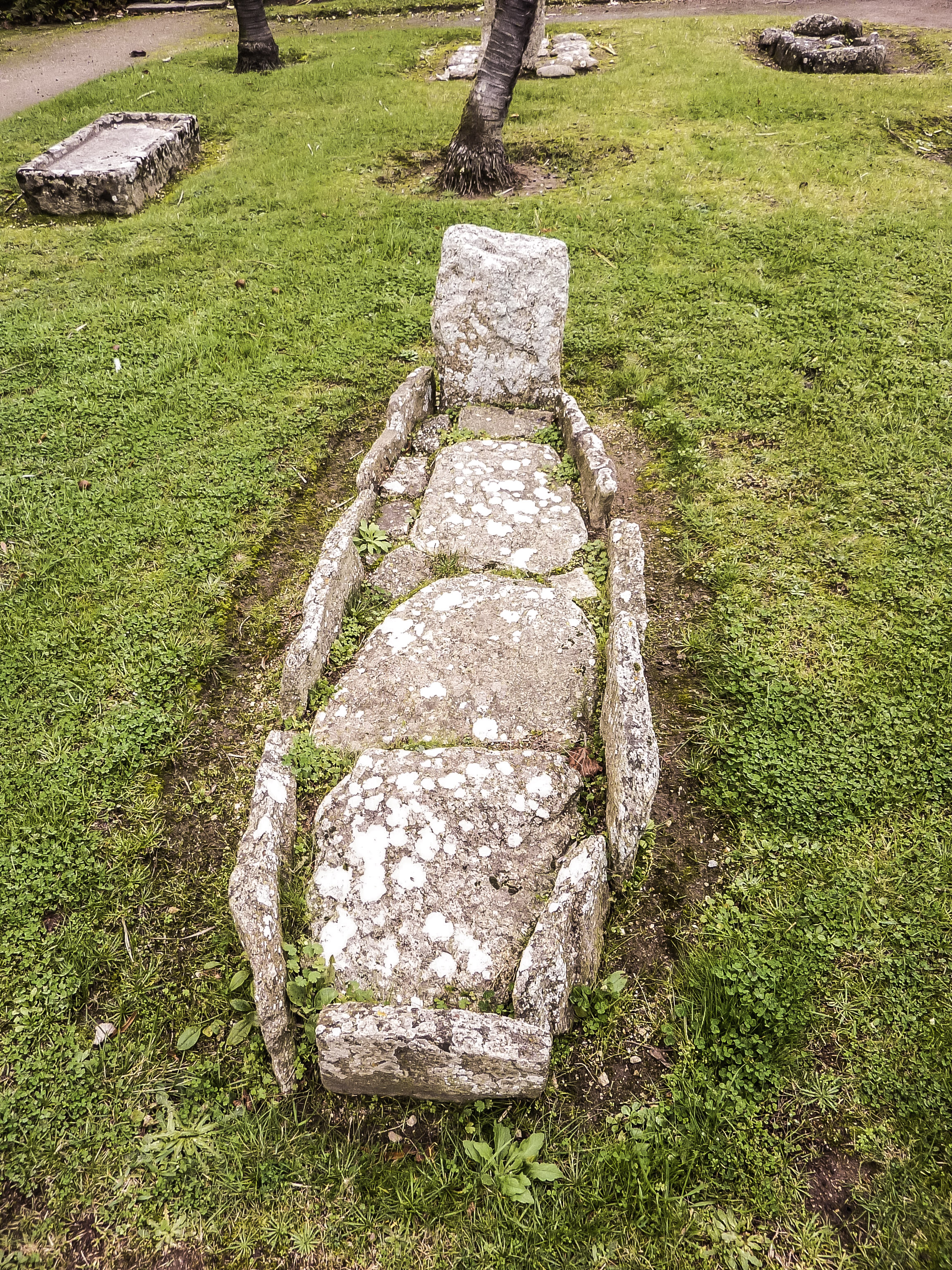
Tombes du cimetière de la chapelle Saint-Clément de Quiberon (datent du VIIIe siècle ; transférées dans le jardin du musée de Préhistoire de Carnac).

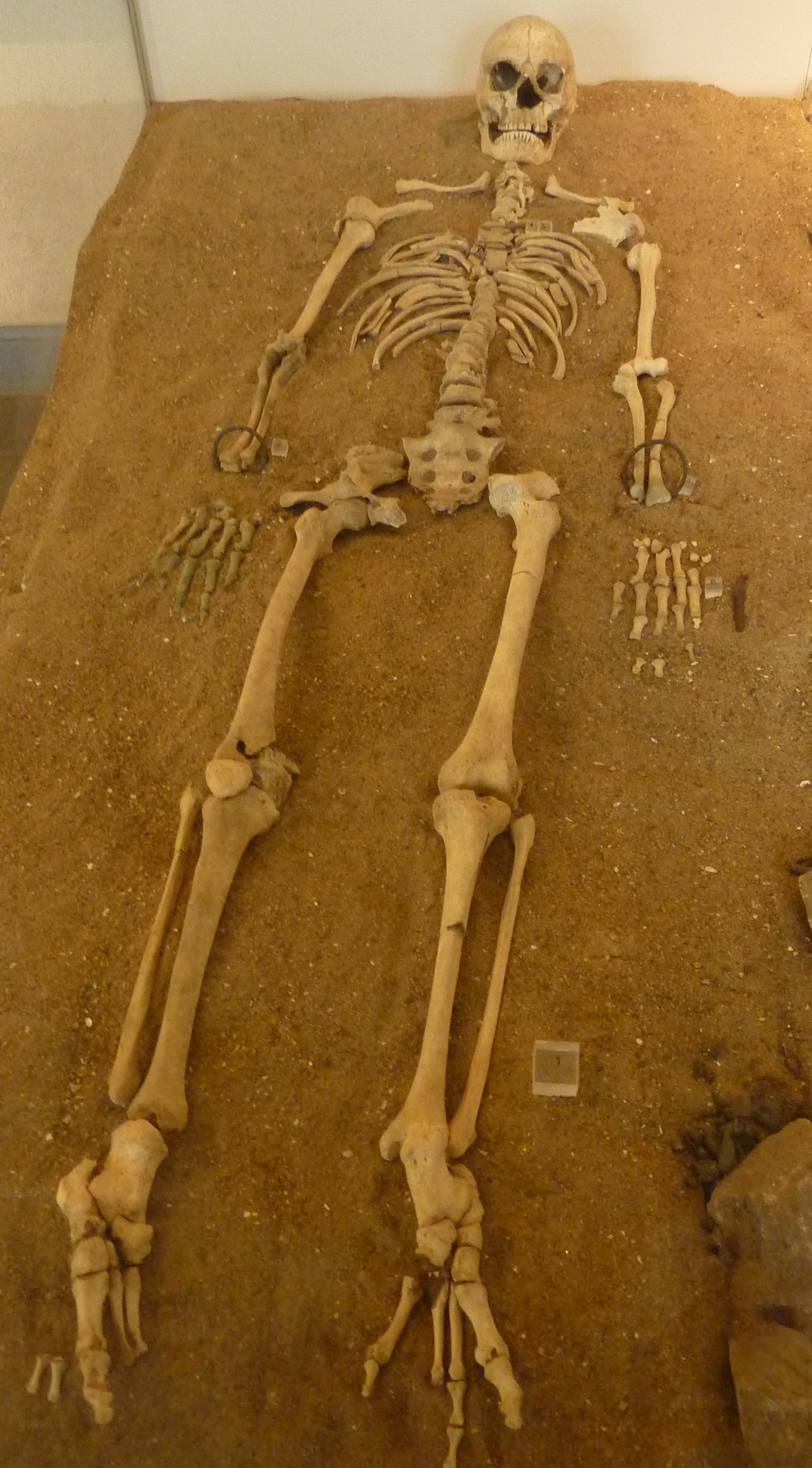
Squelette de femme trouvé dans le cimetière, d'apparence chrétienne, mélangé de débris romains, découvert en 1871 près du village de Kerné en Quiberon (musée de Préhistoire de Carnac).

Le site de la chapelle Saint-Clément (initialement dédiée à saint Colomban, mais le nom a été francisé par la suite), édifiée dans un environnement de dunes, est le plus ancien témoin de l'implantation chrétienne dans la presqu'île dès le IVe siècle. La première église monacale est détruite par les Normands au IXe siècle. « Les cruautés de ces barbares avaient jeté une telle épouvante parmi les habitants du pays qu'on fut obligé, longtemps après, de rappeler à Redon un prieur de cette nation qu'on y avait établi, parce que son origine effrayait tout le monde » écrit Jean-Baptiste Ogée.
Quiberon est une île jusqu'au XIe siècle. Avec le temps et à cause d’un déboisement massif, le sable se déplace progressivement vers la baie, créant un tombolo, entre l'île de Quiberon et le continent. C’est à cette époque que l'île se transforma en presqu'île. Des chartes du XIe siècle mentionnent l'île de Kerberoën ("insula que vocatur Kebereon") où chassait le duc de Bretagne Alain III.
En 1027, le duc de Bretagne Alain III établit le prieuré de Queberoen (Quiberon) en faveur des moines bénédictins de l'abbaye de Redon. La presqu'île de Quiberon aurait alors été un Minihi ; « durant près de 400 ans, Saint-Clément sera la paroisse de l'île de Quiberon. Le prieur du couvent est alors le chef de la paroisse et en perçoit les dîmes ». « L'église de ce prieuré, consacrée à saint Clément, était située à la pointe de Becconguel, qui forme l'extrémité de la presqu'île, où l'on retrouve encore les ruines. (...) Le prieuré susdit devint, plus tard, la propriété des moines de Saint-Gildas de Rhuys, qui en ont joui jusqu'en 1790 » écrit Benjamin Girard en 1889, mais ce prieuré fut par la suite vers le XVe siècle envahi par les sables et tomba en ruine progressivement dans le courant du XVIIIe siècle. Le prieur ne résidant plus sur place garda le titre de "recteur primitif", gardant pour lui les deux-tiers des dîmes, mais est remplacé par un "vicaire perpétuel" qui disposait du casuel et de la portion congrue.
Les fouilles réalisées à partir de 1870 par l'abbé Levenot ont permis la mise au jour de sarcophages datant de l'époque mérovingienne et de poteries funéraires.

### LeXVIIIesiècle
Le "Fort Neuf" est, malgré son nom, une ancienne batterie construite vraisemblablement pendant la Guerre de Succession d'Espagne (1701 - 1714), transformée en redoute pendant la Révolution française, puis en fort entre 1883 et 1886.
Pendant la Guerre de Succession d'Autriche, à la suite du siège de Lorient, l’escadre anglaise de l’amiral Lestock, composée de quarante vaisseaux, débarque dans la presqu'île le 14 octobre 1746. Le capitaine général, de Penhoët, gouverneur de la presqu'île, refuse de se rendre. Les combats s'intensifient, l'armée armoricaine est battue et les habitants se voient dans l'obligation de s'enfuir. À la vision des dégâts engendrés par ces combats, Louis-Jean-Marie de Bourbon, duc de Penthièvre, aménage la presqu'île de redoutes. La construction du fort de Penthièvre débute en 1747.
La pêche à la sardine qui se faisait sur la côte de la baie de Quiberon et dans les parages voisins « avait répandu une grande aisance parmi les habitants, qui sont tous propriétaires des champs attenant à leurs maisons ; mais en 1746 une partie de cette prospérité disparut : les Anglais brûlèrent onze villages sur les vingt-deux que renfermait la presqu'île, et tous les bâtiments [bateaux] qu'ils trouvèrent dans les havres. La marine de Quiberon qui comptait à cette époque un grand nombre de barques et plus de quarante bâtimens de soixante à deux cents tonneaux, fut réduite à trente-six chasse-marées ».
Jean-Baptiste Ogée précise que le roi Louis XV « vint au secours des malheureux qu'ils avaient ruinés ; il accorda des sommes pour leur être remises », mais ces aides ne parvinrent jamais aux Quiberonnais à qui elles étaient destinées.
Pendant la guerre de Sept Ans, la bataille des Cardinaux, dite aussi par les Anglais "Bataille de la baie de Quiberon" (Battle of Quiberon Bay) se déroula en 1759 dans la Baie de Quiberon.

Cartes de Victor Maurice de Riquet de Caraman de 1756 et carte de 1762
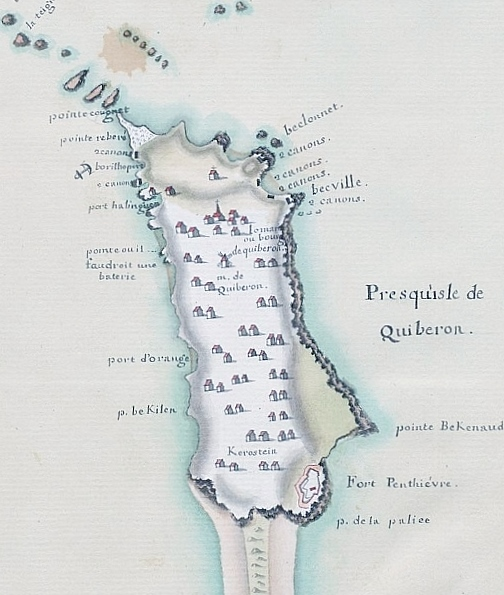
Carte de la presqu'île en 1756.
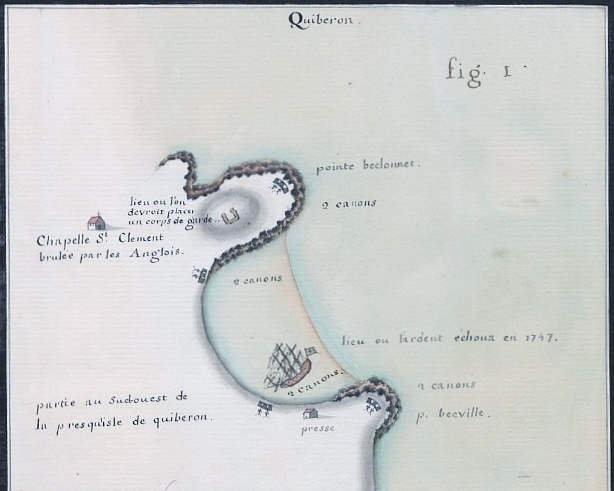
« Le débarquement des Anglais à Quiberon », 1756.
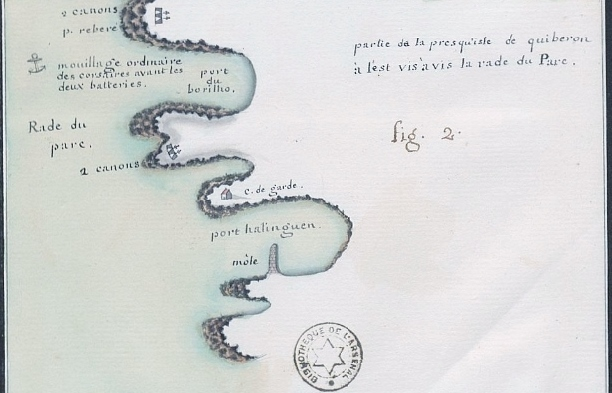
« Les défenses de Quiberon en 1756 » (côte est).
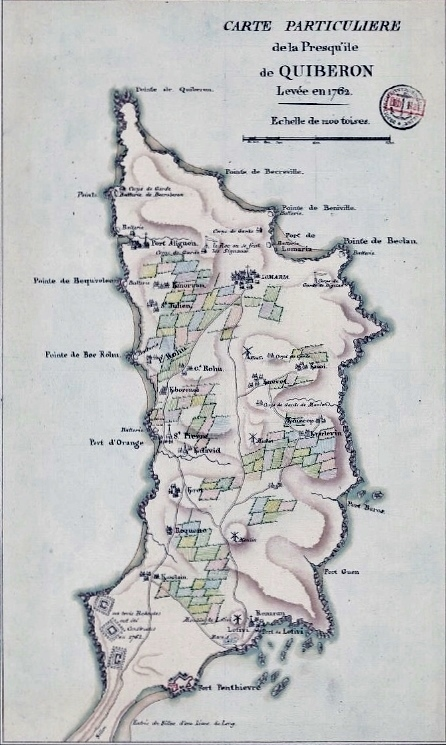
Carte de la presqu'île en 1762.

Jean-Baptiste Ogée décrit ainsi Quiberon en 1778 :

« Quiberon ; presqu'île ; à 7 lieues de Vannes, son Évêché ; à 27 lieues deux-tiers de Rennes ; et à 5 lieues d'Aurai sa subdélégation et son ressort. On y compte 1 100 communiants ; la Cure est présentée par l'abbé de Saint-Gildas de Rhuis. Cette presqu'île ne tient plus au continent que par une langue de terre qui, sous le fort Penthièvre, bâti à l'entrée de Quiberon, n'a pas vingt-cinq toises de large, et presque aucune élévation au-dessus de la mer ; une partie de cette langue de terre est couverte d'eau à marée haute, et le passage n'est praticable, pour se rendre à Quiberon, qu'à marée basse. (...) Le seul port de Quiberon est le port Haliguen, fermé par un môle en pierres sèches, et ne pouvant recevoir que des bâtiments de cent cinquante à deux cents tonneaux. »

### Révolution française
Après la Révolution de 1789, des nobles et bourgeois royalistes émigrent en Angleterre et tentent de convaincre les Anglais de renverser la République naissante.
En juin 1795, Port-Haliguen voit débarquer quelque 5 400 émigrés royalistes venus d'Angleterre. 12 000 Chouans du Morbihan, s’allient à eux. Mais les royalistes ne peuvent s'entendre sur les stratégies à adopter (notamment à cause du double commandement du comte de Puisaye et du comte d’Hervilly). L'armée républicaine, menée par le général Hoche, profite de la discorde et repousse les royalistes sur la presqu'île, à la suite de la bataille de Plouharnel.
Ces derniers se retranchent dans le fort de Penthièvre, mais sont assaillis par les républicains le 20 juillet. Le lendemain, les royalistes capitulent ; sur les 6 263 arrêtés, 748 sont fusillés.

Commémorations de la bataille de Quiberon (1795)
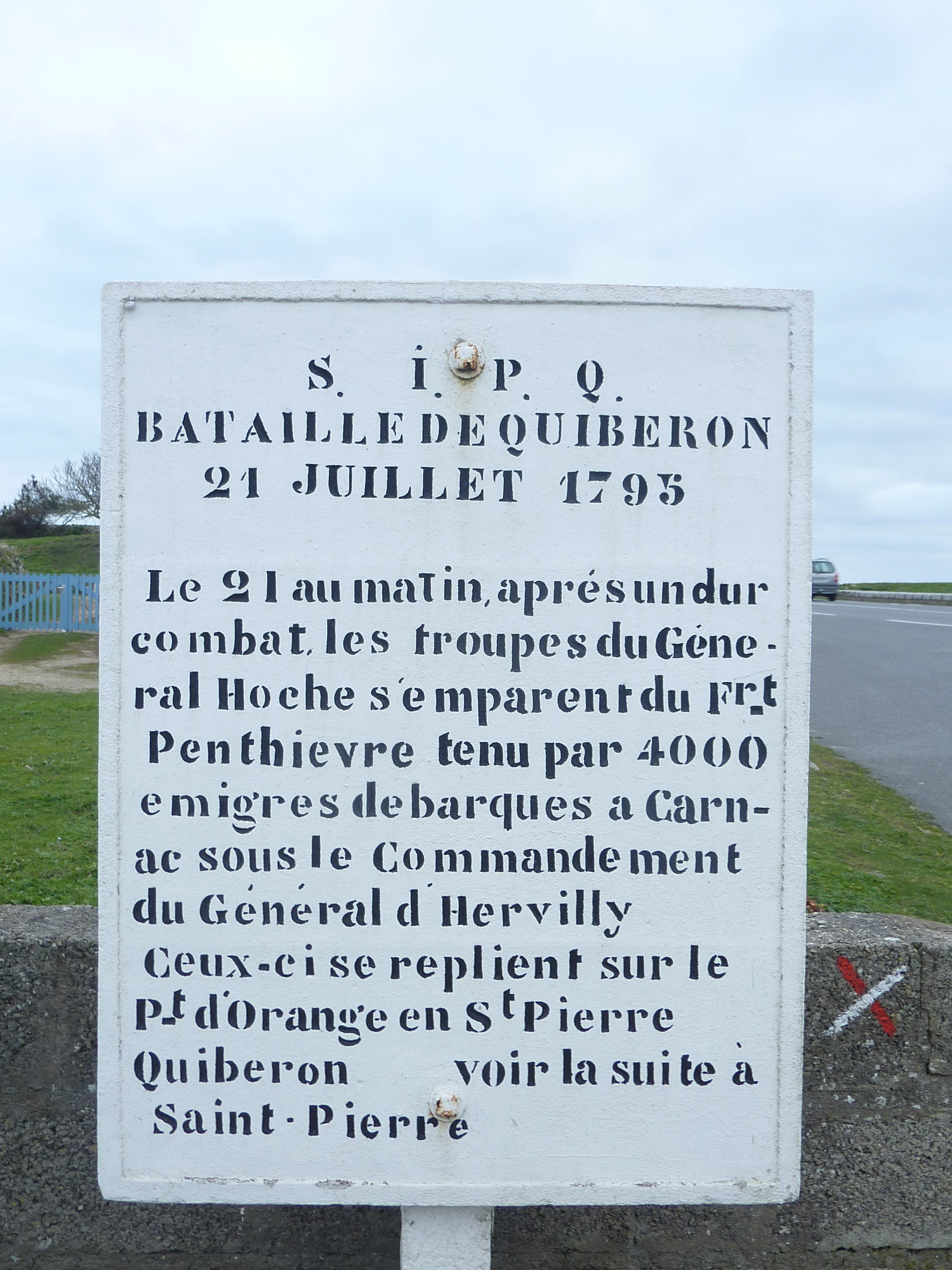
Panneau près du fort de Penthièvre.
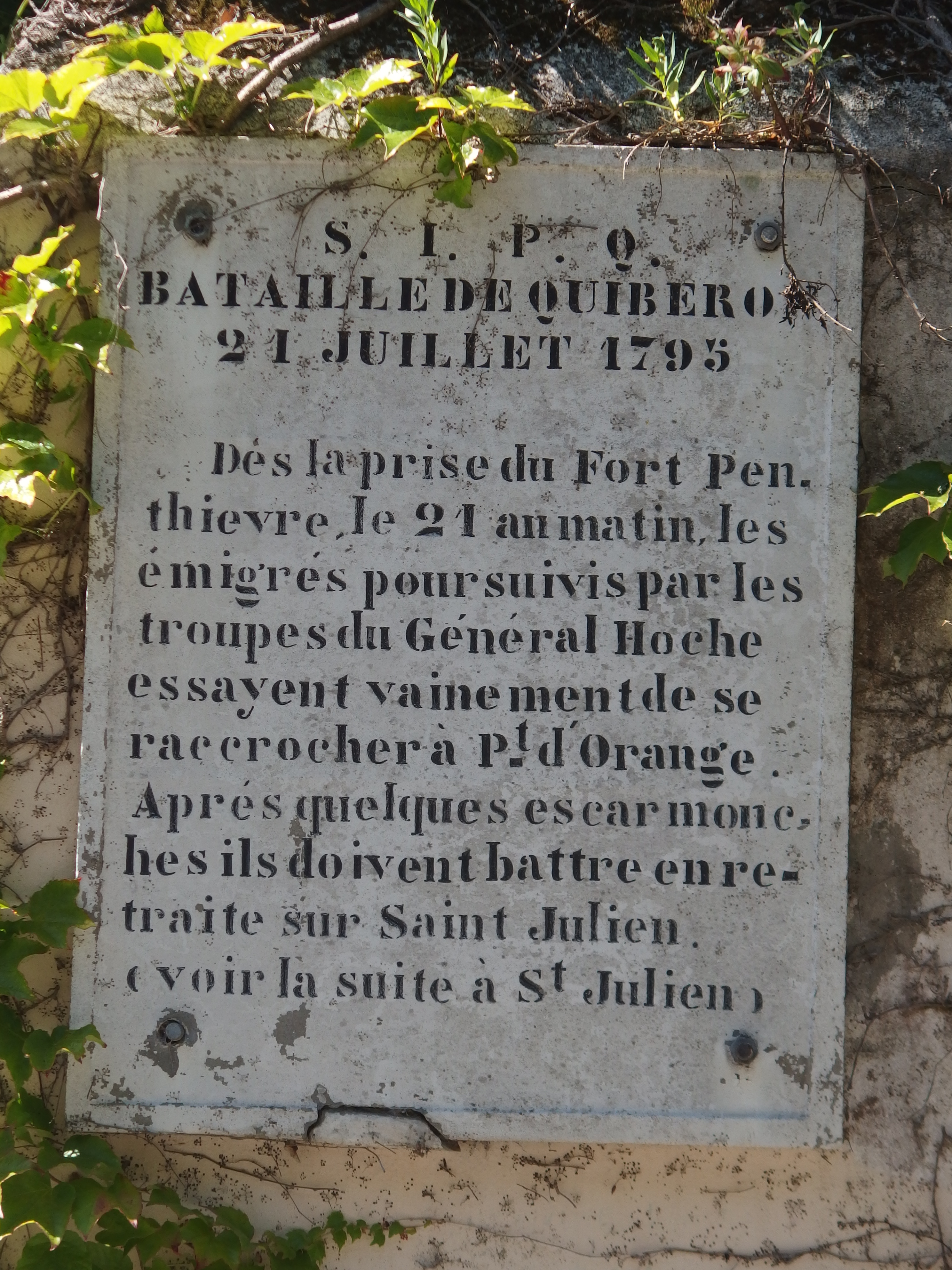
Panneau à Saint-Pierre.
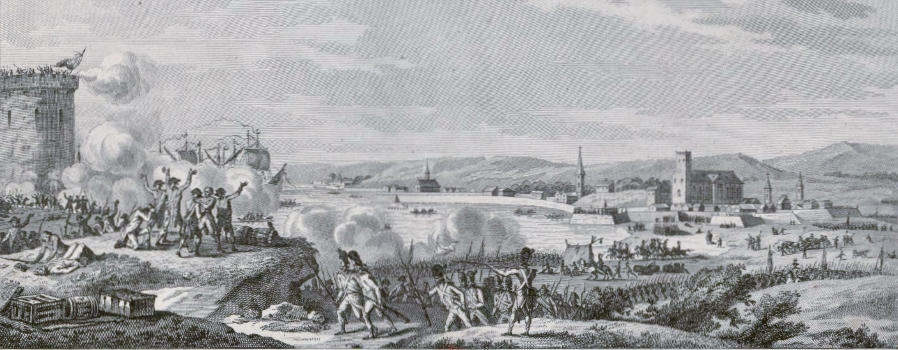
Estampe de Jacques François Joseph Swebach-Desfontaines, dessinateur, et Claude-Nicolas Malapeau, graveur, 1802 (détail)[Note 5].
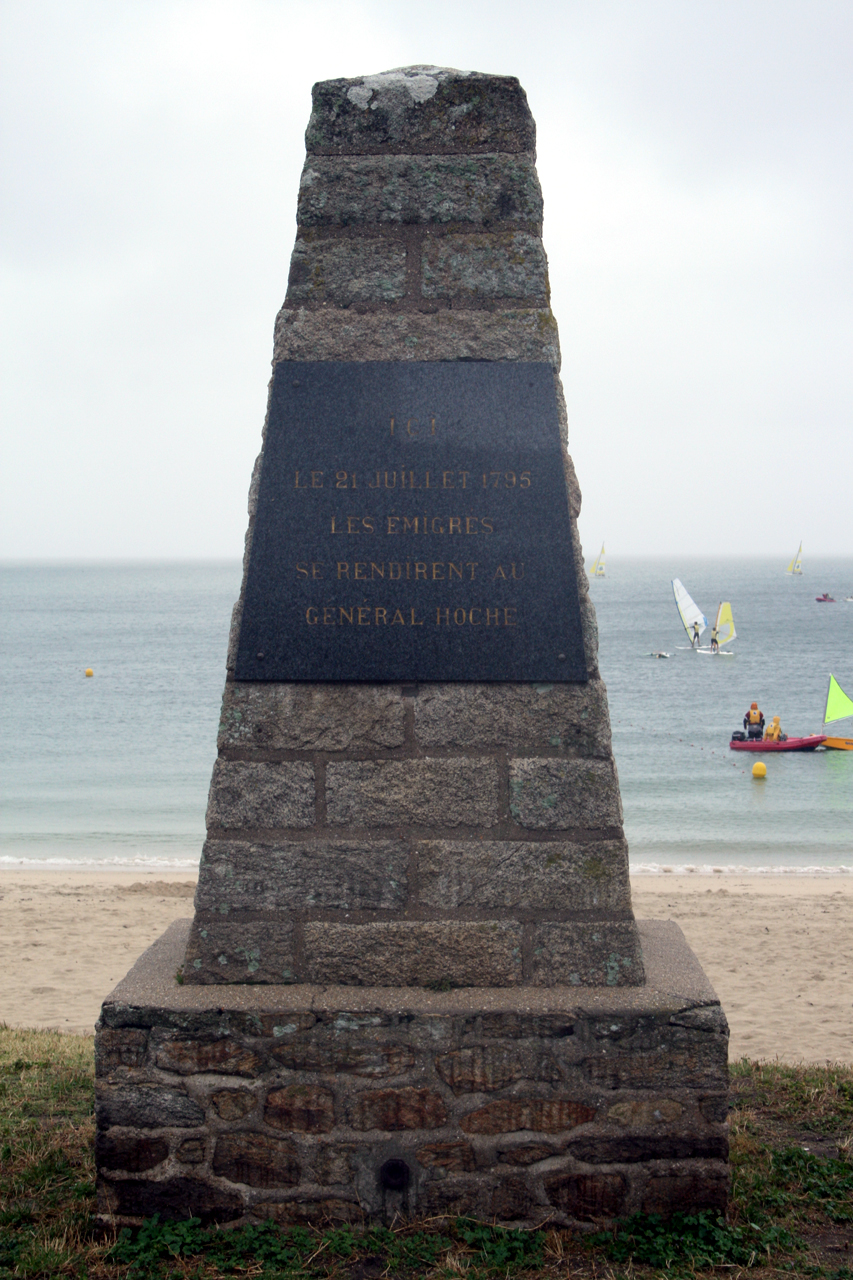
Monument à Port-Haliguen.

### LeXIXesiècle
Au début du XIXe siècle, le confiseur Nicolas Appert fait une grande découverte : la stérilisation des aliments par la chaleur dite « conserve appertisée ». Il publie sa découverte en 1810. À partir de cette date le quartier des conserveries de Port Maria se développe. La ville devient le premier port sardinier de France en créant des « usines à sardines ».
De nombreuses familles bigoudènes s'y installent, venues principalement du Guilvinec, afin de profiter d'un port plus proche des bancs sardiniers qui s'étaient déplacés vers le sud. Les femmes travaillent dans les conserveries pendant que les hommes partent pêcher.
En 1836, Ernest Ménard écrit que « les maisons de Quiberon sont généralement bien bâties, et offrent un aspect d'aisance et de propreté inconnue dans les autres parties de la Bretagne. Le territoire, excessivement morcelé, est séparé par des murs de pierres froides, à hauteur d'appui, qui ressemblent de loin aux cases d'un damier. (...)L'œil fatigué cherche en vain un arbre pour se reposer ; le vent de mer balaie cette terre aride, plate et sans abri, brûlant toute végétation. Le figuier qui croît dans les sables, et la treille grimpant aux fenêtres, se découvrent à grand'peine entre de hautes murailles, dont leur feuillage sombre et jauni n'ose dépasser le faîte ».
A. Marteville et P. Varin, continuateurs d'Ogée, décrivent ainsi Quiberon en 1845 :

« Quiberon (sous l'invocation de la Vierge) ; commune formée d'un ancien prieuré, dont l'église portait le nom de saint Clément ; aujourd'hui cure de 2ème classe, ayant succursale en l'ancienne chapelle de Saint-Pierre (ordonnance du 6 octobre 1843) ; bureau des douanes à Poraliguen [Port-Haliguen]. (...) Principaux villages : Bach Priol, Portaliguen, Kerhostin, Portivy, Reraron, Le Roc-Quinaut, Keraut, Kergroix, Kerdavid, Kermahé, Keridenvel, Kerné, Kervihan, le Grand-Rohu, Kernavezet, Kerboulevin, Julien, le Manesmeur, Kermorvant, Saint-Pierre. Moulins à vent de Portivy, de Saint-Pierre, de Kerboulevin, de Saint-Julien, du bourg. »

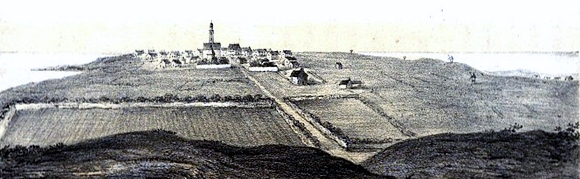
Quiberon en 1857 (lithographie d'Antoine-Étienne Carro).

Gustave Flaubert évoque l'ossuaire de Quiberon en 1847 :

« Autour de cet ossuaire où cet amas d'ossements ressemble à un fouillis (...) est rangée à hauteur d'homme une série de petites boîtes en bois de six pouces carrés, chacune recouverte d'un toit, surmontée d'une croix et percée sur sa face extérieure d'un cœur à jour qui laisse voir à l'intérieur une tête de mort. Au-dessus du cœur, on lit en lettres peintes ; « Ici est le chef de ***, décédé tel an, tel jour ». (...) Il y a quelques années, on voulut abolir cette coutume : une émeute se fit, elle resta. »

Entre 1865 et 1870 une épidémie de variole sévit dans le Morbihan : 160 malades furent atteints à Quiberon, l'épidémie y faisant 31 morts.
Une station de sauvetage est inaugurée à Port-Maria en 1870. On trouve à la fin du XIXe siècle dans ce port 4 usines de préparation de la sardine. « C'est le seul port de la côte ouest de la presqu'île à l'abri du ressac. (...) C'est le point de la presqu'île où règne la plus grande activité commerciale et maritime » écrit Benjamin Girard. Le même auteur indique que Port-Haliguen « est un excellent mouillage pour les plus grands navires » et qu'ne 1885 les deux ports précités ont en tout accueilli 97 navires de commerce venant de l'étranger (important principalement de la houille, du bois du Nord et de la rogue) et 79 de différents ports français.

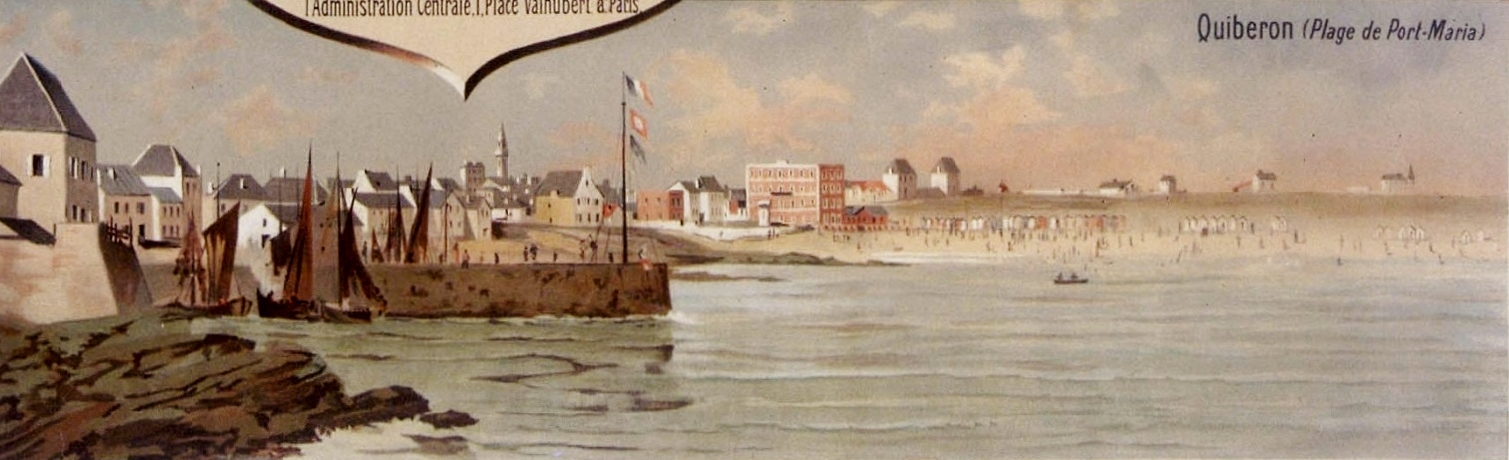
Hugo d'Alesi : Affiche publicitaire de la Compagnie du Chemin de fer d'Orléans (partie inférieure représentant Port-Maria à Quiberon) datant de 1894.

En 1882, la ligne de chemin de fer Auray-Quiberon est inaugurée. Elle permet de transporter des munitions vers les batteries de la côte, mais aussi facilite l'exportation des sardines et achemine les quelques touristes qui commencent à percevoir les bienfaits de la mer. On le surnommera le « train des cocus », car il transportait les hommes qui venaient le week-end rejoindre leurs femmes qui étaient en vacances sans leurs maris trop occupés par leurs affaires. « Depuis l'ouverture de la voie ferrée qui relie Auray à Quiberon, cette dernière localité s'est, pour ainsi dire, transformée et est devenue une petite ville. Des constructions se sont élevées de toute part, une très belle mairie a été édifiée dans le voisinage de la gare ; un marché couvert, où le poisson se vend à la criée, a été fondé » écrit Benjamin Girard en 1889. Des personnalités commencent à fréquenter Quiberon, par exemple l'académicien Goncourt Henry Céard qui s'installe dans une maison de Port Haliguen, auteur notamment de Terrains à vendre au bord de la mer (1906) et Descente des Anglais dans la presqu'île de Quiberon en 1746, récit d'un témoin (1906). La pêche, la conserverie et l'exploitation chimique des algues brûlées dans les fours à goémons vont peu à peu décliner face à l'essor du tourisme.
Jules Fabre écrit en 1889 que « le petit bourg de Quiberon semble vivre à peine ; il a l'aspect d'un village presque inhabité, aux maisons blanches et peu élevées, aux rues tellement tortueuses que l'étranger qui s'y promène ne sait jamais s'il est dans une cour privée ou sur une voie publique ; les animaux domestiques errent partout à l'aventure ; des ustensiles, des outils, des objets de tout genre gisent dans tous les coins ».
Le fort de Saint-Julien (dit aussi fort de Kernavest) est construit en 1885. Il abrite depuis 1947 un sémaphore.
En février 1893, le premier casino de Quiberon est construit.
En 1899, c'est par Quiberon (Port Haliguen) que le capitaine Dreyfus revient de l’île du Diable, de nuit et dans le plus grand secret, pour assister à son procès.

### LeXXesiècle

#### La Belle Époque

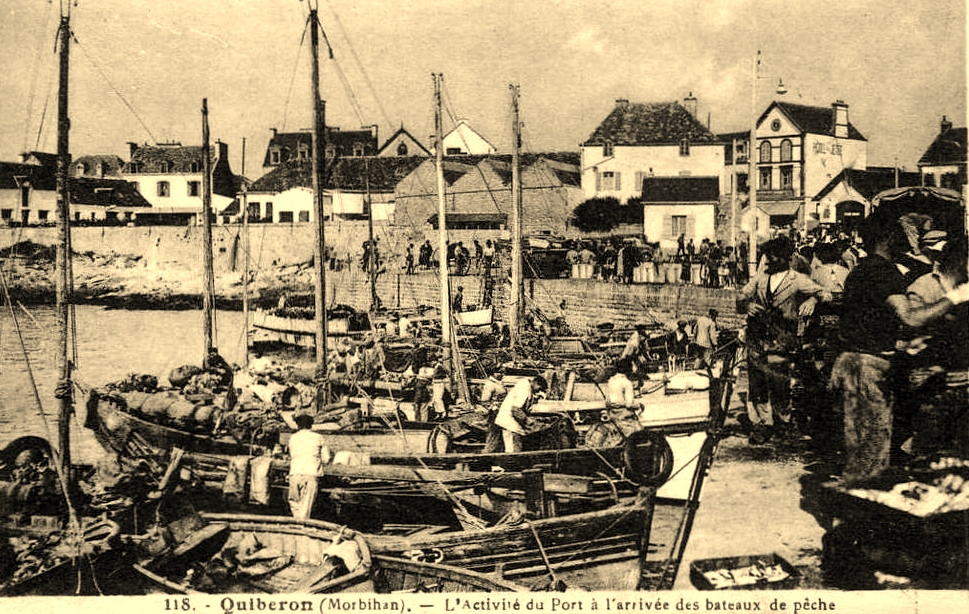
L'activité du port (Port-Maria) à l'arrivée des bateaux de pêche (carte postale, début XXe siècle.

Quiberon est vers 1900 le premier port sardinier de France.

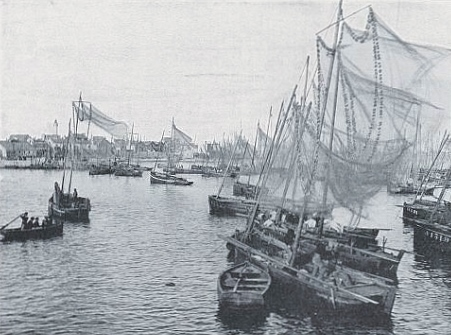
Sardiniers à Port-Maria vers 1903 (photographie d'Onésime Reclus).

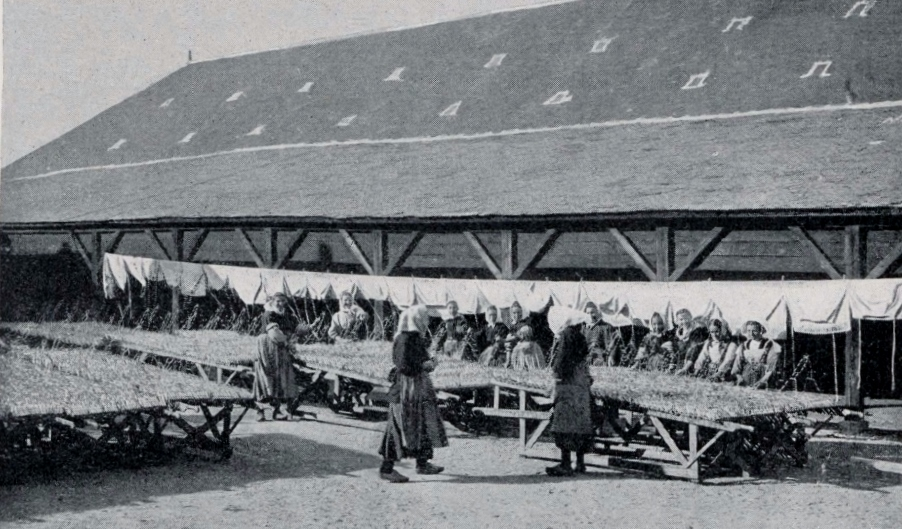
Une sardinerie à Port-Maria vers 1903 (photographie d'Onésime Reclus).

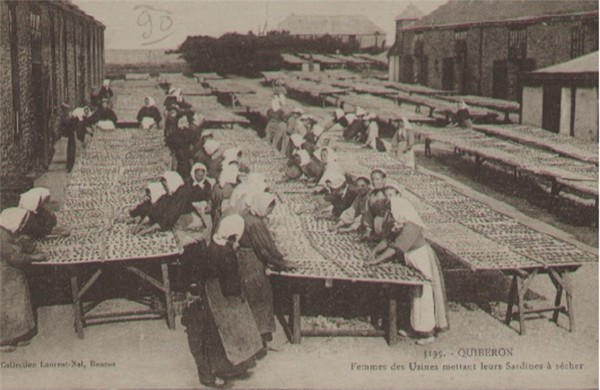
Femmes mettant les sardines à sécher (carte postale).

Onésime Reclus décrit Port-Maria au début du XXe siècle :

« Port-Maria est le port d'été (...). C'est la partie la plus vivante, la plus industrielle de la presqu'île. Quand donne la sardine, il n'est pas rare de voir réunis dans ce petit port jusqu'à 150 bateaux. C'est un spectacle vraiment curieux que présente alors Port-Maria, avec ces mâts qui se dressent en l'air par centaines, ces filets aux mailles fines comme du tulle que fait flotter le vent et cette foule grouillante, affairée, qui vend, compte, lave et porte ses poissons à l'usine. La grande industrie de Port-Maria, c'est la pêche et la préparation de la sardine. Une fois les bateaux entrés dans le port, la sardine est achetée à des prix qui varient de 2 à 80 francs le mille, par les usines qui la mettent en boîtes. Le poisson nettoyé, décapité, lavé, salé, est mis à sécher dans des espèces de paniers métalliques où l'étendent les femmes. La cuisson, la fermeture des boîtes et l'emballage en caisses viennent ensuite. L'abondance de la pêche n'est pas moins variable que le prix. Aussi le chômage est-il fréquent pour cette industrie très prospère malgré des aléas considérables. »

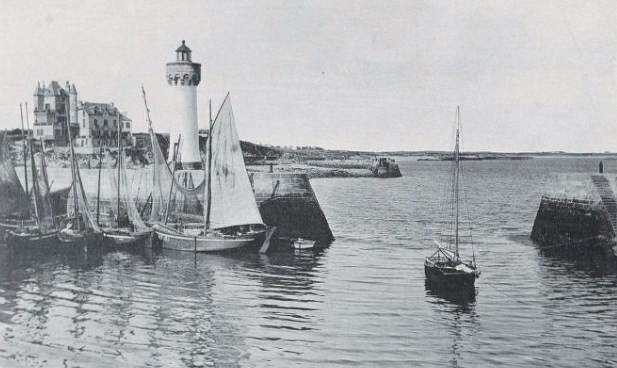
Port-Haliguen au début du XXe siècle (photographie d'Onésime Reclus).

Le même auteur décrit aussi Port-Haliguen :

« Le second port de Quiberon est Port-Haliguen, à l'est de la presqu'île (...). Une belle route y conduit. Le port, très bien abrité, est fermé par deux jetées dont l'une porte un phare. C'est le rendez-vous des pêcheurs de homards, dont les petits canots vont et viennent sans cesse. »

En 1906, la revue catholique Le Correspondant déplore qu'à Quiberon, de même que dans les ports voisins, on ne voit que très peu d'hommes à la messe, mais que les femmes par contre y assistent nombreuses.

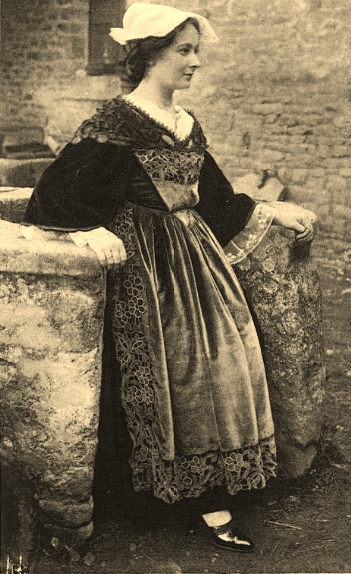
Jeune fille de Quiberon (carte postale, vers 1910).
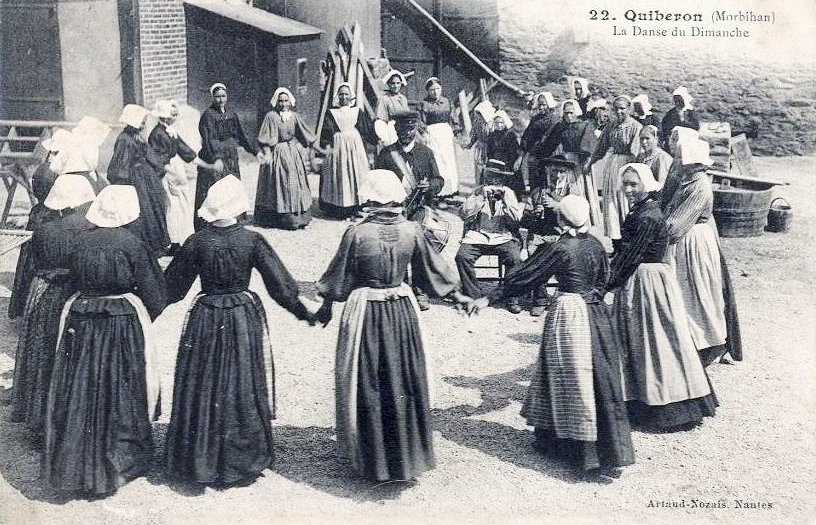
Quiberon : la Danse du Dimanche (carte postale, vers 1910).
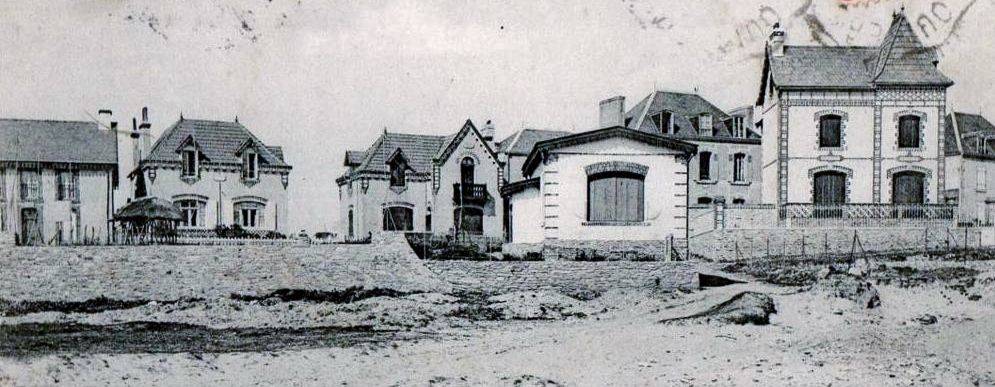
Villas de Quiberon au début du XXe siècle (carte postale).

#### Les canots de sauvetage de Quiberon
La station de sauvetage de Quiberon est créée en 1870 : le premier canot de sauvetage fut l'Alexine (un canot en bois à avirons en service jusqu'en 1905) ; il fut remplacé cette année-là par le Georges et Marie Copin, installé à Port-Maria dans une maison lui servant d'abri ; comme il ne donna pas satisfaction, il fut remplacé en 1911 par le Comte et Comtesse Foucher de Saint Faron, en service jusqu'en 1947. Ensuite Quiberon fut sans canot de sauvetage jusqu'en 1980, date de l'arrivée du Régine Dumée, remplacé en 2002 par La Teignouse et en 2012 par La Quiberonnaise.
Le 21 novembre 1911 le Carl Bech, un trois-mâts norvégien chargé de guano du Pérou et à destination de Nantes, sombra près de la Pointe de Beg Er Vil, victime d'une violente tempête ; ses 16 membres d’équipage périrent noyés.

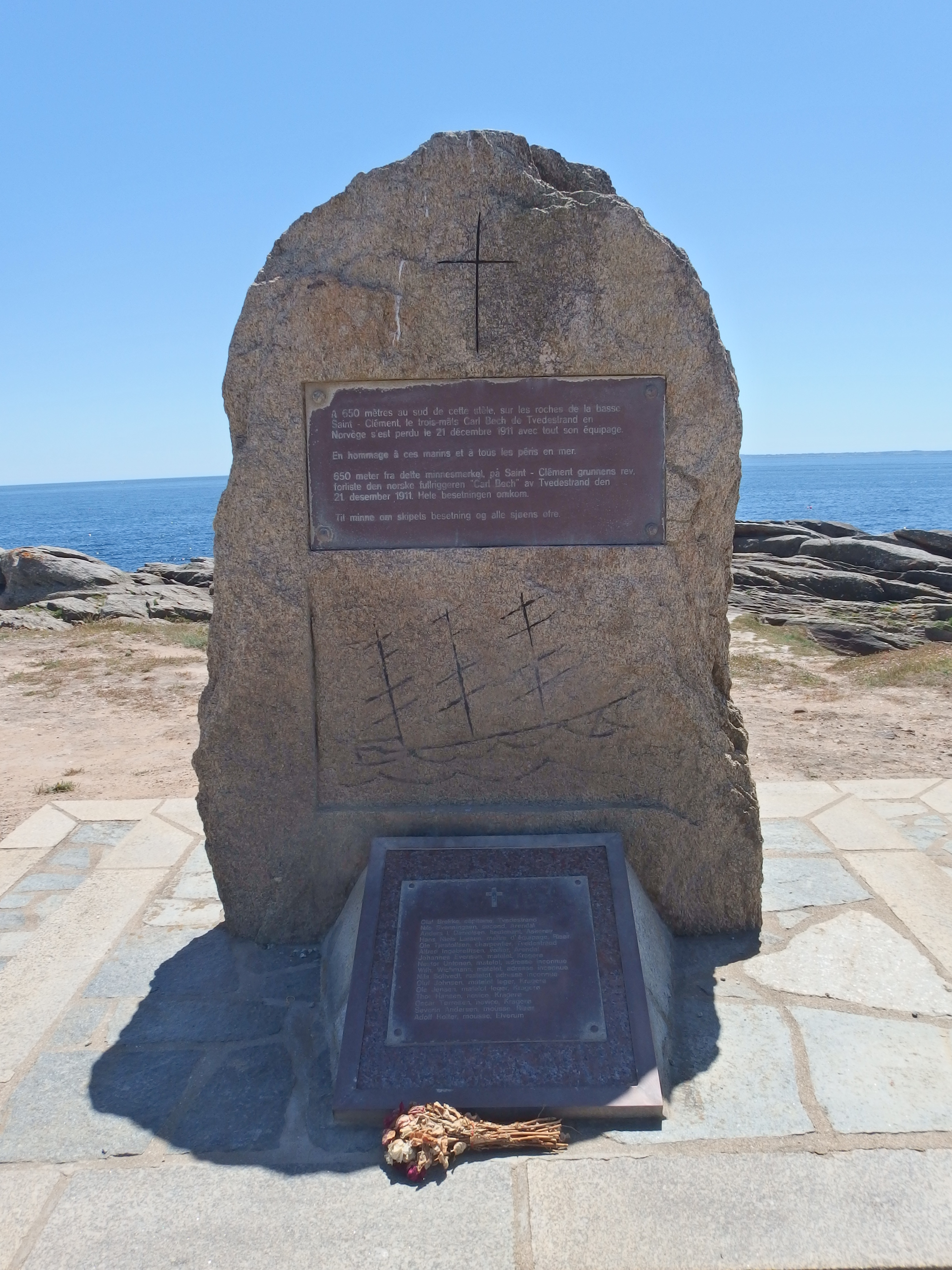
La stèle commémorant le naufrage du Carl Bech.
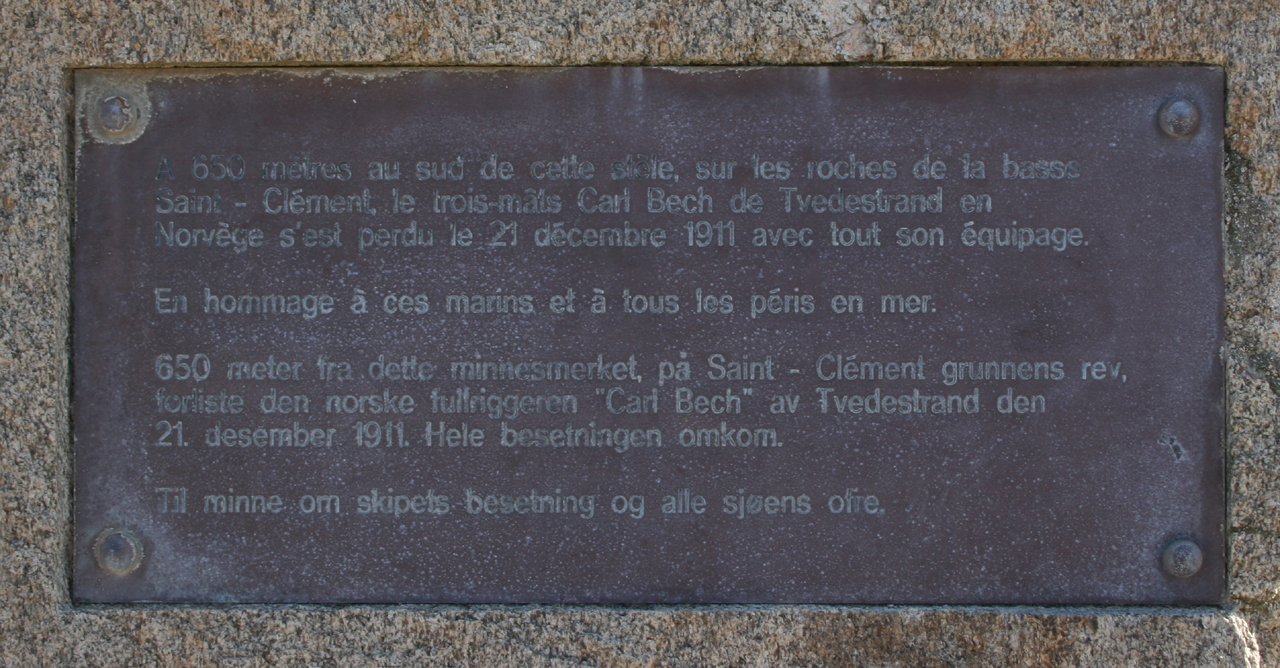
Plaque commémorative du naufrage du Carl Bech.

#### La Première Guerre mondiale

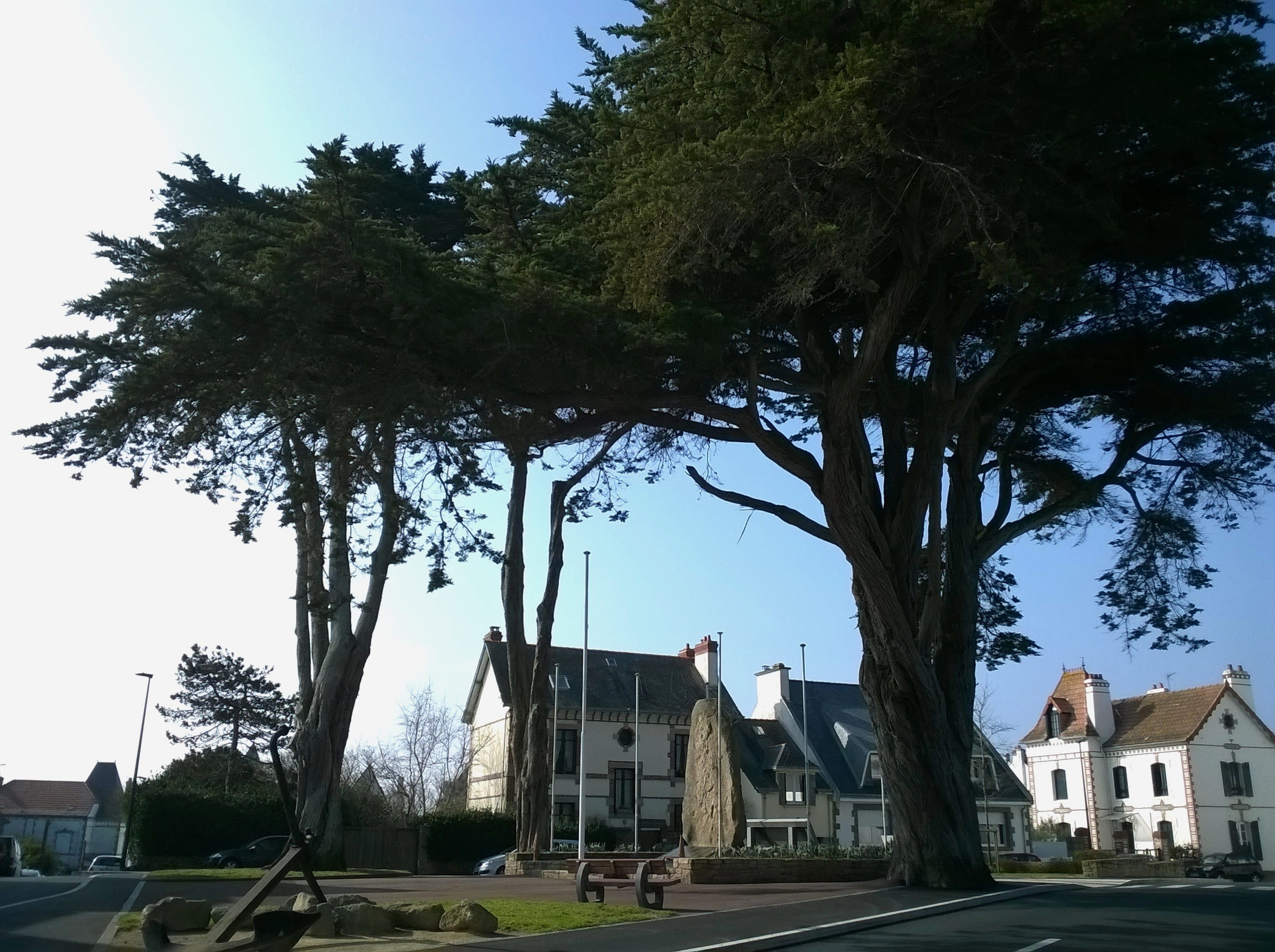
Le monument aux morts de Quiberon (menhir).

Le monument aux morts de Quiberon porte les noms de 137 marins et soldats morts pour la France pendant la Première Guerre mondiale.

#### L'entre-deux-guerres
En 1924, Quiberon est classée station climatique.
Pendant l'entre-deux-guerres, le port de Port-Maria à Quiberon devint une véritable colonie bigoudène. En mars-avril, les pinasses du Guilvinec et de Lesconil font route vers la presqu'île de Quiberon pour la saison de la sardine. Elles ne reviennent à leur port d'attache qu'à la mi-novembre. On compte 14 conserveries à Quiberon dans les premières décennies du XXe siècle dont la Quiberonnaise qui ouvre en 1921 et la Belle-Iloise qui ouvre en 1932. L' Œuvre des Abris du marin y crée un Abri du marin en 1946. Il ferma en 1971.
L'essor touristique de Quiberon, une station balnéaire populaire s'accentue à partir de 1936 en raison de l'installation de nombreux campings, fréquentés par des estivants profitant des congés payés alors créés par le Front populaire et de colonies de vacances, notamment celle de la SNCF, transformée en village de vacances du Comité central du groupe public ferroviaire en 1998.

La « Grande Plage » de Quiberon vers 1920
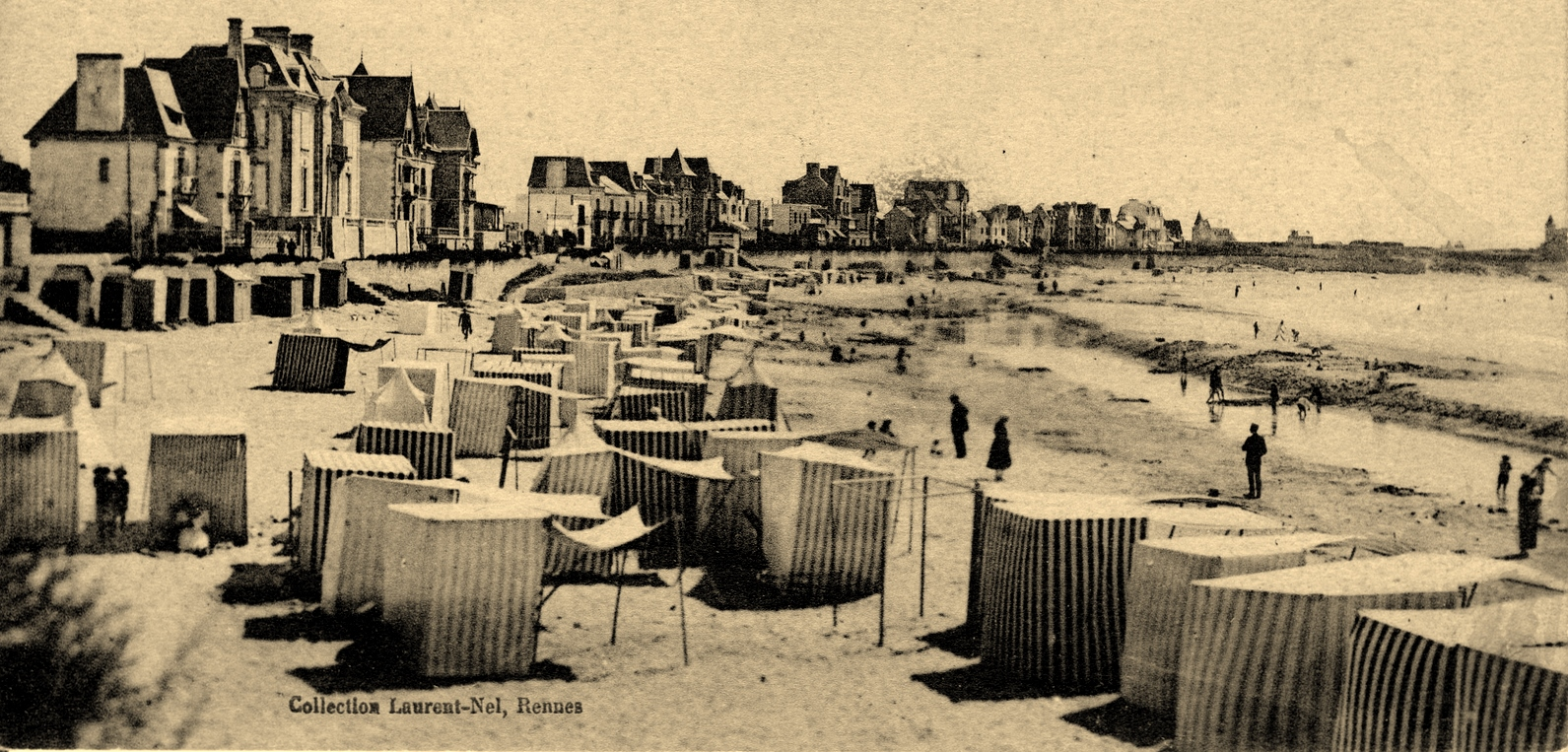
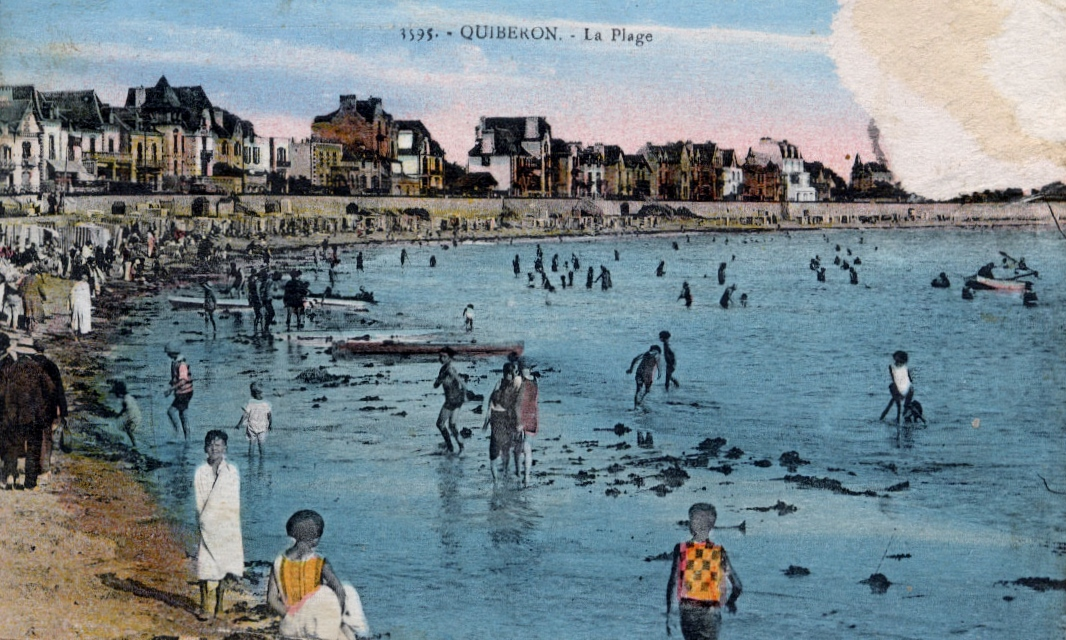

#### La Seconde Guerre mondiale
En février 1941 les Conseils municipaux de Quiberon et de plusieurs autres communes adressent « au maréchal Pétain l'hommage de leur admiration, de leur loyalisme et de leur gratitude pour l'œuvre de redressement qu'il a entreprise ».
Le monument aux morts de Quiberon porte les noms de 47 personnes mortes pour la France pendant la Seconde Guerre mondiale.
Cinq aviateurs britanniques ou australiens, ainsi qu'un polonais engagé dans une formation polonaise de la Royal Air Force, mort en 1942, sont inhumés dans le carré militaire des soldats du Commonwealth du cimetière de Quiberon.

#### L'après-Seconde Guerre mondiale
Quatre soldats originaires de Quiberon sont morts pendant la guerre d'Indochine et quatre pendant la guerre d'Algérie. Le colonel Félix Brunet, pilote d'avion et d'hélicoptère, troisième pilote militaire français le plus décoré, mort pendant la guerre d'Algérie est inhumé à Quiberon.
En 1964, le Centre de thalassothérapie est créé par le docteur Raymond Denniel et le premier directeur de cet Institut est Louison Bobet.

### LeXXIesiècle

#### Le problème de l'emprunt toxique
La ville de Quiberon doit faire face aux lourdes charges engendrées par un emprunt toxique, négocié en mai 2007 auprès de la banque Sfil (Société de financement local).

#### L'explosion du 7 juillet 2018
Le 7 juillet 2018, une violente explosion due au gaz fit dix blessés et provoqua des dégâts considérables, endommageant une trentaine de maisons et de commerces dans le centre de la ville de Quiberon.
Le 4 juillet 2020 un incendie a détruit une boulangerie à Quiberon.

#### Le projet de fusion avec Saint-Pierre-Quiberon
En 2010, la question d'une fusion entre Saint-Pierre-Quiberon et Quiberon est relancée avec l'adoption du texte définitif du projet de loi de réforme des collectivités territoriales, grandement facilitée puisque ne nécessitant plus que l'accord du préfet et des conseils municipaux des communes concernées. En janvier 2019 la maire de Saint-Pierre-Quiberon, Laurence Le Duvéhat, a envoyé une lettre à ses administrés pour les consulter à ce propos qui, à ce jour, reste un projet non abouti.

## Politique et administration

### Liste des maires

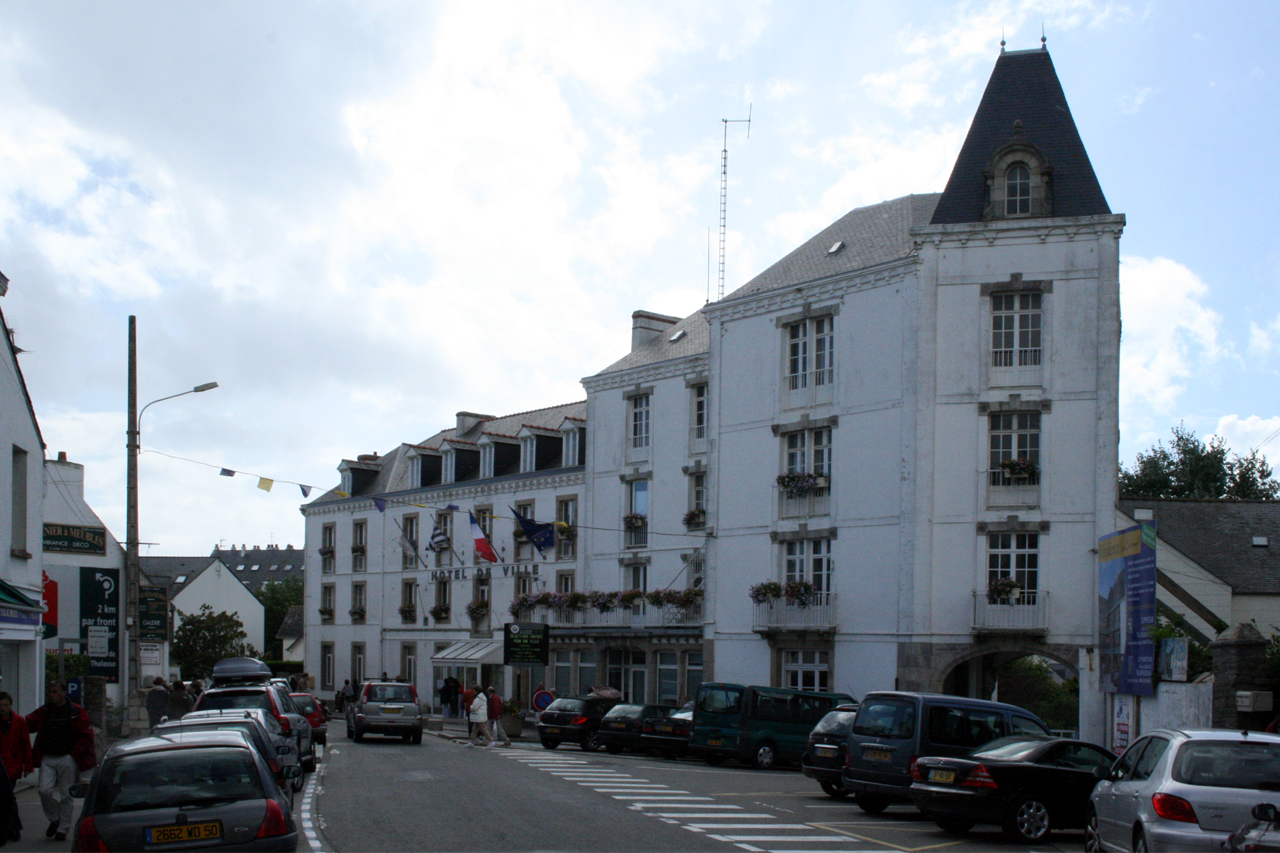
La mairie de Quiberon.

L'Hôtel de Ville est situé 7 rue de Verdun, au centre même de la ville.
La ville est administrée par un conseil municipal de 27 membres – le maire Patrick Le Roux et 26 conseillers municipaux – soit deux de moins que lors de la mandature précédente, la commune passant sous le seuil des 5 000 habitants.

### Intercommunalité
Au 1er janvier 2014, s’est formé la communauté de communes Auray Quiberon Terre Atlantique (AQTA). Elle compte 24 communes et est issue de la fusion de quatre intercommunalités :
- Auray communauté ;
- la communauté de communes de la Ria d'Étel ;
- la communauté de communes des Trois Rivières ;
- la communauté de communes de la Côte des Mégalithes.

### Jumelages
| Ville | Ville             | Pays | Pays        | Période     |
| ----- | ----------------- | ---- | ----------- | ----------- |
|       | Josselin,         |      | France      | depuis 1984 |
|       | Kempten           |      | Allemagne   | depuis 1972 |
|       | Le Grand-Bornand, |      | France      | depuis 1997 |
|       | Looe,             |      | Royaume-Uni | depuis 1976 |

## Population et société

### Démographie
L'évolution du nombre d'habitants est connue à travers les recensements de la population effectués dans la commune depuis 1793. Pour les communes de moins de 10 000 habitants, une enquête de recensement portant sur toute la population est réalisée tous les cinq ans, les populations de référence des années intermédiaires étant quant à elles estimées par interpolation ou extrapolation. Pour la commune, le premier recensement exhaustif entrant dans le cadre du nouveau dispositif a été réalisé en 2008.

En 2022, la commune comptait 4 782 habitants, en évolution de −1,24 % par rapport à 2016 (Morbihan : +3,82 %, France hors Mayotte : +2,11 %).
| 1793  | 1800  | 1806  | 1821  | 1831  | 1836  | 1841  | 1846  | 1851  |
| ----- | ----- | ----- | ----- | ----- | ----- | ----- | ----- | ----- |
| 1 948 | 1 915 | 1 976 | 2 475 | 2 752 | 2 899 | 3 013 | 3 298 | 3 428 |

| 1856  | 1861  | 1866  | 1872  | 1876  | 1881  | 1886  | 1891  | 1896  |
| ----- | ----- | ----- | ----- | ----- | ----- | ----- | ----- | ----- |
| 3 439 | 2 086 | 2 230 | 2 245 | 2 379 | 2 537 | 2 922 | 2 884 | 3 060 |

| 1901  | 1906  | 1911  | 1921  | 1926  | 1931  | 1936  | 1946  | 1954  |
| ----- | ----- | ----- | ----- | ----- | ----- | ----- | ----- | ----- |
| 3 299 | 3 454 | 3 695 | 3 469 | 3 556 | 3 275 | 3 446 | 4 092 | 4 103 |

| 1962  | 1968  | 1975  | 1982  | 1990  | 1999  | 2006  | 2008  | 2013  |
| ----- | ----- | ----- | ----- | ----- | ----- | ----- | ----- | ----- |
| 4 540 | 4 595 | 4 723 | 4 808 | 4 623 | 5 073 | 5 056 | 5 049 | 4 987 |

| 2018  | 2022  | - | - | - | - | - | - | - |
| ----- | ----- | - | - | - | - | - | - | - |
| 4 640 | 4 782 | - | - | - | - | - | - | - |

N.B. : la baisse de la population en 1861 résulte de la cession d'une partie du territoire de la commune lors de la création de Saint-Pierre-Quiberon en 1856.

#### En 2016
La population de la commune est relativement âgée puisque la classe d’âge la plus représentée est les 60-74 ans.
À l'instar des répartitions nationale et départementale, la population féminine de la commune est supérieure à la population masculine (54 %).
Pyramide des âges et répartition par sexe en pourcentage
| Classe d’âge      | Homme | Part des hommes | Femme | Part des femmes |
| 0 à 14 ans        | 262   | 11,81           | 209   | 7,96            |
| 15 à 29 ans       | 227   | 10,23           | 212   | 8,08            |
| 30 à 44 ans       | 265   | 11,95           | 273   | 10,40           |
| 45 à 59 ans       | 437   | 19,70           | 516   | 19,66           |
| 60 à 74 ans       | 660   | 29,76           | 783   | 29,84           |
| 75 à 89 ans       | 331   | 14,92           | 527   | 20,08           |
| 90 ans ou +       | 36    | 1,62            | 105   | 4               |
| Population totale | 2218  |                 | 2624  |                 |

Source(s) : INSEE, Recensements de la population.
En 2018, selon l'Insee, 63,8 % des logements étaient des résidences secondaires à Quiberon.

### Enseignement
Les écoles primaires sont gérées par l’inspection départementale de l’Éducation nationale de Vannes. La ville de Quiberon relève de l’académie de Rennes.

#### Écoles primaires publiques
- École maternelle Jules-Ferry.
- École élémentaire Jules-Ferry.

#### Écoles primaires privées
- École maternelle Sainte-Anne.
- École élémentaire Saint-Clément.

#### Collèges
- Collège Beg er Vil (public). Le collège propose une classe de 3e prépa-métiers et a mis en place un restaurant pédagogique[87].
- Collège Sainte-Anne (privé).

### Santé
La ville regroupe quatre médecins généralistes, un médecin spécialiste, sept chirurgiens-dentistes, deux orthophonistes, trois cabinets infirmiers, deux cliniques vétérinaires. La ville regroupe aussi huit kinésithérapeutes, six ostéopathes et trois podologues. Quiberon possède un laboratoire d’analyses médicales et un centre d’imagerie médicale. Trois pharmacies sont à la disposition des habitants. L’hôpital le plus proche se situe à Auray.
Une maison de santé a été créée début 2016 regroupant le laboratoire d'analyses médicales, le centre d'imagerie médicale ainsi que plusieurs professionnels de santé : médecins, kinésithérapeutes, ostéopathe, infirmiers, orthophoniste, pédicures-podologues, cardiologue, sage-femme.

### Sports
Quiberon regroupe différents équipements sportifs : un stade municipal, un complexe omnisports, une salle de tennis, une base nautique, un aérodrome, un skate park, et un terrain de golf, deux centres-équestre et un club de tennis de table.

### Associations
Il existe 99 associations en 2019 sur le territoire quiberonnais.

### Cultes
Les lieux de culte de Quiberon sont liés au culte catholique comme l'atteste la présence de l’église Notre-Dame de Locmaria, la chapelle Saint-Julien, la chapelle Sainte-Anne et la chapelle Saint-Clément.
Le cimetière se situe à l’angle de l’avenue du Général-de-Gaulle et de la route de Kerné.

### Vie militaire
Le sémaphore de Saint-Julien a été implanté en 1947 au fort de Kernavest dans l’ancien poste de direction de tirs. Il a été rénové pour la dernière fois en 1976. Ce sémaphore a été mis en place à la suite de l’incendie du sémaphore de Locmaria en 1944 par les Allemands. Il garantit la surveillance des abords maritimes de Quiberon et la surveillance des pêches.
Le sémaphore de Saint-Julien repose sur deux activités qui sont la veille sémaphorique et l'entraînement des fusiliers marins. Les infrastructures sont en bon état et sont régulièrement utilisés par l’école des fusiliers marins de Lorient où les élèves disposent de locaux de vie et d’un terrain d'entraînement.

## Économie

### Revenus de la population et fiscalité
Quiberon est composée de ⅔ de résidences secondaires (silver économie) et de ⅓ de résidences principales. La commune opte pour une politique générale de fiscalité faible afin de favoriser l’économie locale.

### Emploi
Ménages fiscaux de l’année 2016
|                                                                   | 2016   |
| Nombre de ménages fiscaux                                         | 2 712  |
| Nombre de personnes dans les ménages fiscaux                      | 5 064  |
| Médiane du revenu disponible par unité de consommation (en euros) | 22 416 |
| Part des ménages fiscaux imposés (en %)                           | 58     |

Source : Insee
Population active de 15 à 64 ans selon la catégorie socio-professionnelle
|                                                   | 2016  | Dont actifs ayant un emploi | 2011  | Dont actifs ayant un emploi |
| Ensemble                                          | 1 775 | 1 430                       | 1 823 | 1 492                       |
| dont                                              |       |                             |       |                             |
| Agriculteurs exploitants                          | 21    | 21                          | 20    | 20                          |
| Artisans, commerçants, chefs d’entreprise         | 125   | 110                         | 286   | 262                         |
| Cadres et professions intellectuelles supérieures | 162   | 141                         | 149   | 133                         |
| Professions intermédiaires                        | 329   | 287                         | 363   | 302                         |
| Employés                                          | 720   | 569                         | 629   | 496                         |
| Ouvriers                                          | 417   | 303                         | 347   | 278                         |

Sources : Insee, RP2011 et RP2016, exploitations complémentaires, géographie au 01/01/2019.

### Entreprises et commerces
Quiberon est composée d’une criée, d’une zone artisanale, de deux entreprises de taille intermédiaires (Belle-iloise et Accord hôtel thalasso), et de nombreuses petites et moyennes entreprises.

#### La pêche et la criée

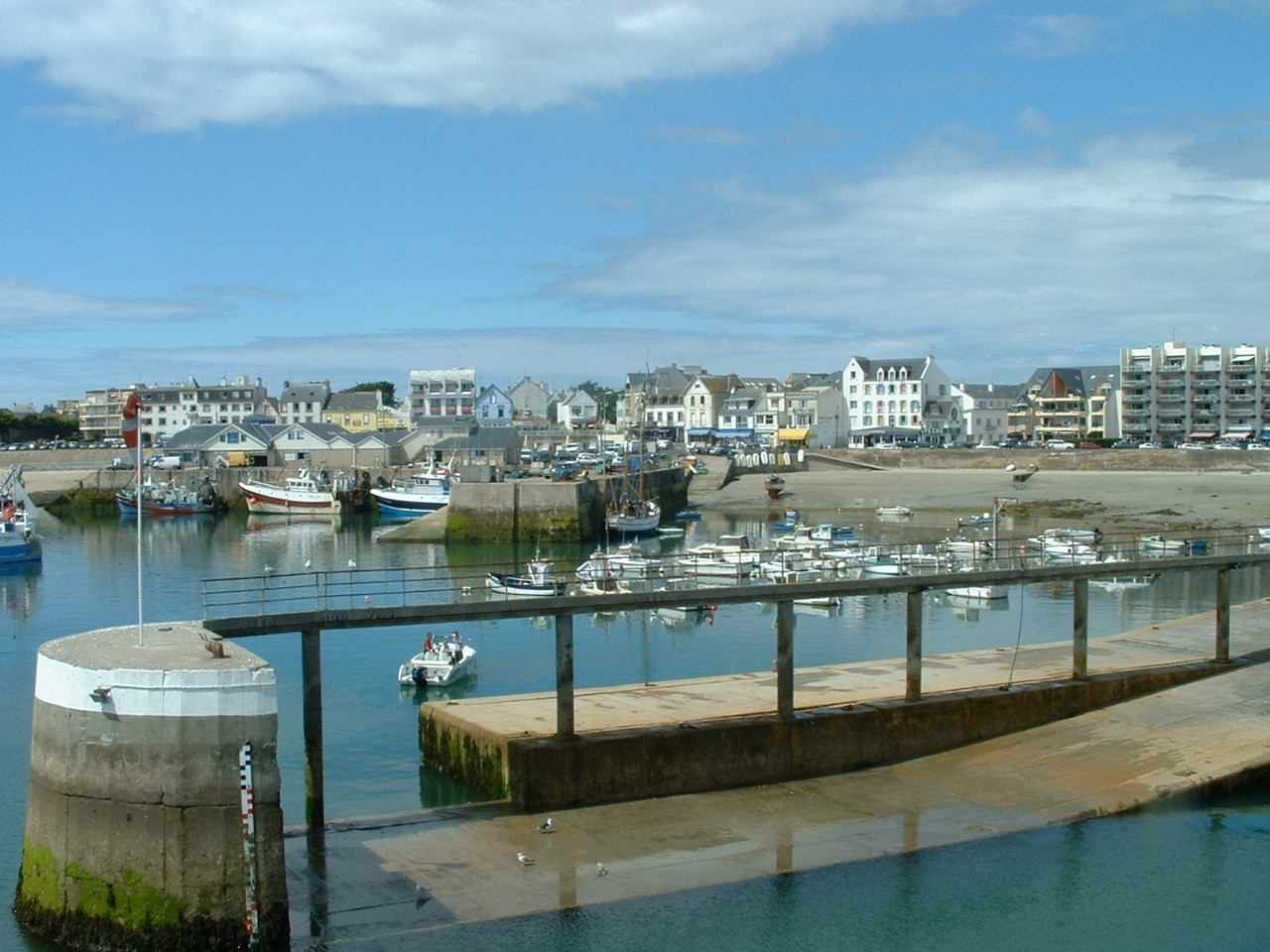
Port Maria.

Située à Port Maria, la criée est un des lieux essentiels de l’activité maritime de la presqu’île, en réalisant un chiffre d’affaires de 6,5 à 7 M€.
Aujourd’hui, elle regroupe une centaine de bateaux qui débarquent leurs poissons, coquillages et crustacés pour les vendre aux enchères. La vente se fait aussi par Internet, pour la vente à distance. C’est aussi 1 500 tonnes de poissons vendues dont 7,5 tonnes de poissons vivants
De plus la criée est renommée pour sa filière d’excellence. Cette filière d’excellence est attribuée à la manière dont le poisson est neutralisé. L’ikejime est une manière ancestrale japonaise qui permet de ne pas stresser le poisson et évite tout saignement qui peut altérer le goût de ce dernier.
Le poisson peut aussi être transporté vivant avec différents moyens de transports en France et à l’étranger pour notamment de grands restaurants ce qui en fait un lieu unique sur le territoire national.

#### La zone d'activité

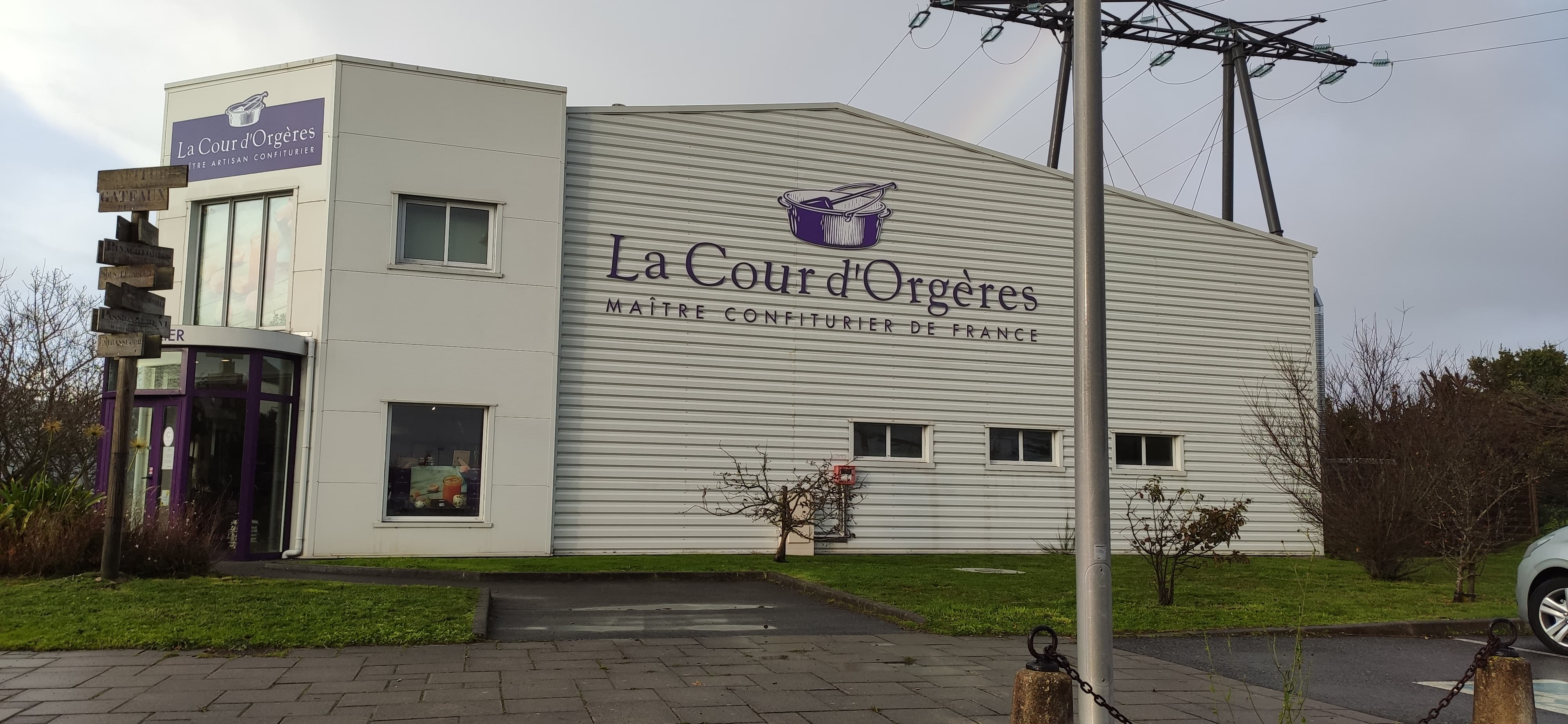
La Cour d'Orgère

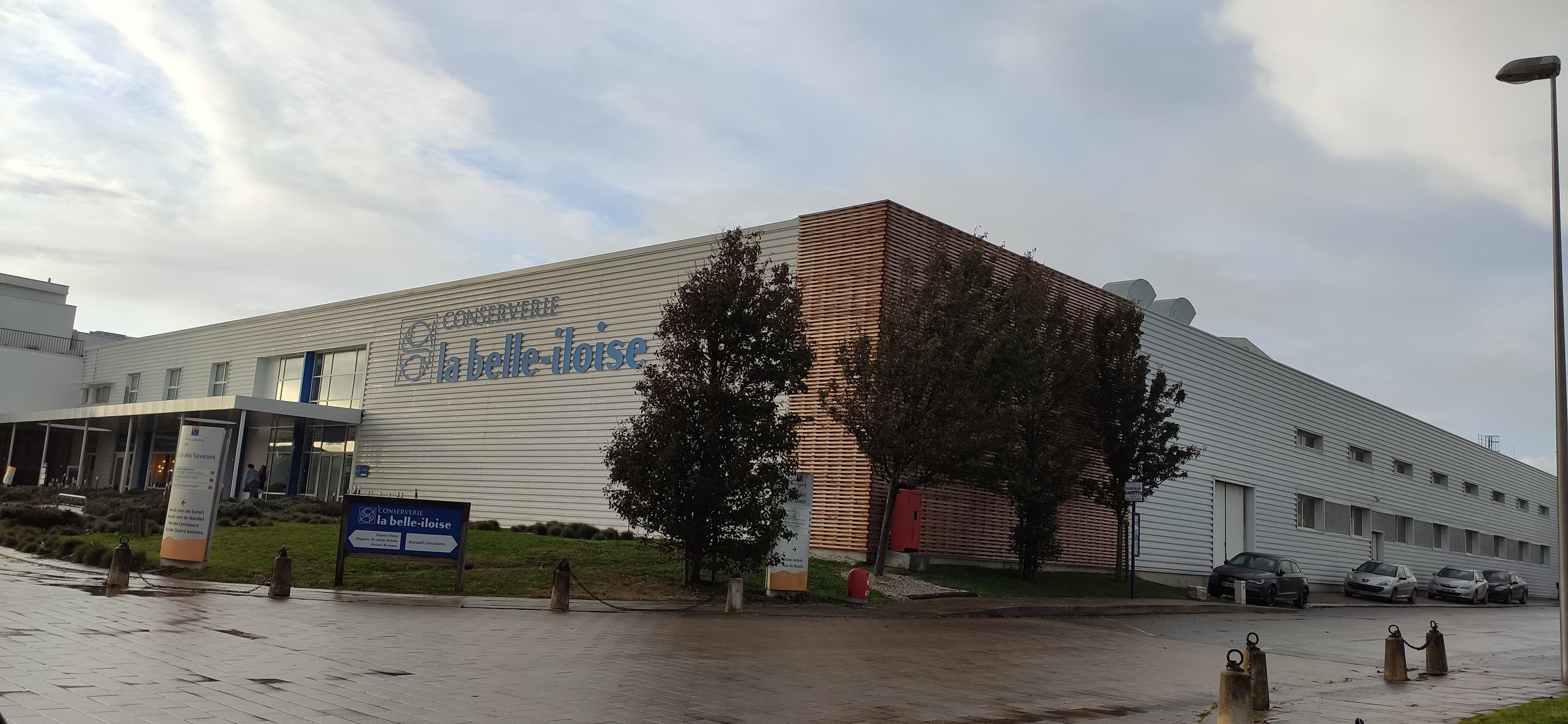
La Belle-Iloise

Quiberon possède plusieurs usines regroupées en majorité sur une même zone: la zone artisanale et le quai des saveurs. La Belle-Iloise, La Maison d'Armorine qui produit les niniches,  La Cour d'Orgères. Elles y emploient de nombreux habitants.
La conserverie de sardines La Quiberonnaise (l'entreprise a été fondée en 1921), quant à elle, est située rue du Port de pêche à Port-Maria. Elle est connue notamment pour ses boîtes de sardines collectors, notamment celles dessinées par Frank Margerin.

#### L'aérodrome

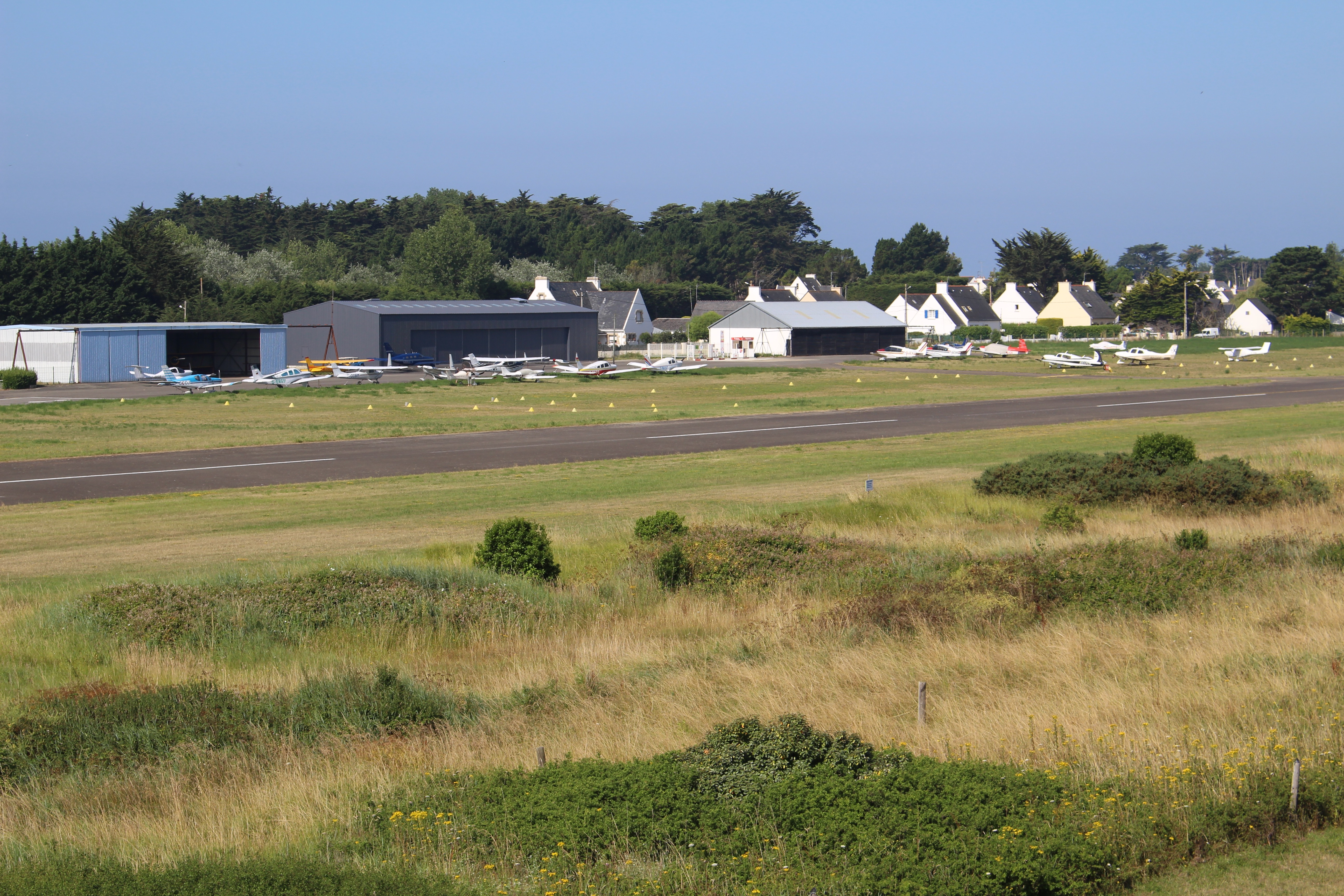
Aérodrome.

L'aérodrome de Quiberon est accessible à pied depuis les plages, permet aux visiteurs d'arriver dans la presqu'île par la voie des airs, offre un accès vers les îles et sert de base pour des baptêmes de l'air et de parachutisme.

#### Les commerces
La commune possède de nombreuses entreprises et commerces.

### Tourisme

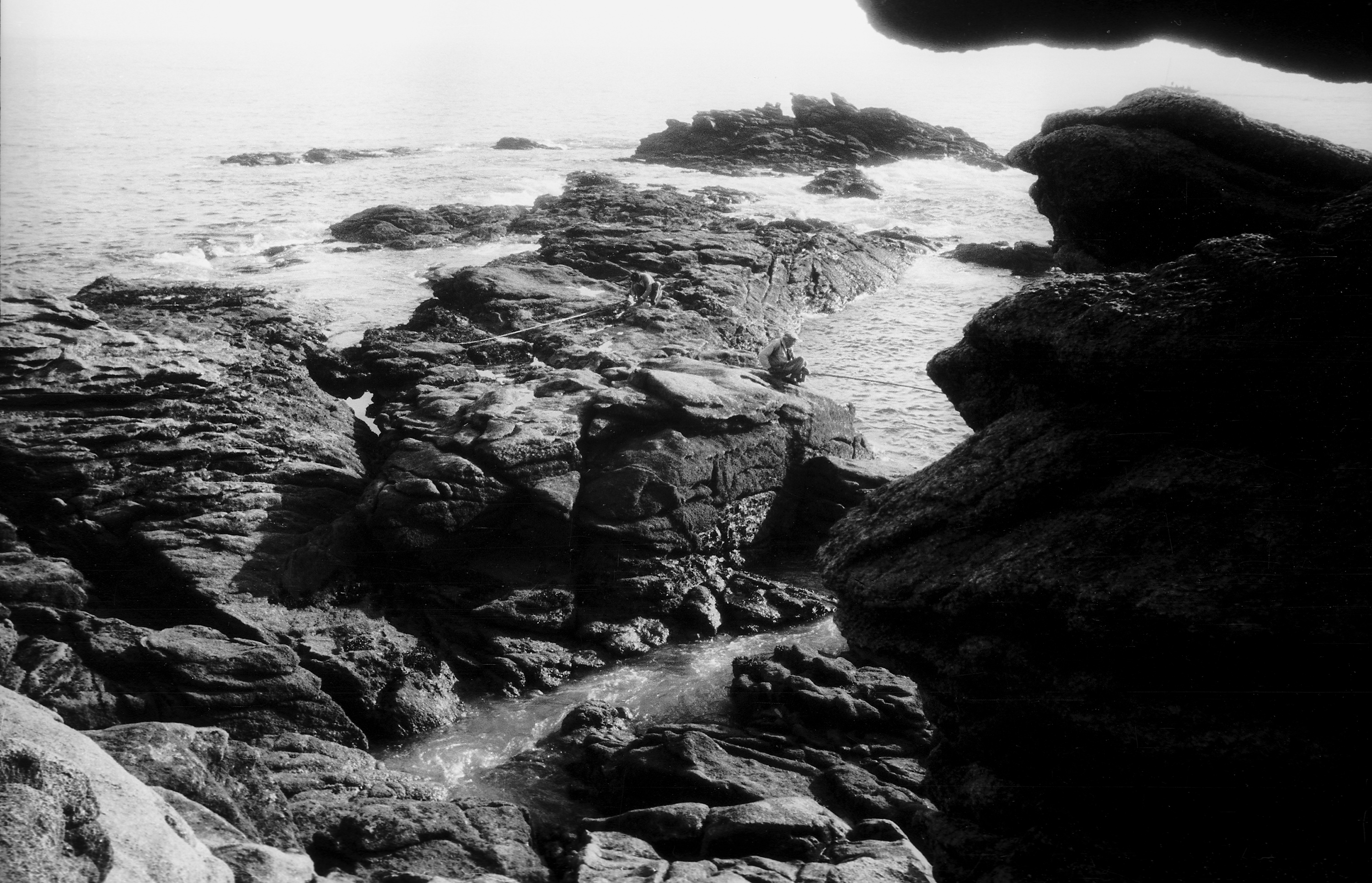
Côte de Quiberon

Quiberon et la Côte Sauvage sont assez réputées pour attirer de nombreux touristes. La population décuple pendant les deux mois de vacances d'été, propulsant Quiberon, avec sa voisine Carnac, parmi les cinq villes les plus surfréquentées par rapport à leur population.
La commune met à la disposition des visiteurs deux campings, Kerné et Le Goviro, une aire d'accueil de camping-cars, ainsi qu'une vingtaine d'hôtels, sans compter les locations saisonnières gérées par les agences immobilières et par les particuliers.

#### Animation
De nombreuses animations sont mises en place durant cette période avec comme événement majeur la fête de la sardine en juillet et en août, de nombreux concerts deux fois par semaine, des animations sportives (Le triathlon, les foulées du large, …) et culturelles (randonnées, ateliers,..).
De nombreuses animations sont organisées en dehors de cette période comme :
- Le festival Presqu’île breizh en octobre ;
- Un marché de noël et une patinoire ;
- Le festival Les musicales ;
- La fête de la coquille Saint-Jacques.

#### Lieux d'intérêt
- La côte sauvage
- Le château Turpault
- La pointe du Conguel.
- Le port de plaisance de Port-Haliguen I et II, bassins modernes et le vieux port, pouvant accueillir près de 1 000 bateaux. Créé dans les années 1960 à l'initiative du conseiller général et maire Victor Golvan, ouvre la commune sur la baie, les îles et les accueils nautiques diversifiés.
- Le port de pêche de Port-Maria, départ des bateaux à destination de Belle-Île-en-Mer, Houat et Hœdic (Compagnie Océane).
- Le phare de Port-Maria et celui de Port-Haliguen.
- La Maison du patrimoine : musée de la vie locale, histoire de naufrages.
- Centre de thalassothérapie
- Le point de vue de la Tour de Locmaria
- Le sentier des douaniers
- Les villages de Kermorvan et du Manemeur
- Les usines de conserves de poissons La Belle-Iloise (quai des Saveurs) et La Quiberonaise à Port-Maria.
- Le quai des Saveurs (divers ateliers de confitures artisanales, de confiserie et de poissons fumés).

## Culture locale et patrimoine

### Sites préhistoriques classés
- Allée couverte de la Pointe-de-Guéritte,  Classé MH (1931)[99]
- Dolmen du Conguel,  Classé MH (1920)[100]
- Menhirs de Beg-er-Goh-Lannec,  Classé MH (1931)[101]
- Menhir de Goulvarc'h,  Classé MH (1978)[102]
- Menhirs de Mané-Meur :
  - Premier menhir,  Classé MH (1889)[103] ;
  - Deuxième menhir,  Classé MH (1927)[104] ;
  - Troisième menhir,  Classé MH (1931)[105].
- Menhir de la pointe d'Er-Limouzen,  Classé MH (1931)[106]
- Menhir de la Pointe-de-Guéritte,  Classé MH (1933)[107]
- Roches à cupules de la Pointe-de-Guéritte
- Roches à cupules de la Pointe Saint-Julien
- Sépulture circulaire de la pointe d'Er-Limouzen
- Tumulus d'Er-Hibelle
- Tumulus de Kerguoch
- Tumulus de Kerniscop

Sites préhistoriques classés de Quiberon
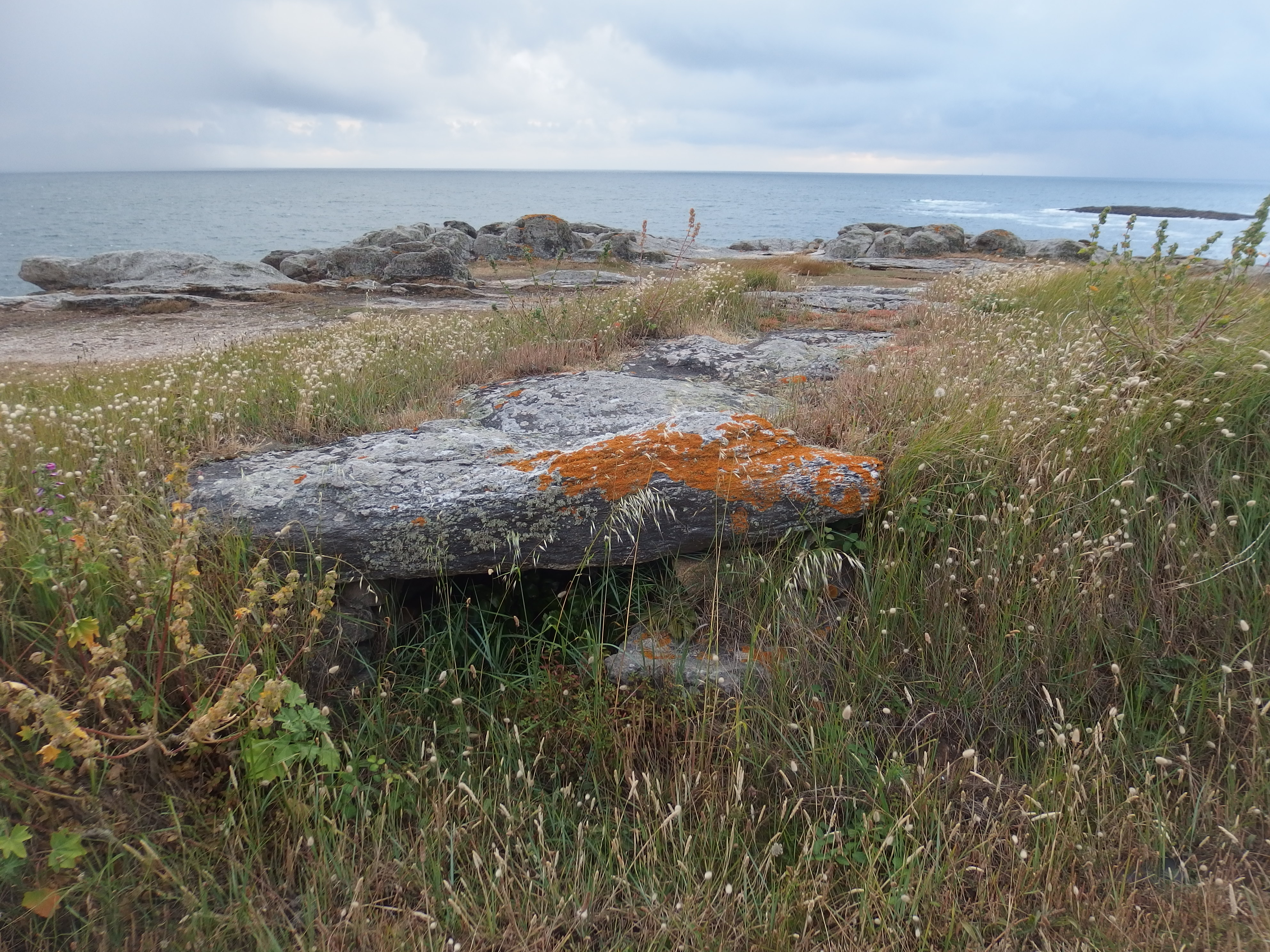
Allée couverte de la Pointe-de-Guéritte  (Gergerit).
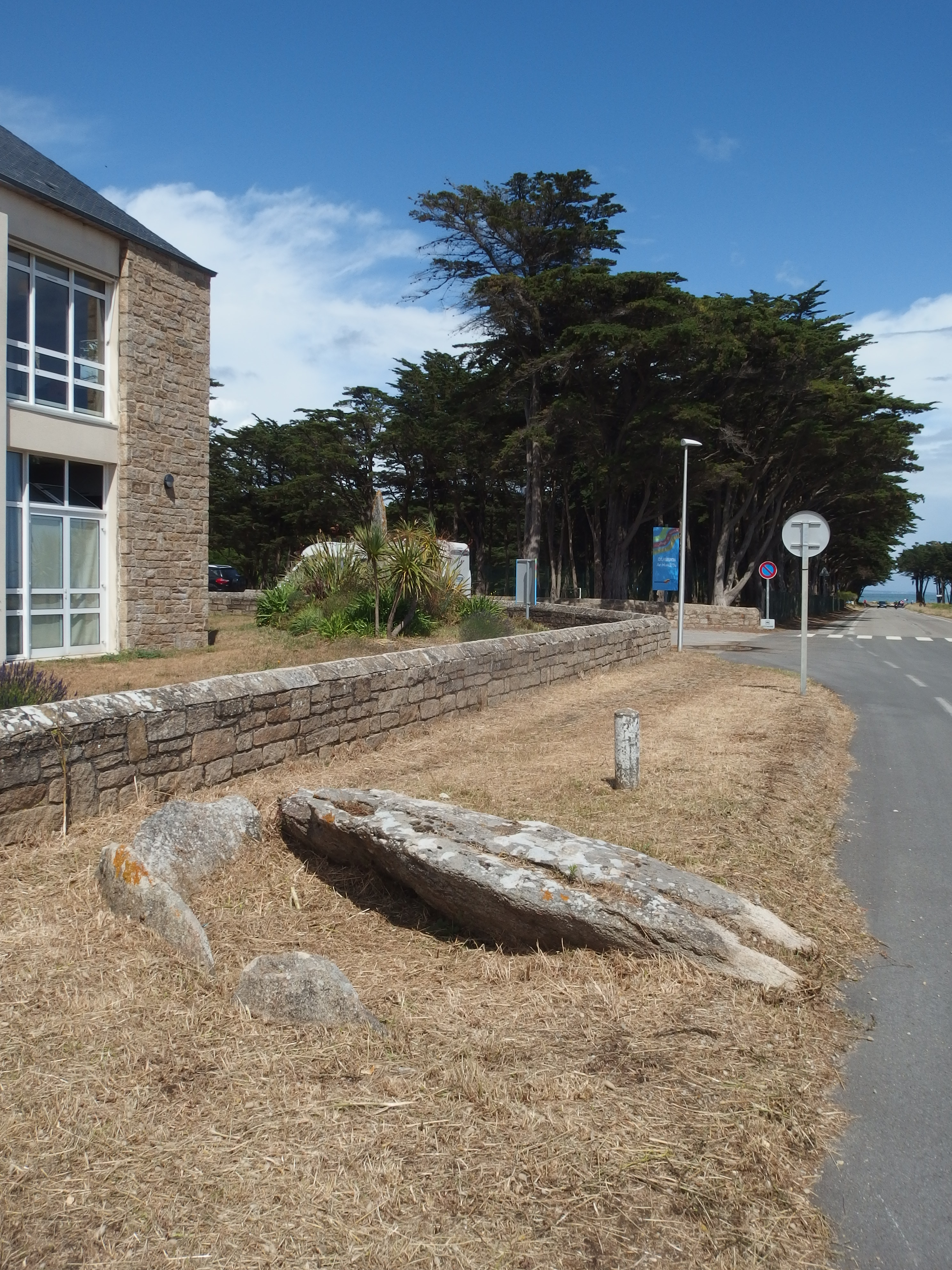
Dolmen du Conguel.
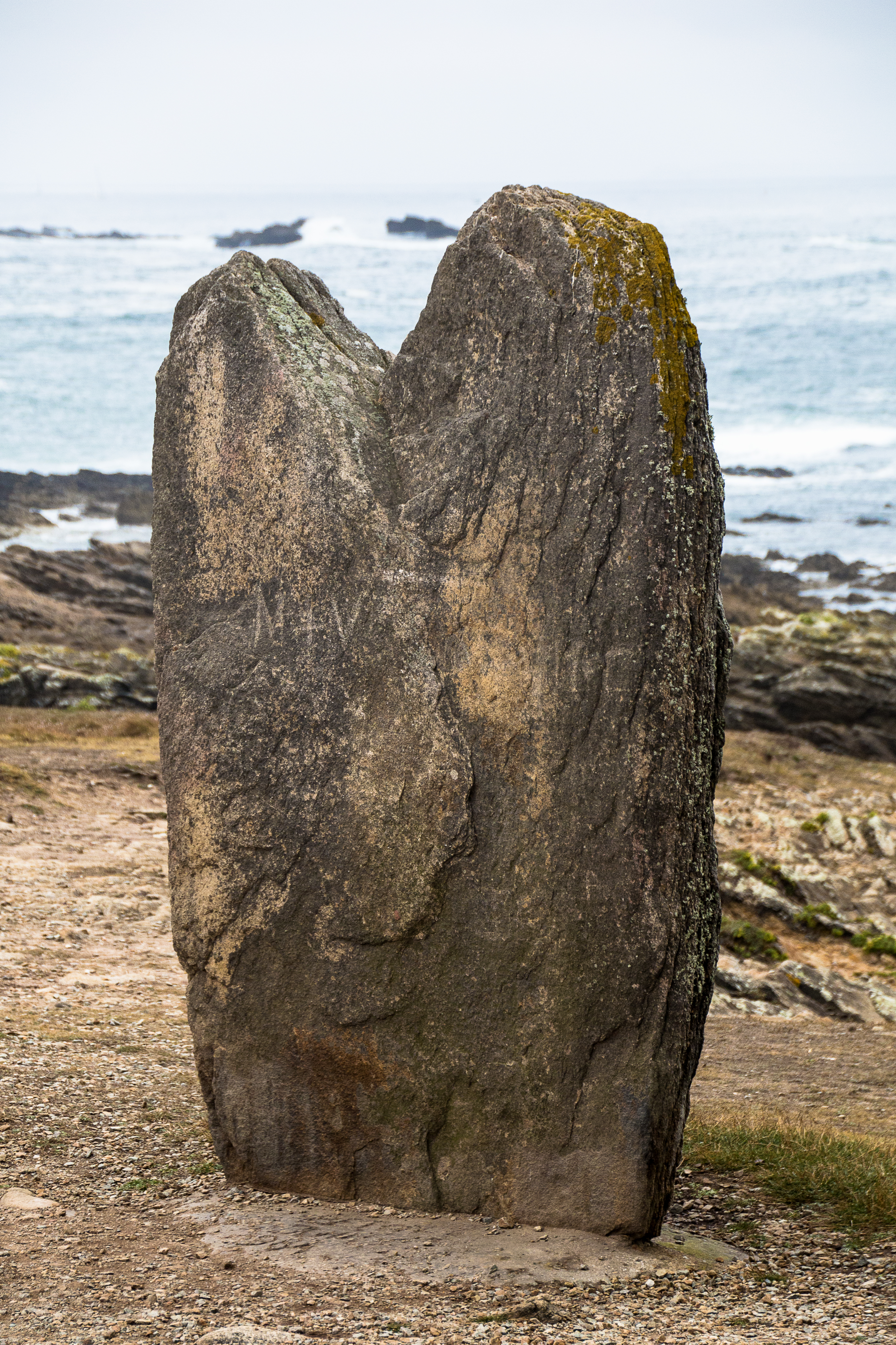
Menhir de Beg-er-Goh-Lannnec.
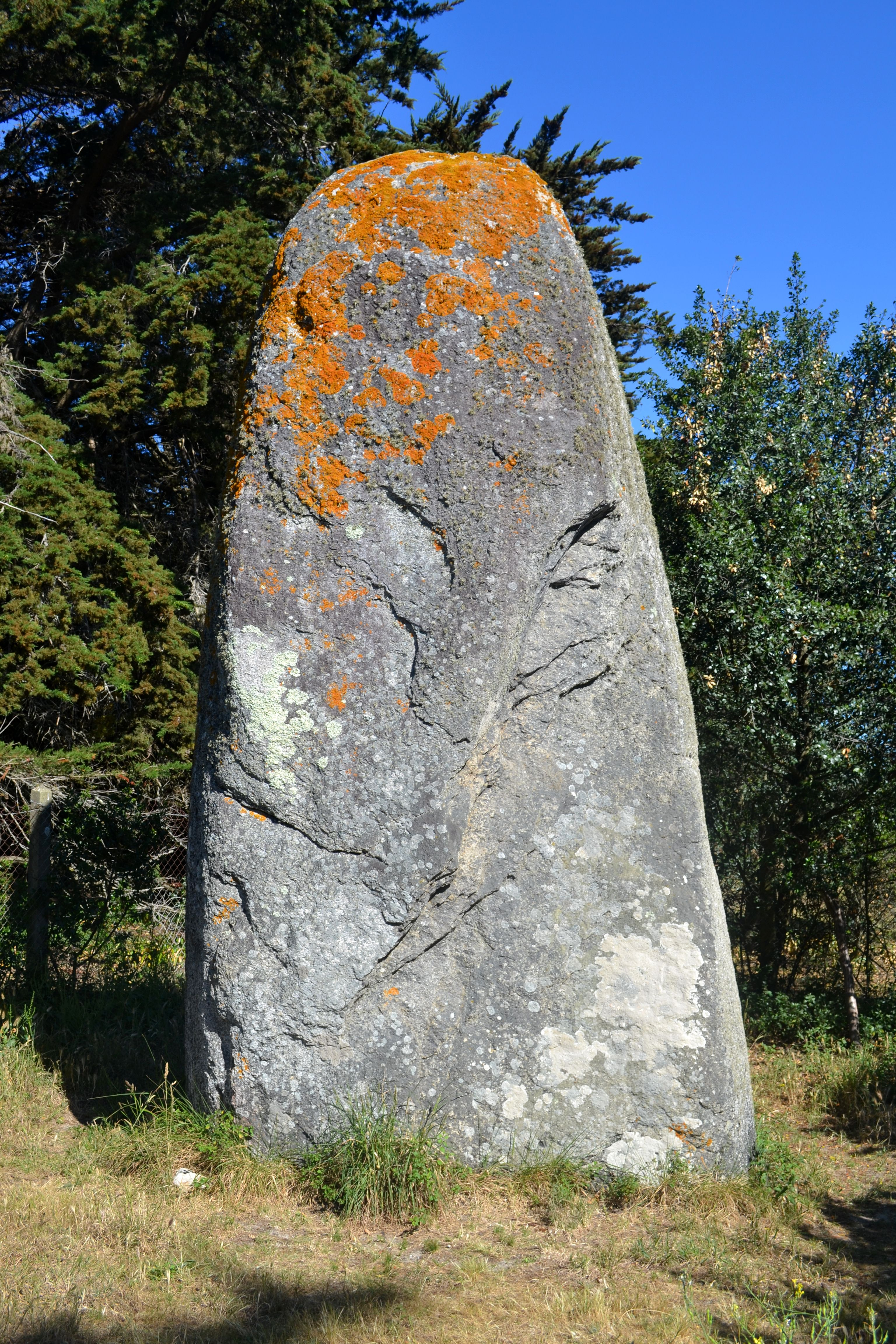
Menhir de Goulvarc'h.
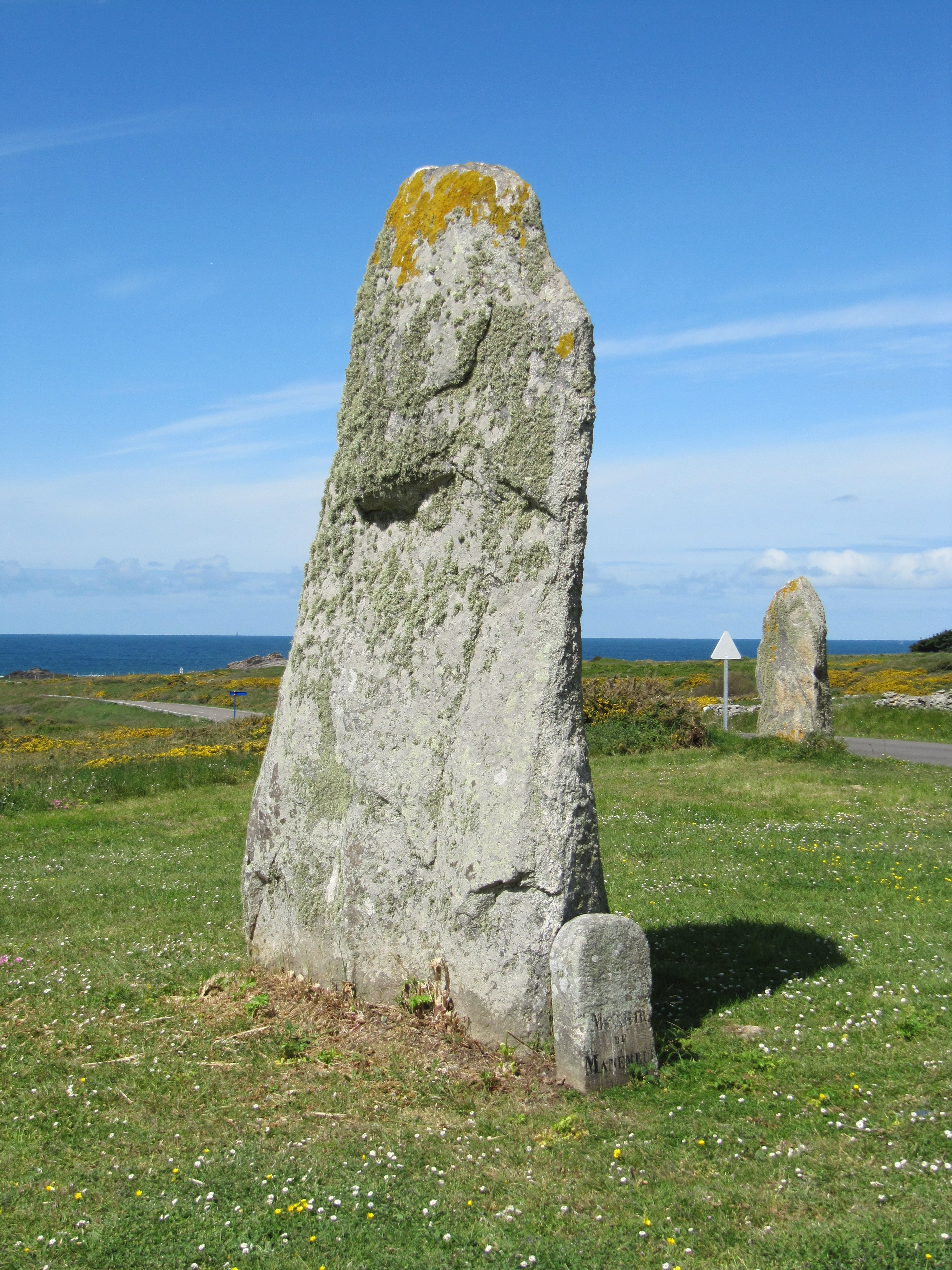
Menhirs de Mané-Meur.
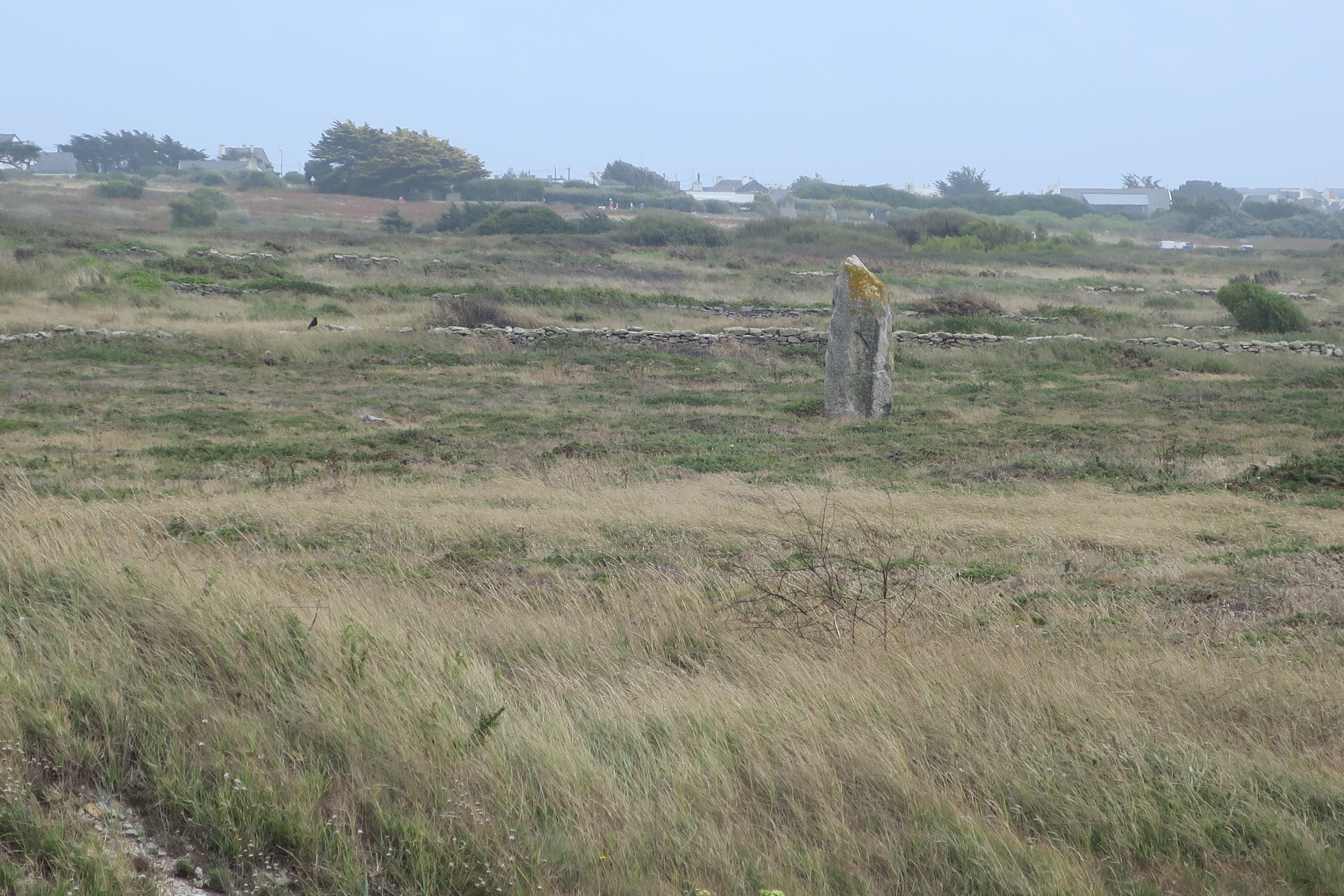
Menhir de la pointe d'Er-Limouzen.
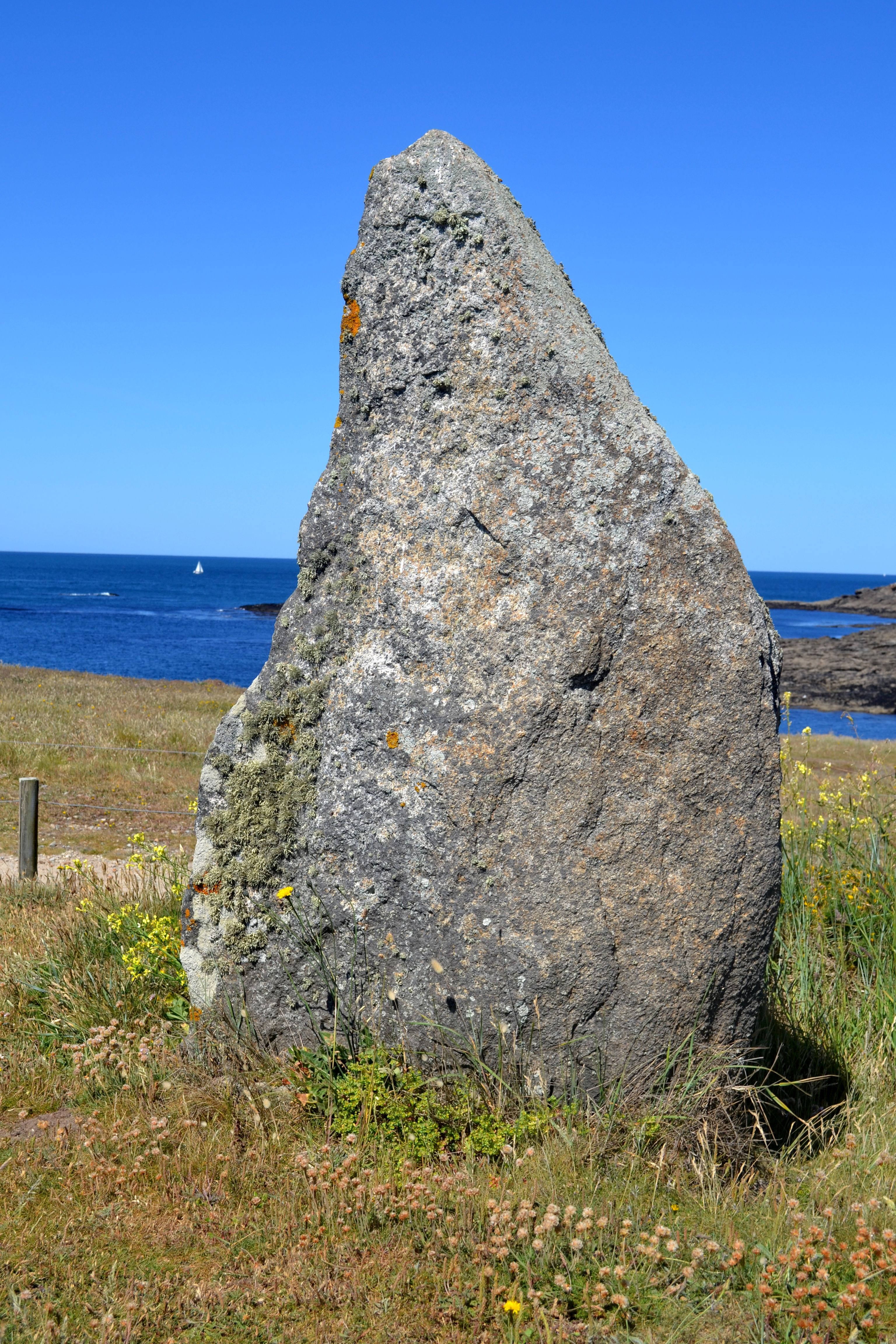
Menhir de la Pointe-de-Guéritte.

### Patrimoine architectural

#### Lieux d'archéologie
On trouve parmi les lieux d’archéologie présent à Quiberon, le site mésolithique de Beg-Er-Vil qui a fait l’objet de 3 campagnes de fouilles menées en lien avec l’Université de Rennes.

#### Monuments religieux
- Église Notre-Dame de Locmaria, XIXe siècle : elle a été édifiée de 1900 à 1902. Elle accueille des spectacles et des concerts ;
- Chapelle Saint-Clément : cette chapelle a été construite en 1875 sur les fondations du prieuré bénédictin primitif, initialement dédié à saint Colomban (francisé par la suite en saint Clément) ; les fouilles entreprises en 1870 ont mis au jour deux chapelles successives et un cimetière contenant plusieurs niveaux de sépultures montrant une occupation pendant plus d'un millénaire à partir de l'an 500 environ ; ce fut le centre paroissial initial de Quiberon[108] ;
- Chapelle Saint-Julien : elle a été construite en 1859 sur les vestiges d'une ancienne chapelle saccagée en 1746 par l'escadre anglaise de l'amiral Lestok ; laissée à l'abandon, vers 1910 elle servait d'entrepôt aux pêcheurs du village ; elle a été restaurée en 1928 et possède trois vitraux représentant la Crucifixion (1934), la Nativité (1993) et la Pêche miraculeuse (2009)[108] ;
- Chapelle Sainte-Anne.

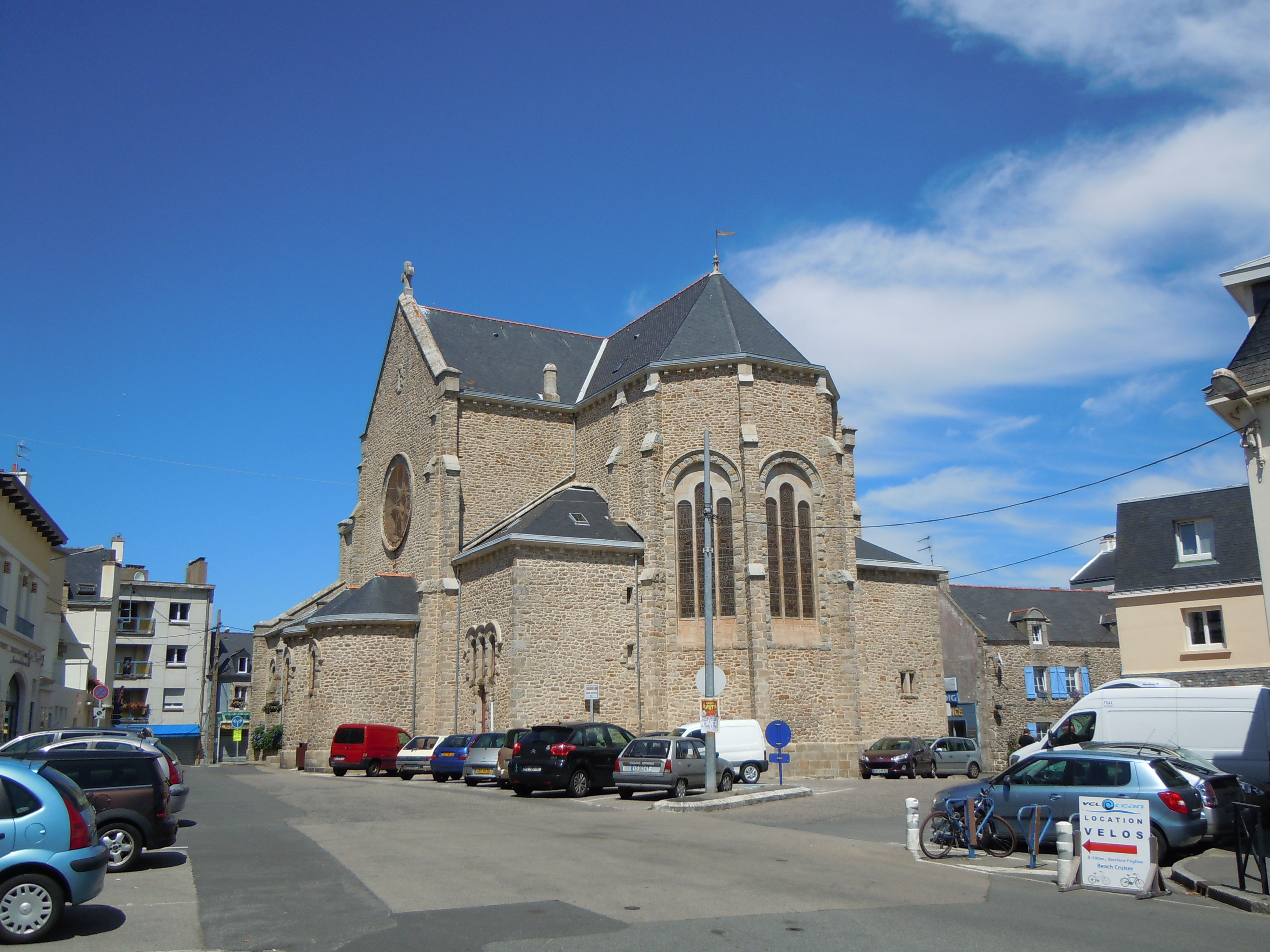
L'église paroissiale Notre-Dame-de-Locmaria, vue extérieure.
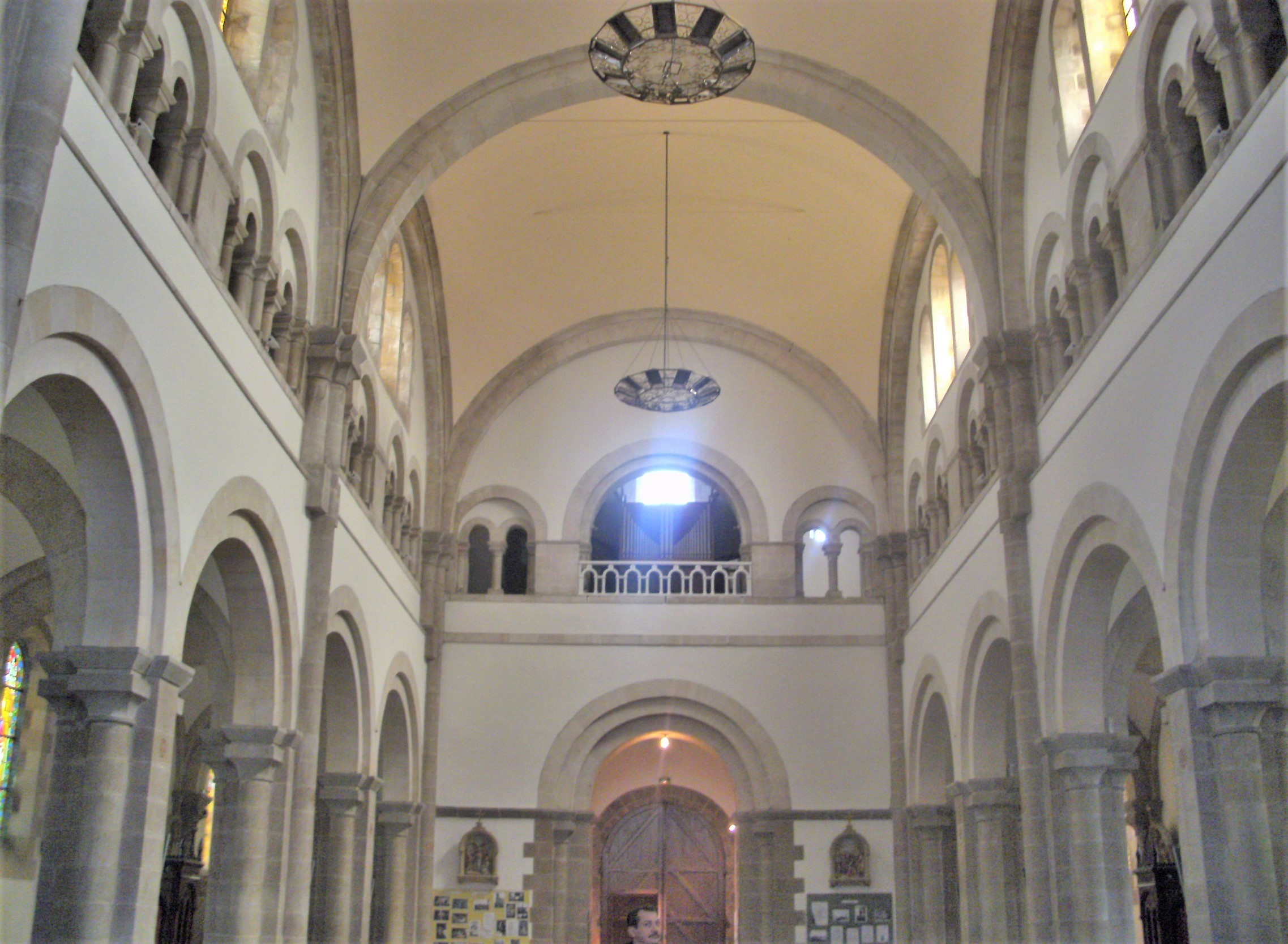
L'église paroissiale Notre-Dame-de-Locmaria, vue intérieure.
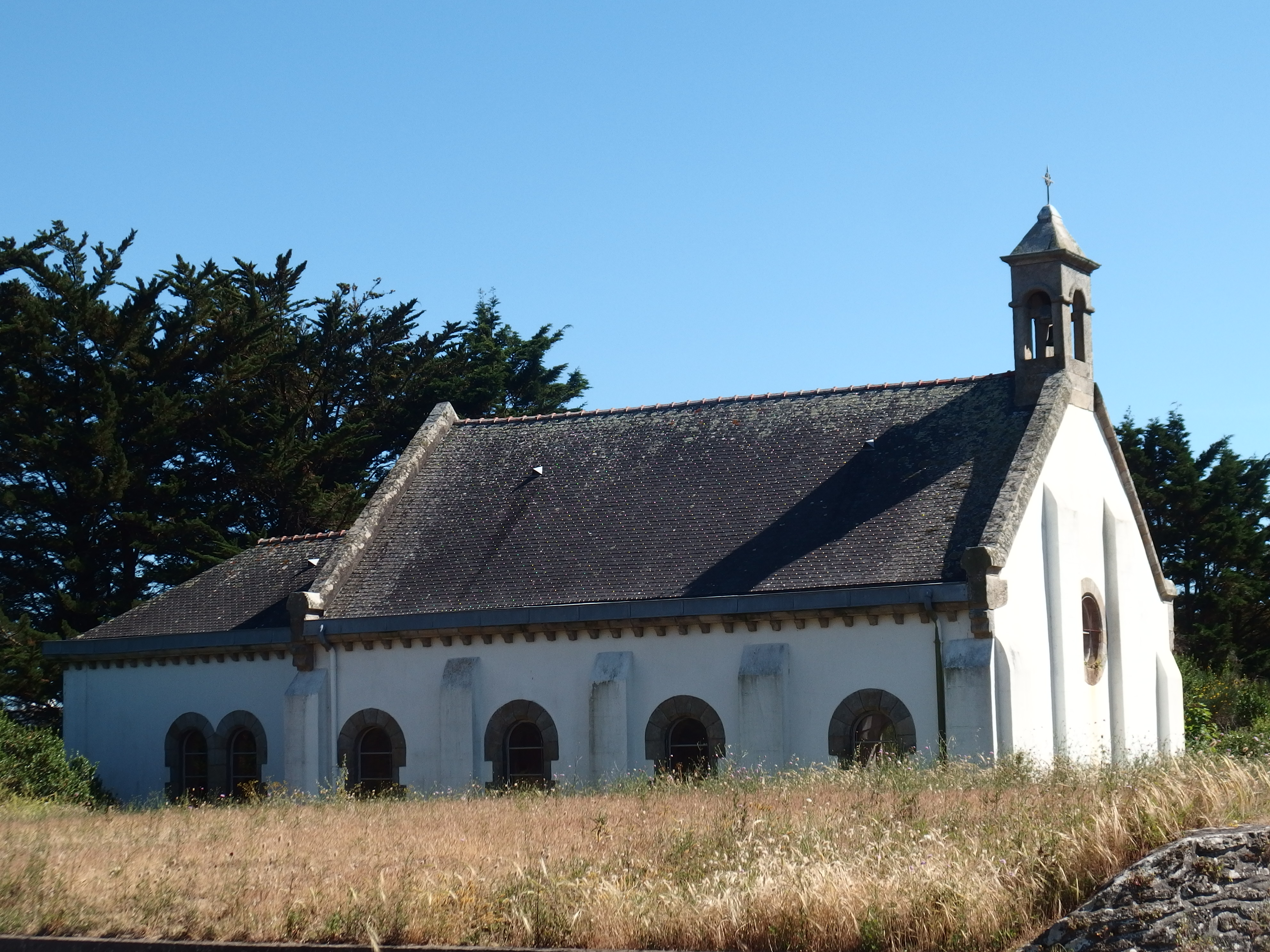
La chapelle Saint-Clément, vue extérieure.
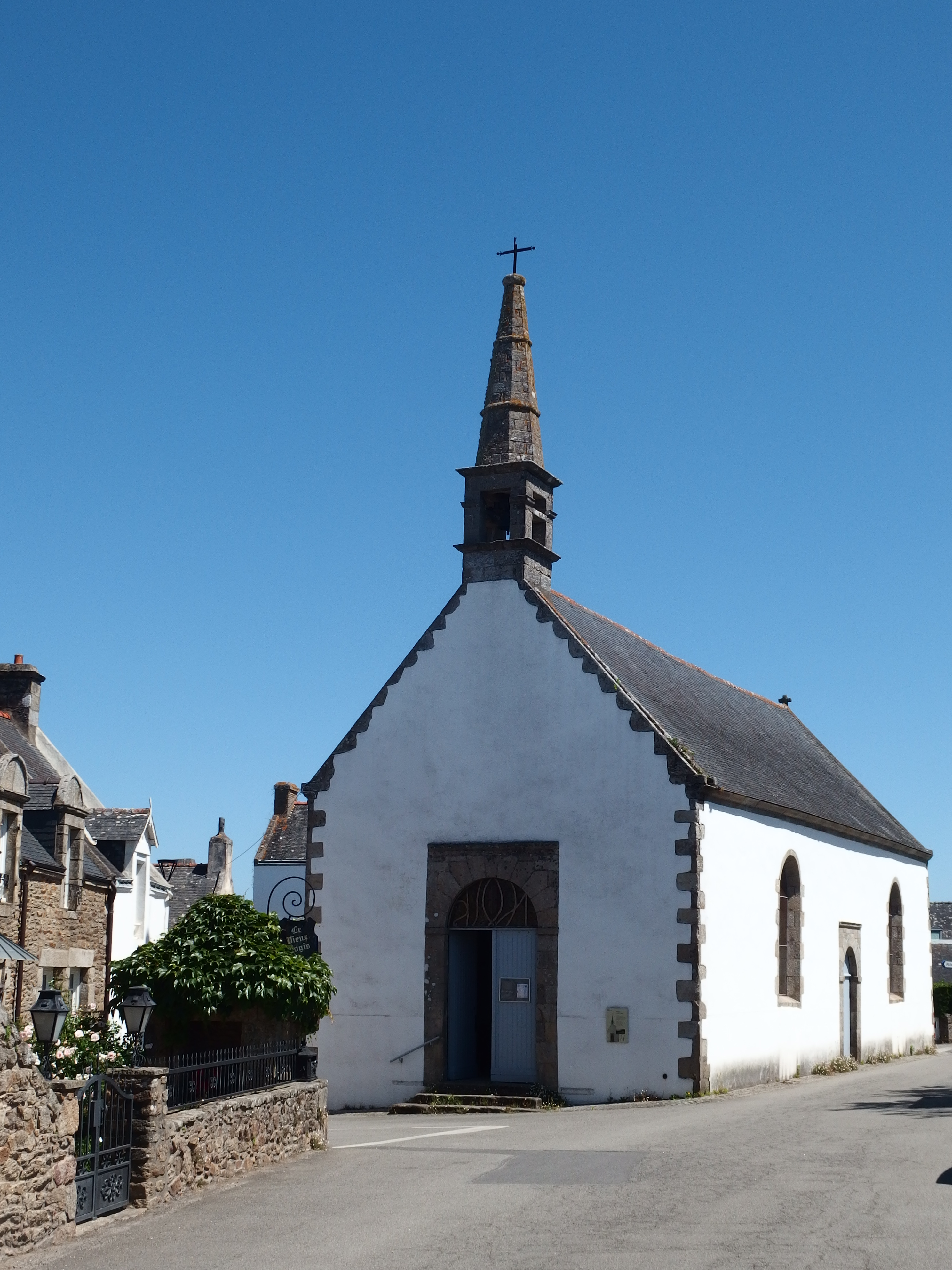
La chapelle Saint-Julien, vue extérieure.
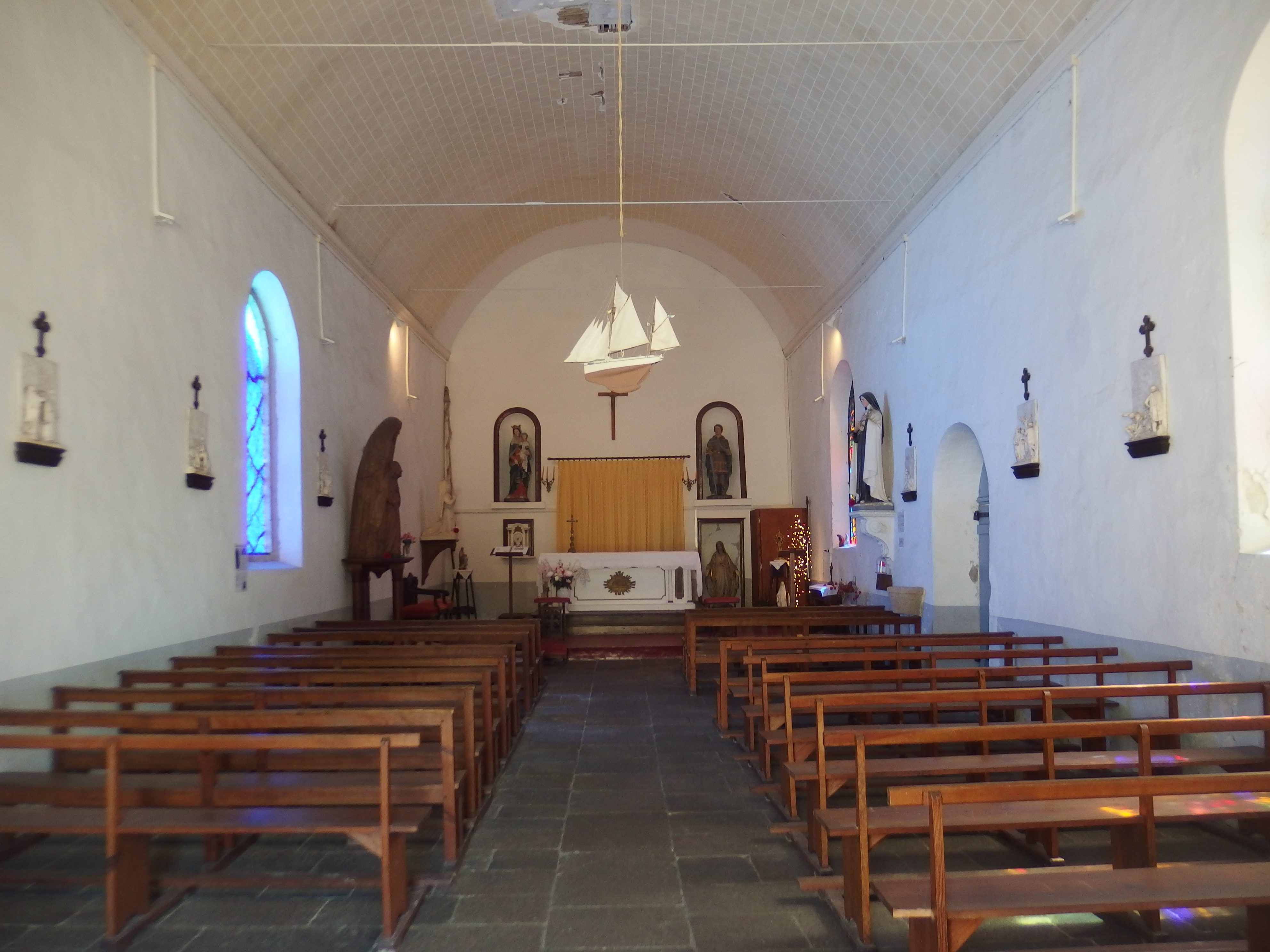
La chapelle Saint-Julien, vue intérieure.

#### Sculptures

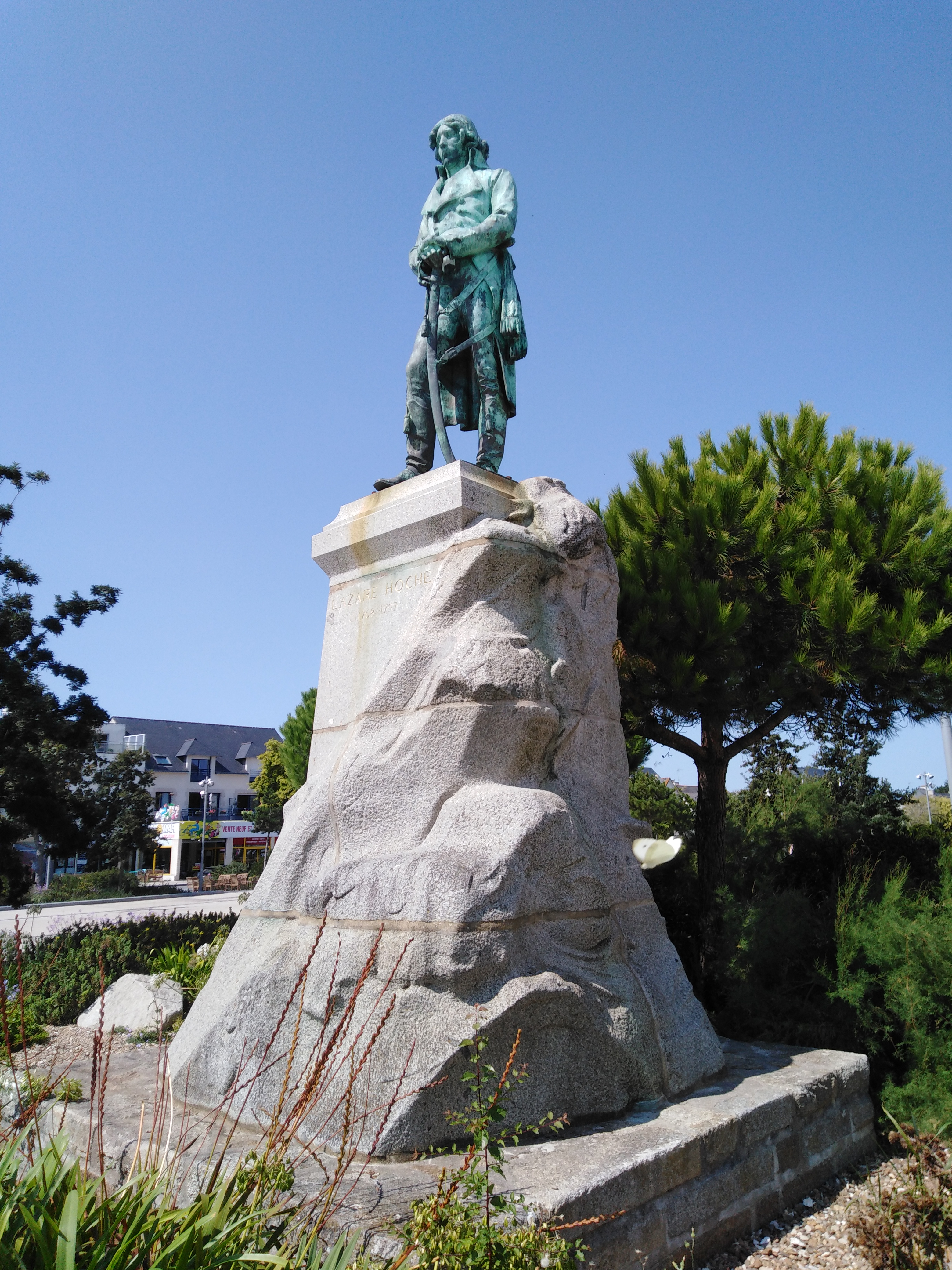
Statue à la mémoire de Lazare Hoche par Jules Dalou, 1902,.

Diverses sculptures sont présentes dans la ville de Quiberon comme celles de la sirène et du pêcheur sur le vieux port de Port-Haliguen. Il y a aussi le jardin de Bretinio avec « Retour à l’envoyeur » et la vache du jardin de la mairie en hommage au jumelage avec le Grand Bornand.[pas clair]

#### Les fontaines
- La fontaine de Kervozès, équipée d'une pompe ;
- La fontaine de Saint-Julien, aussi équipée d'une pompe ;
- La fontaine de Kerné, aussi équipée d'une pompe ;
- La fontaine de Kermorvan, aussi équipée d'une pompe ;
- La fontaine du Manémeur, aussi équipée d'une pompe ;
- La fontaine du Porigo, proche de la plage du même nom ;
- La fontaine et le lavoir de Kernavest.

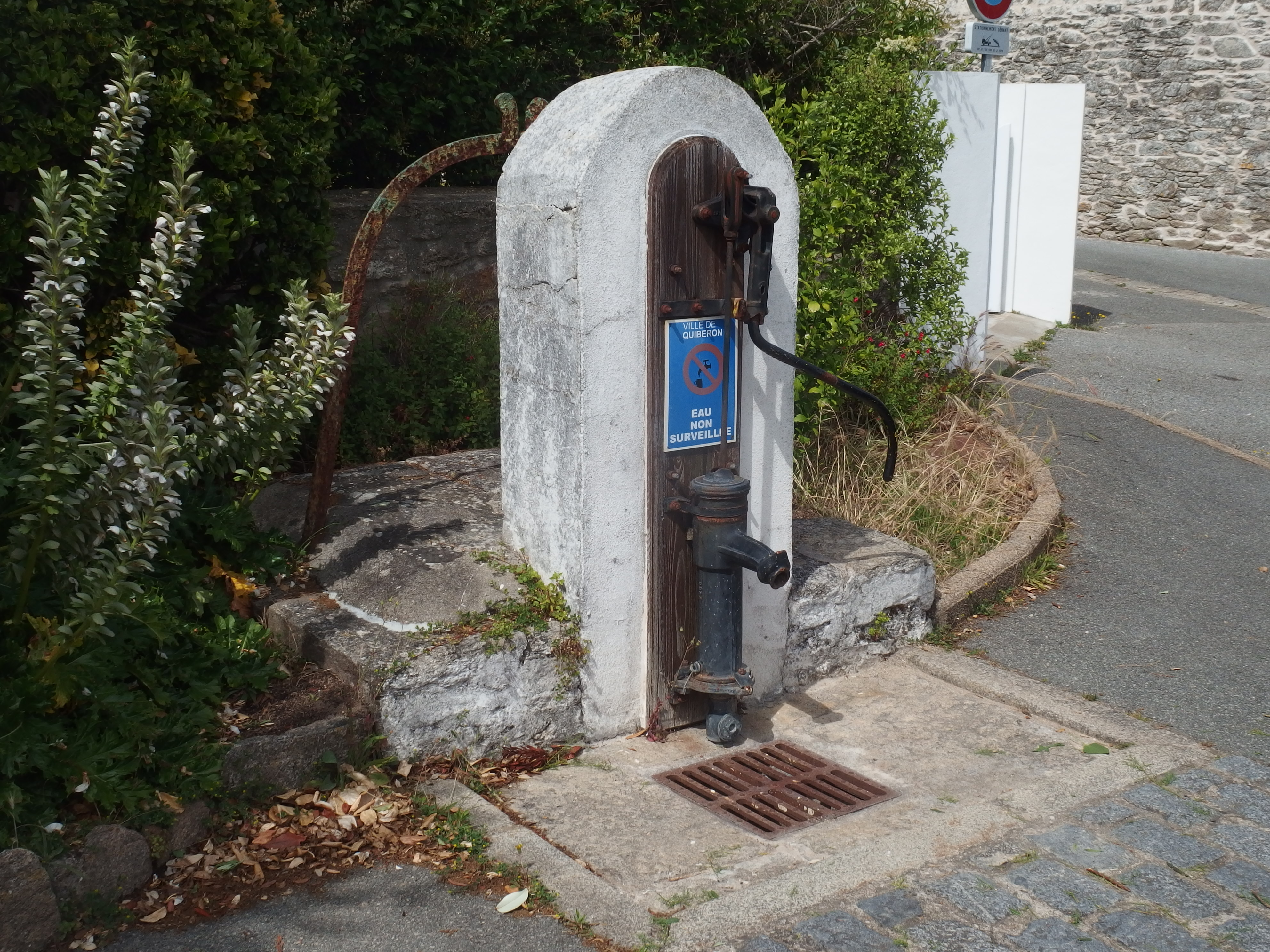
La fontaine de Kervozès, équipée d'une pompe.
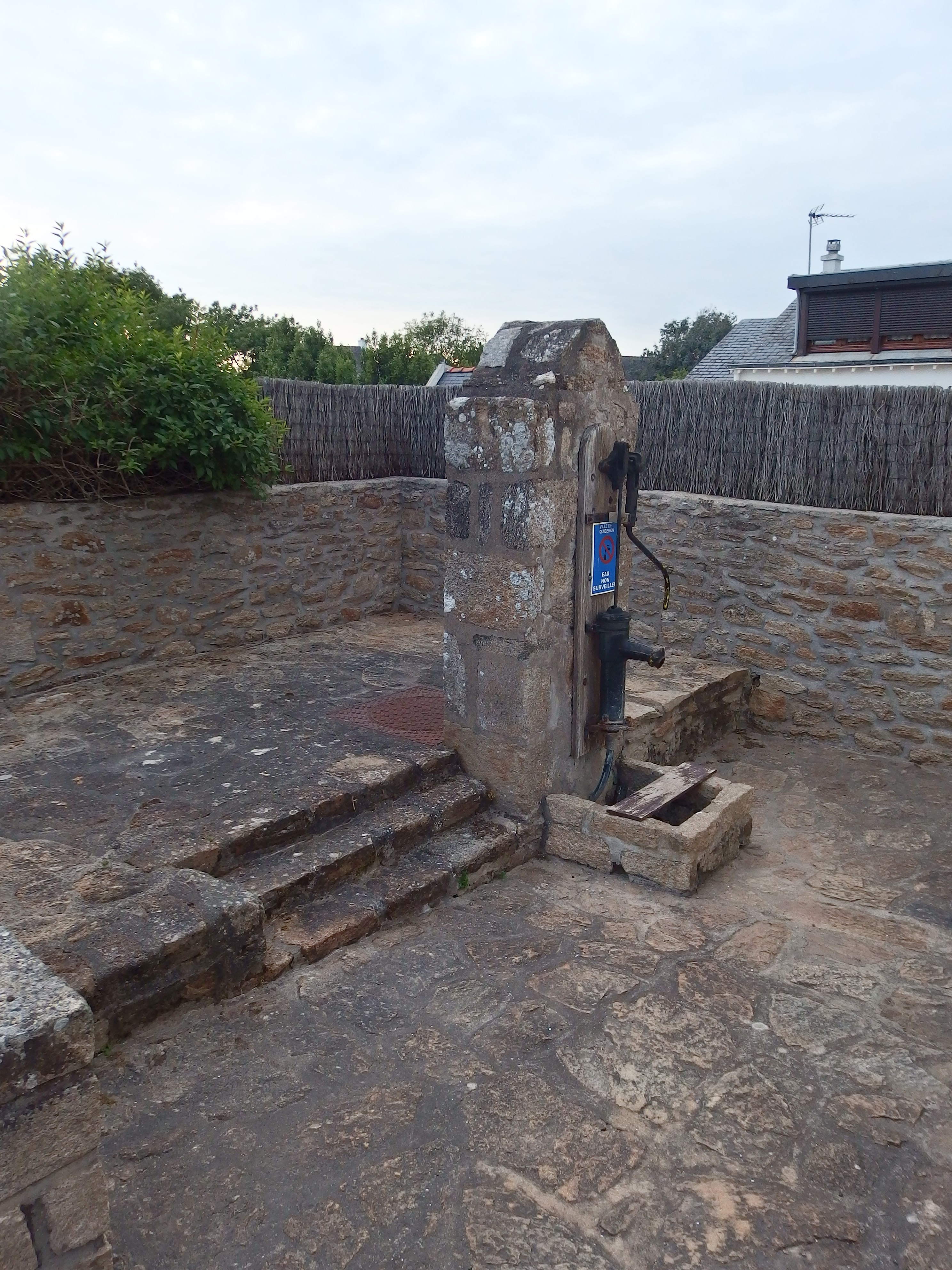
La fontaine de Saint-Julien, aussi équipée d'une pompe.
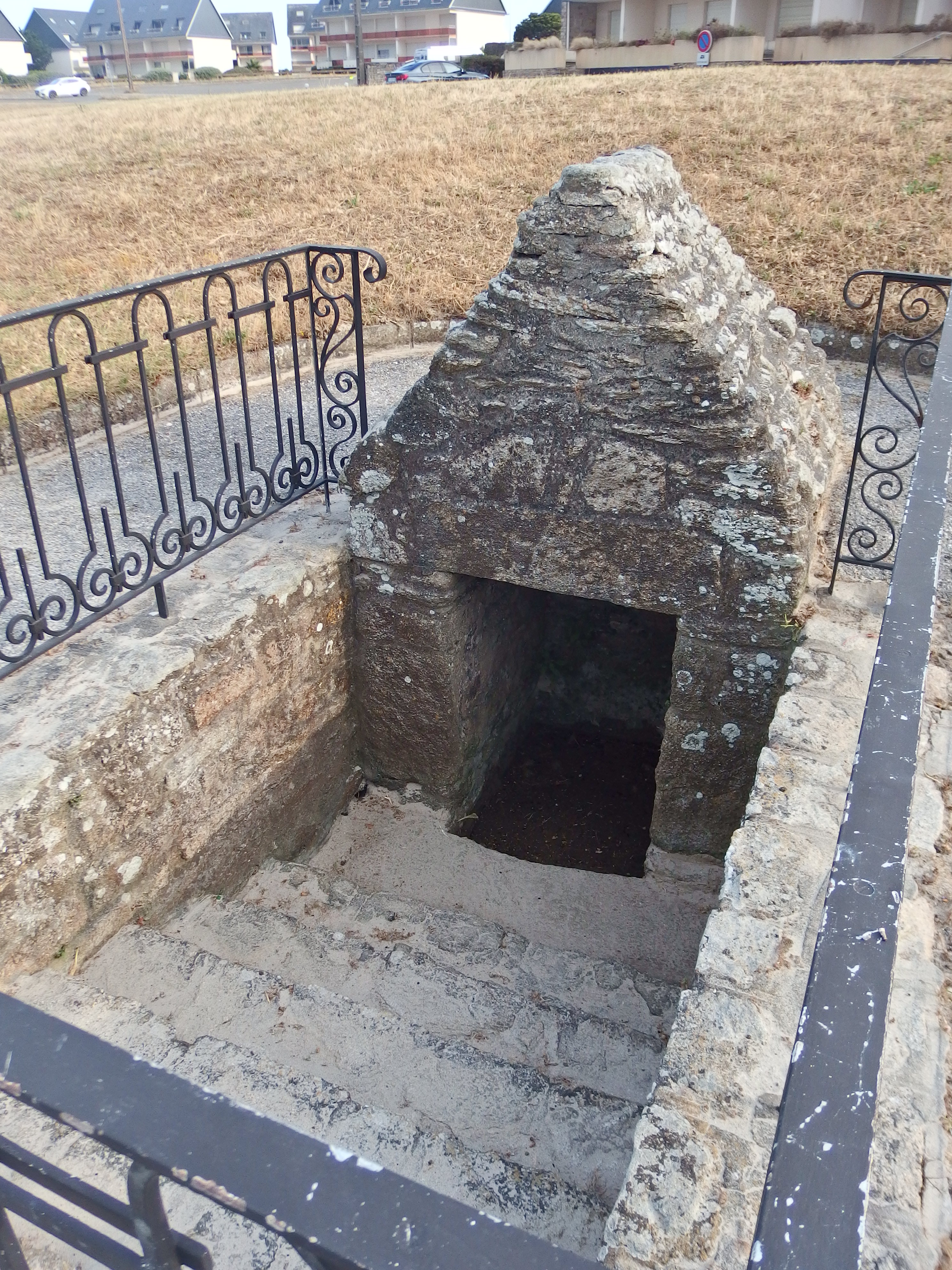
La fontaine du Porigo.
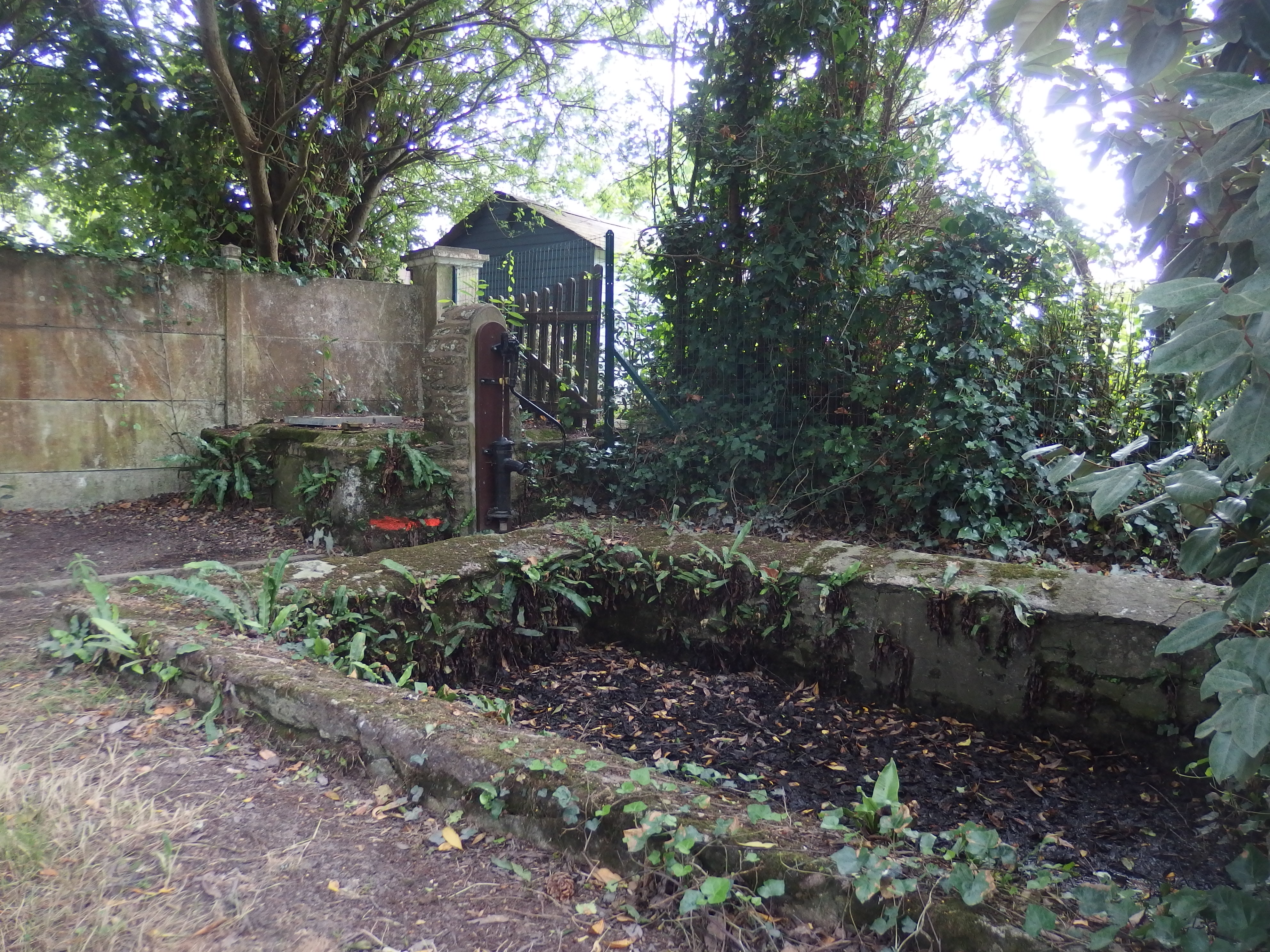
La fontaine et le lavoir de Kernavest.

#### Les lavoirs
- Le lavoir du Ragot : il a été réhabilité en 2007 par l’association "Agapanthe" et est devenu un lieu de rencontre et de rassemblement. Des chasses aux œufs y sont organisées à Pâques, il est accessible pour une visite lors des journées du patrimoine et des concerts à ciel ouvert s’y déroulent[110].
- Le lavoir de Kerniscop : c'est un vieux lavoir en granite, pavé et entouré d’un petit mur. Il se compose de 2 bassins qui s’évacuent vers la mer une centaine de mètres plus loin.

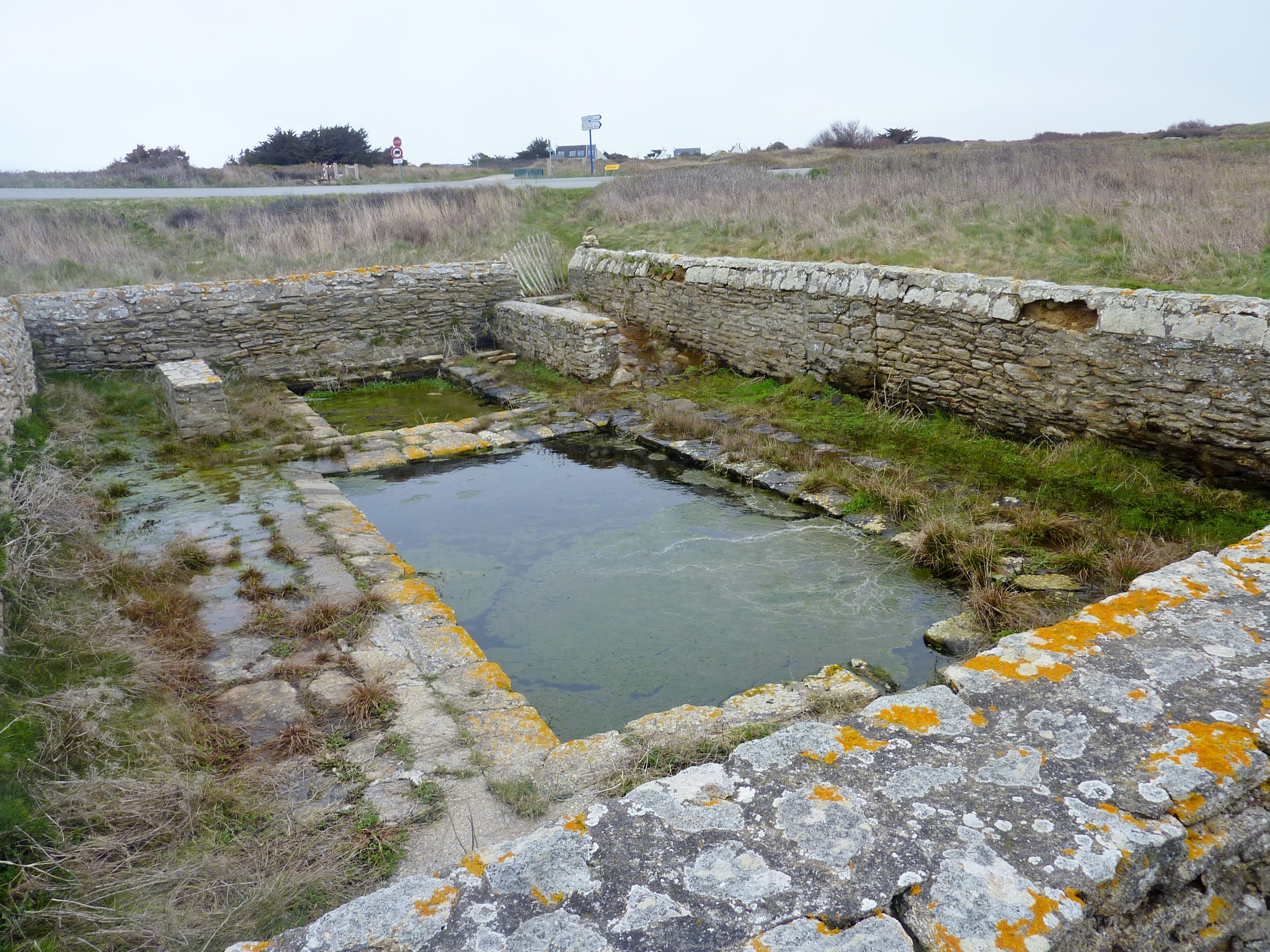
Le lavoir de Kerniscop.

#### Les forts
- La tour de Locmaria, située au point culminant de la presqu'île, est depuis au moins 1636 (c'est alors une tour de guet) liée à la défense des côtes ; un sémaphore y est construit en 1806 et reconstruit sous forme d'un bâtiment polygonal pendant le Second Empire (son sommet supportait un mât de signaux émergeant de la toiture). Ce sémaphore a été incendié pendant l'été 1944 et est resté en ruine jusqu'à sa démolition en 1976 ; il n'en subsiste que la tour ronde, transformée en point de vue.

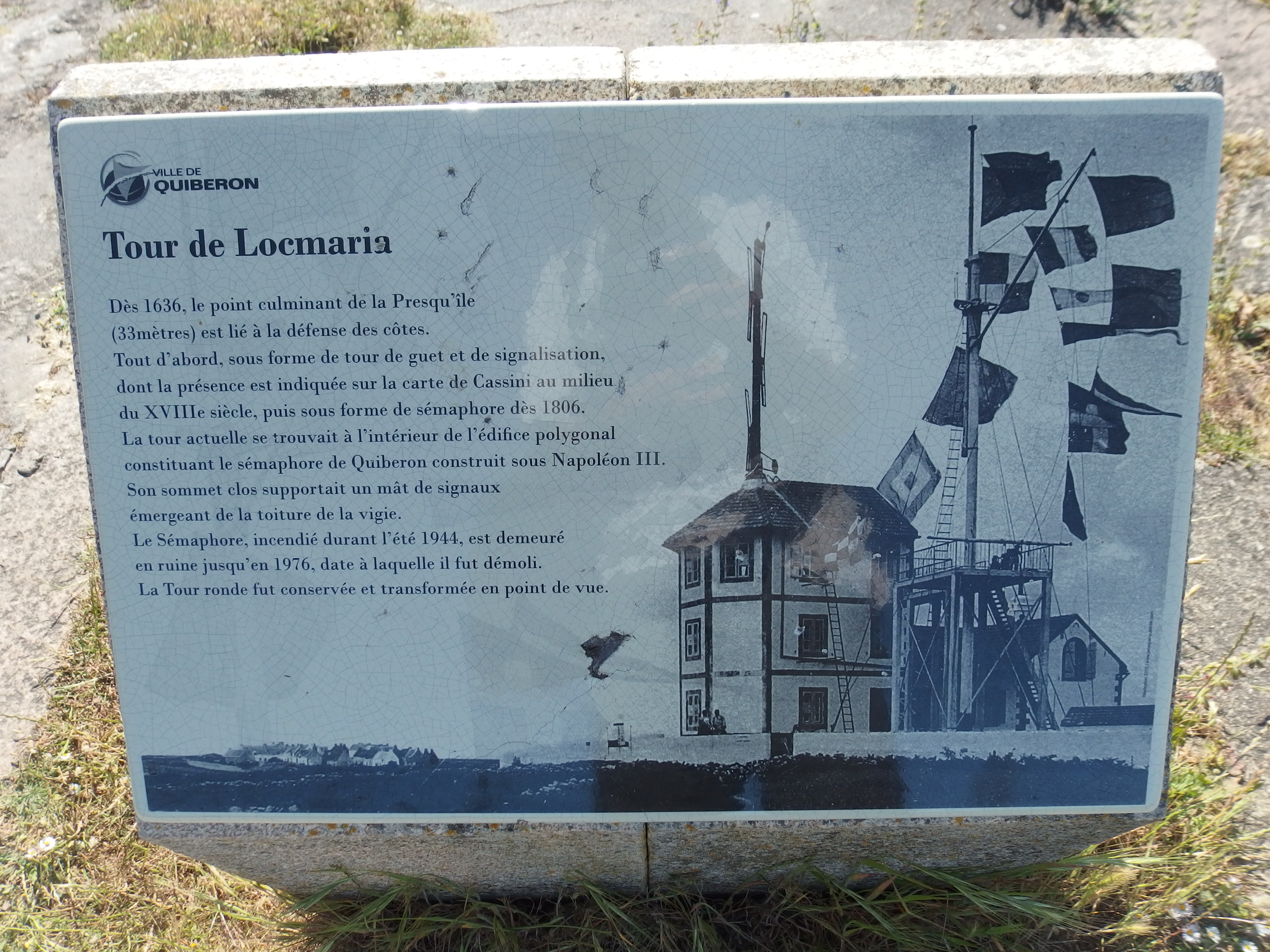
L'ancien sémaphore de Locmaria.
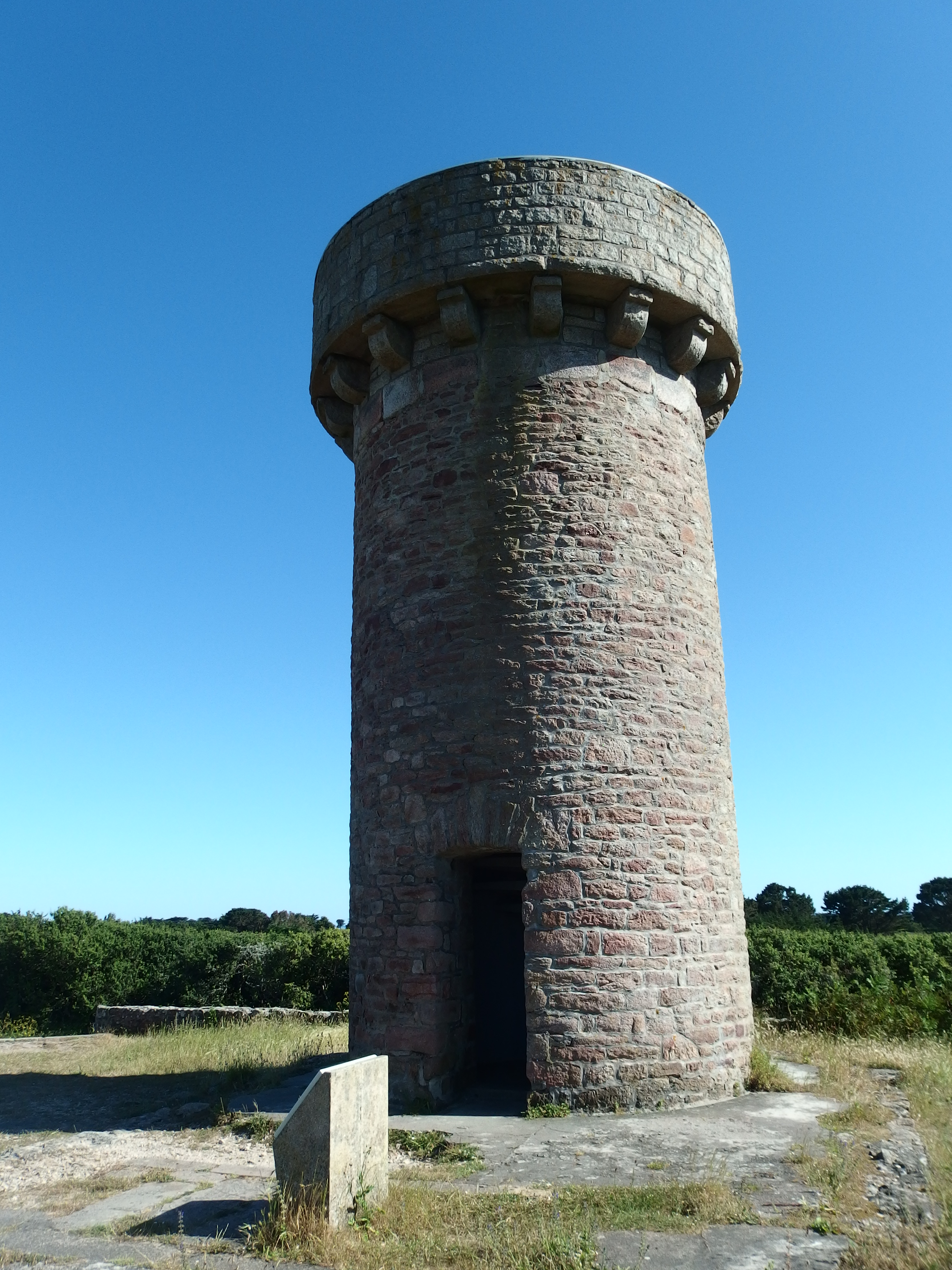
La "tour de Locmaria".

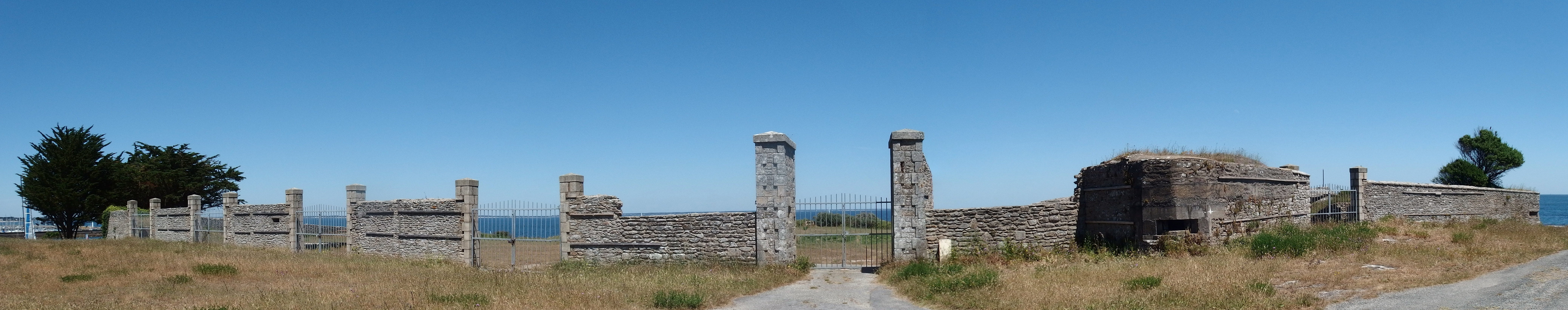
Quiberon : le "Fort Neuf".

- Le Fort Neuf est, malgré son nom, une ancienne batterie construite vraisemblablement pendant la Guerre de Succession d'Espagne (1701 - 1714), transformée en redoute pendant la Révolution française, puis en fort entre 1883 et 1886. Désarmé en 1902, il est remplacé par la nouvelle batterie de Port-Haliguen[108].
- Le fort de Saint-Julien (dit aussi fort de Kernavest) et son sémaphore.

#### Les phares
- Phare de Port-Maria, recensé dans l'Inventaire général du patrimoine culturel (IGPC)[111]
- Phare de Port-Haliguen
- Phare de la Teignouse, recensé dans l'IGPC[112]

Les phares de Quiberon
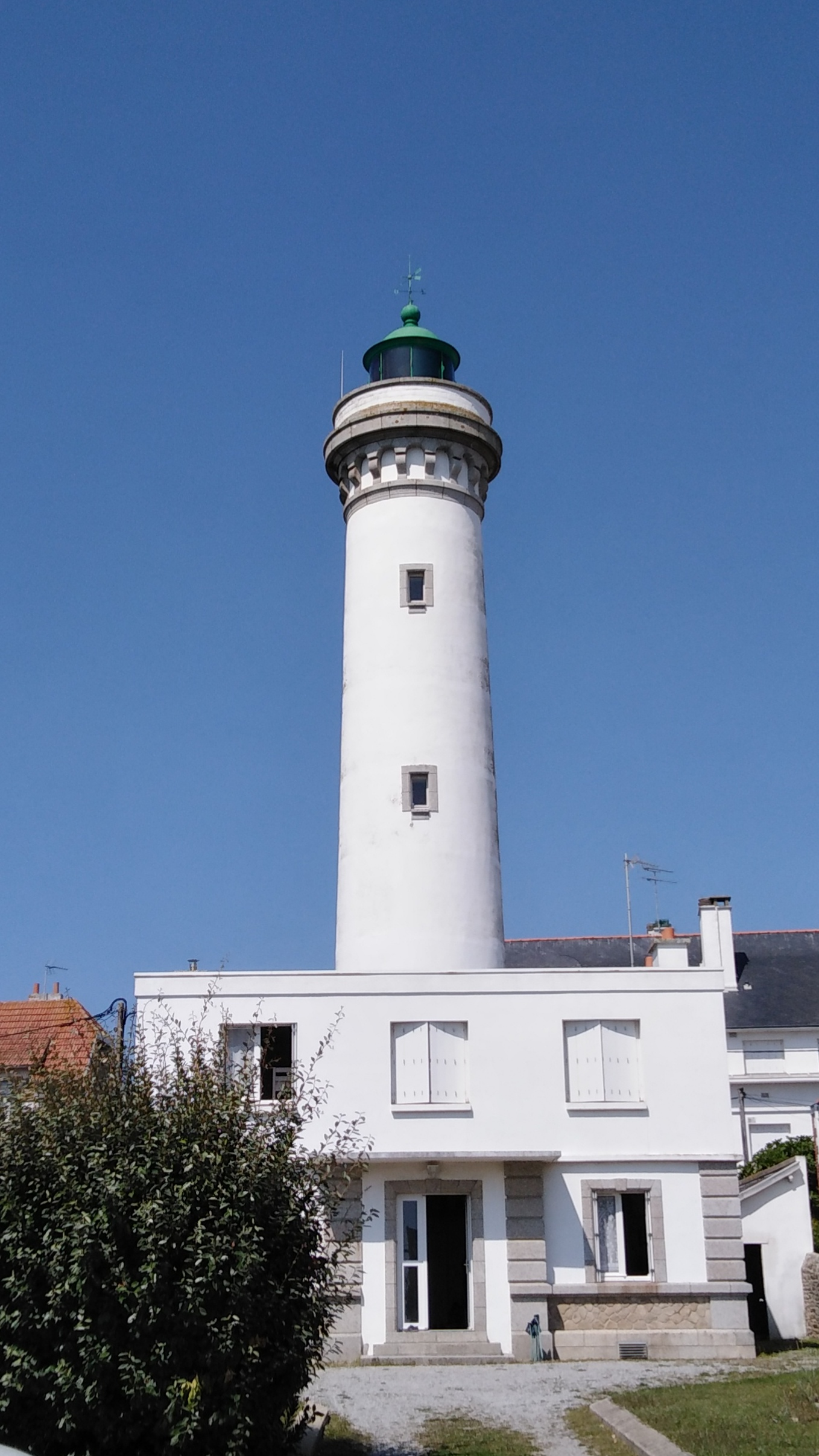
Phare de Port-Maria.
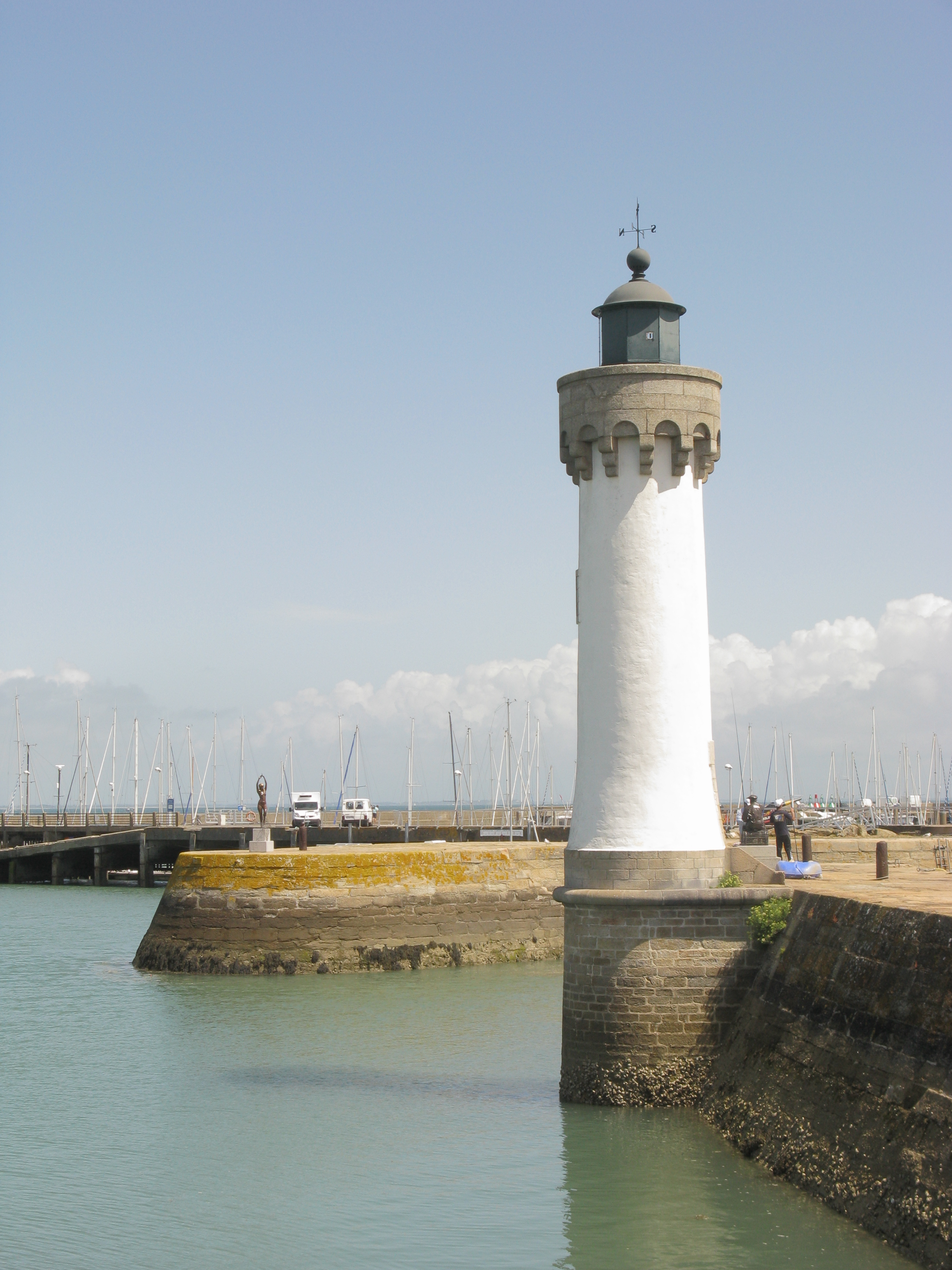
Phare de Port-Haliguen.
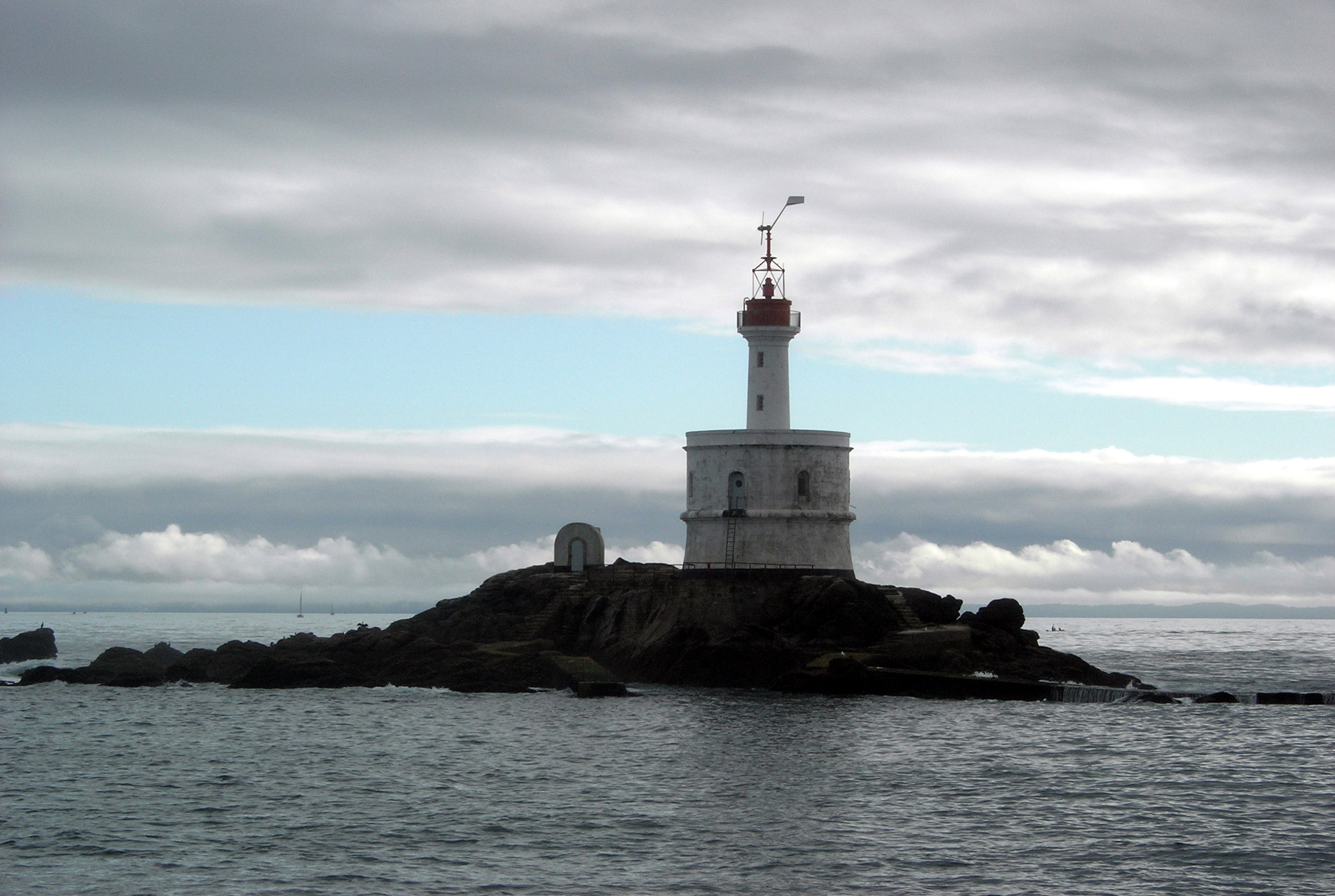
Phare de la Teignouse.

#### Les bâtisses remarquables
193 bâtisses remarquables ont été recensés au PLU de la ville de Quiberon.
La maison Guillou, située rue Anatole-France, est une œuvre architecturale du XXe siècle construite en 1961 et réalisée par l’architecte Guillou. Elle est protégée[réf. nécessaire] et appartient désormais au patrimoine architectural de Quiberon.

##### Les maisons de capitaines

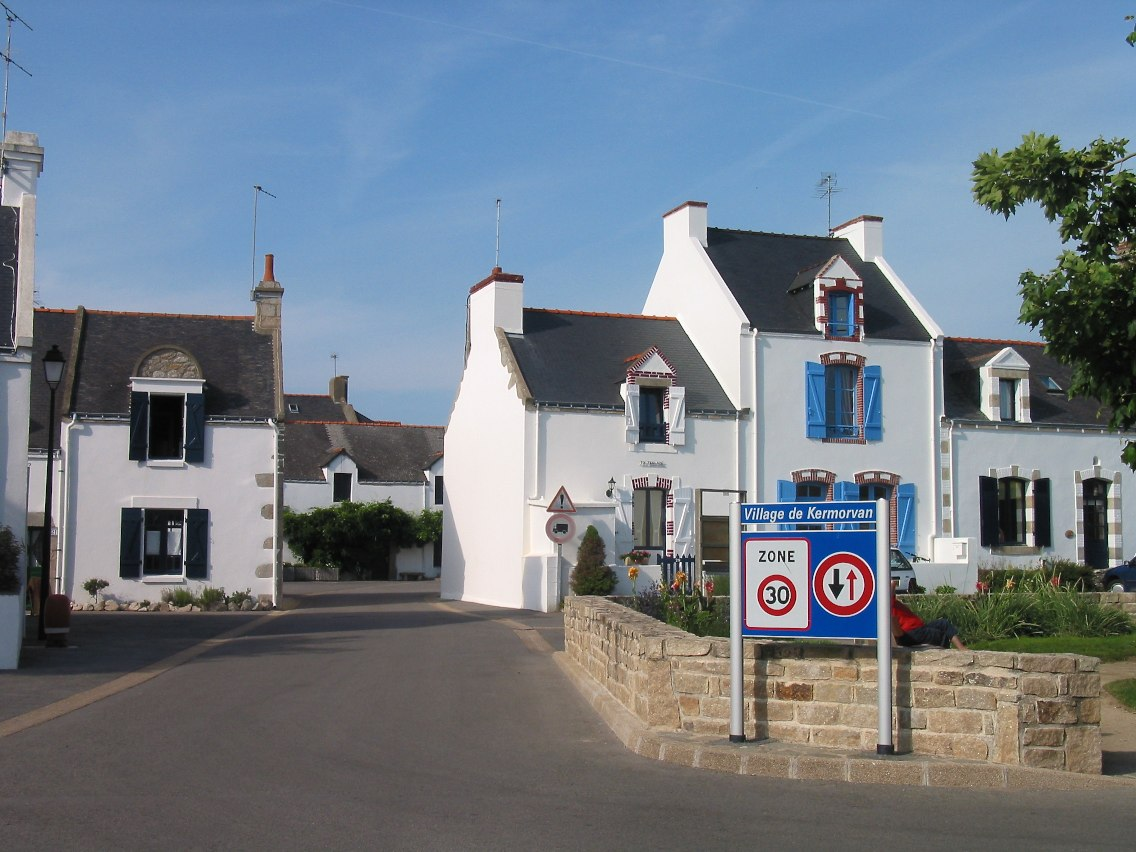
Village de Kermorvan : à gauche, une maison de capitaine.

Kermorvan est un beau petit village situé dans la baie de Quiberon. il est composé de maisons de capitaine et de maisons typiques, représentatives du patrimoine architectural local.
Pendant tout le XIXe siècle, les « capitaines » ou « maîtres au cabotage » ont construit ces maisons spécifiques de la Presqu'île. On en dénombre actuellement entre 180 et 190. Ces maisons de capitaines sont identifiables par des lucarnes qui sont au nombre de 1 ou 2 surmontées d’un fronton en demi-lune en granit, réalisées par un tailleur de pierres. Il existe aussi des maisons de paysans qui ont des frontons triangulaires. À chaque extrémité du toit, il y a une souche de cheminée décorée d’une collerette. Le linteau de la porte d’entrée peut être gravé avec la date de construction ou de transformation de l’habitat.
Un détail signe l'authenticité de ces maisons : elles ont toutes aux bords du toit des pierres taillées qui débordent de celui-ci. Ces pierres appelées crossettes sont parfois sculptées d’un visage. Quelques rares constructions possèdent encore un escalier extérieur, le deurgail ou dorgail (en breton vannetais ou local) qui permettait d’accéder au grenier.

##### L'architecture balnéaire
Une architecture balnéaire particulière est présente sur le front de mer à Quiberon, on y découvre différents styles architecturaux comme l'historicisme qui consiste à imiter les églises, les chapelles et les châteaux par exemple. On retrouve également le style Art déco semblable au style des années 1930, mais aussi le pittoresque, le régionalisme, l'Art nouveau et le postmoderne.

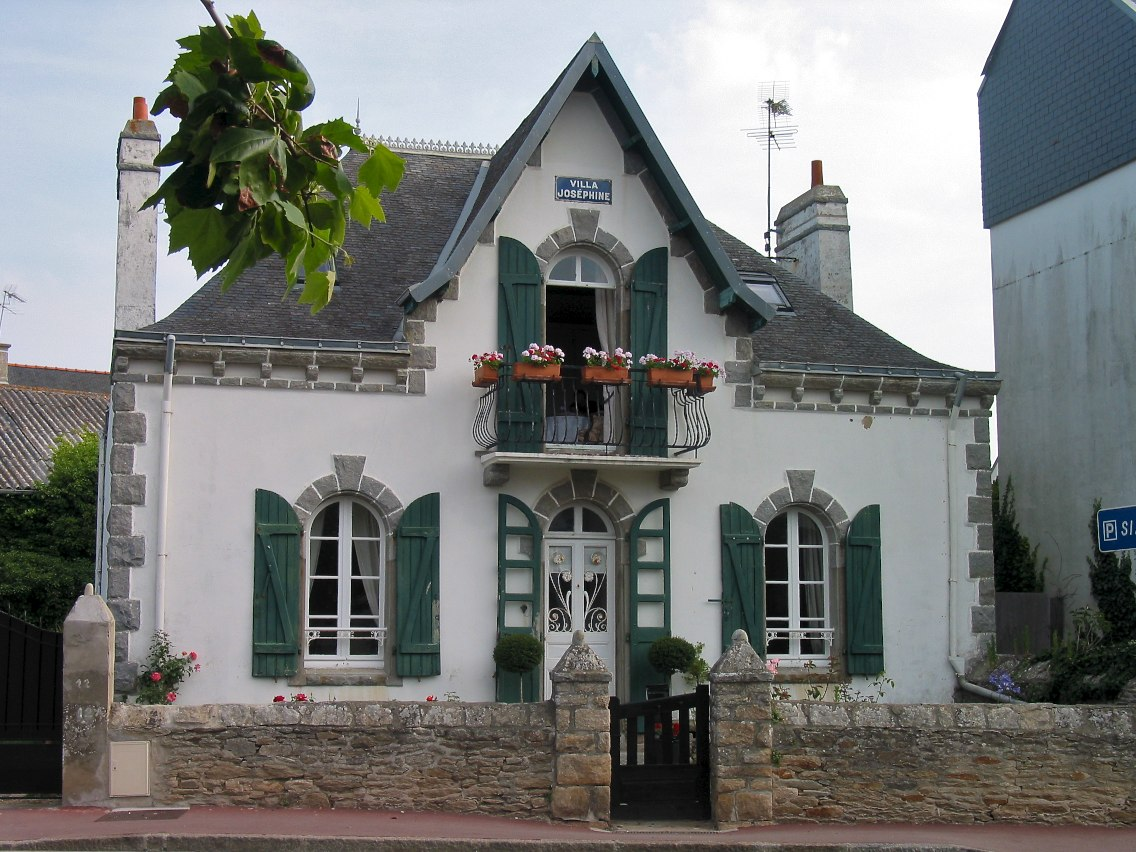
Quiberon : la villa Joséphine.

##### Le château Turpault
Le château Turpault qui essuie toutes les tempêtes du large, date de 1904 ; de style anglo-médiéval, il fait partie du patrimoine architectural de Quiberon. Son constructeur, Georges Turpault, a acheté à la pointe de Beg-er-Lan, une vieille redoute et le terrain attenant, pour y faire construire, par l’entrepreneur Hippolyte Jamet, un château de style anglo-médiéval qu’il avait baptisé « le château de la mer ». La construction du château a commencé en 1904 et s’est achevée en 1910. C'est la villa la plus emblématique de Quiberon.
Occupé par les Allemands qui y construisent un blockhaus pendant la Seconde Guerre mondiale, et fortement dégradé, le Château de la mer est vendu en 1946 par Mme Turpault à Marcel Robert, ancien maire de Quiberon qui le restaure partiellement avant de le revendre, en 1967, à Ferdinand Richard. La famille Richard y effectue d’importants travaux et l’habite pendant presque un demi-siècle. À nouveau mis en vente par son propriétaire, qui refuse une offre de Johnny Hallyday, le château Turpault a trouvé acquéreur (un avocat) en 2014 ; en 2020 sa rénovation est arrêtée en raison de procédures judiciaires et le château prend l'eau.

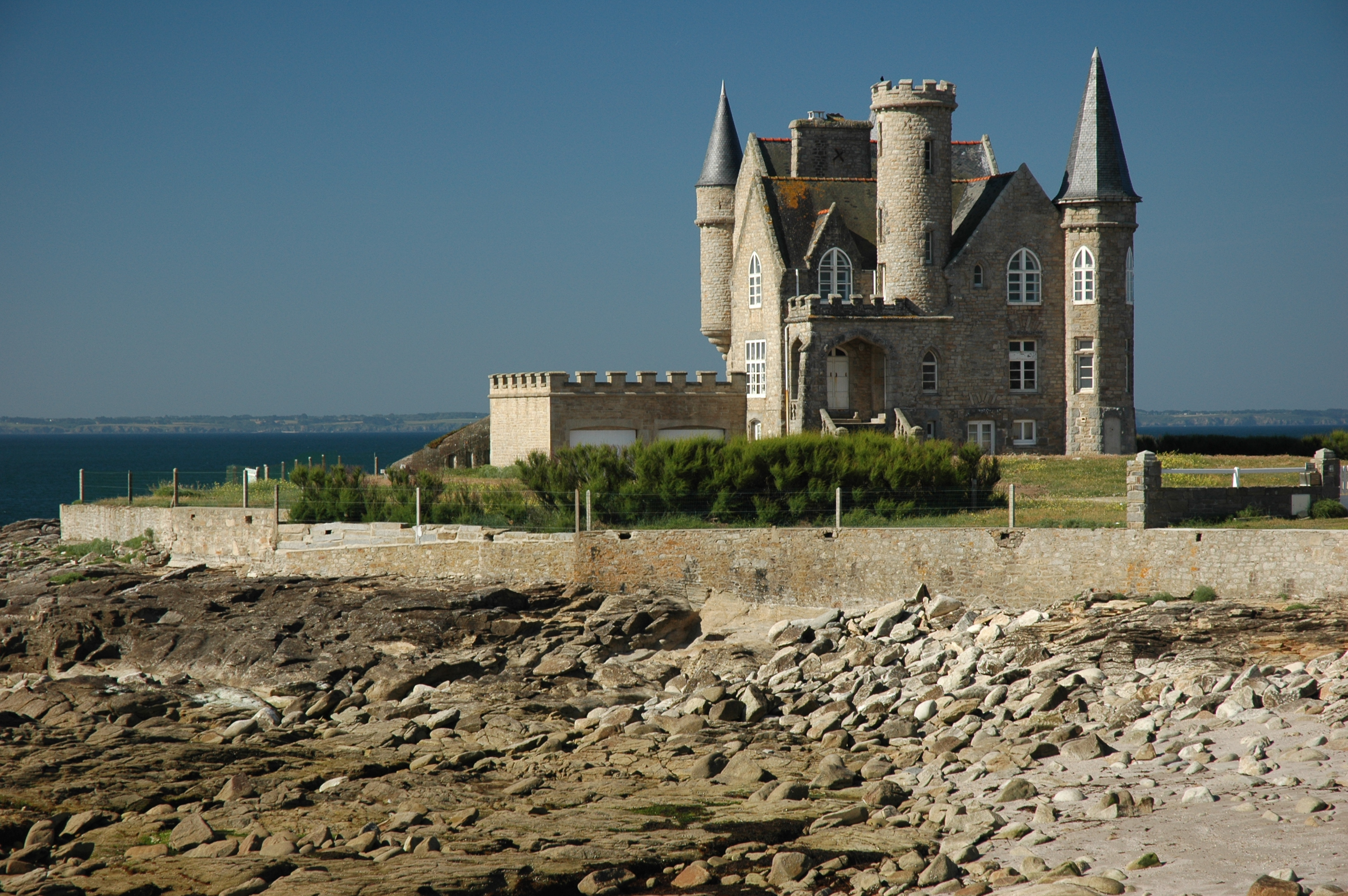
Le château Turpault.
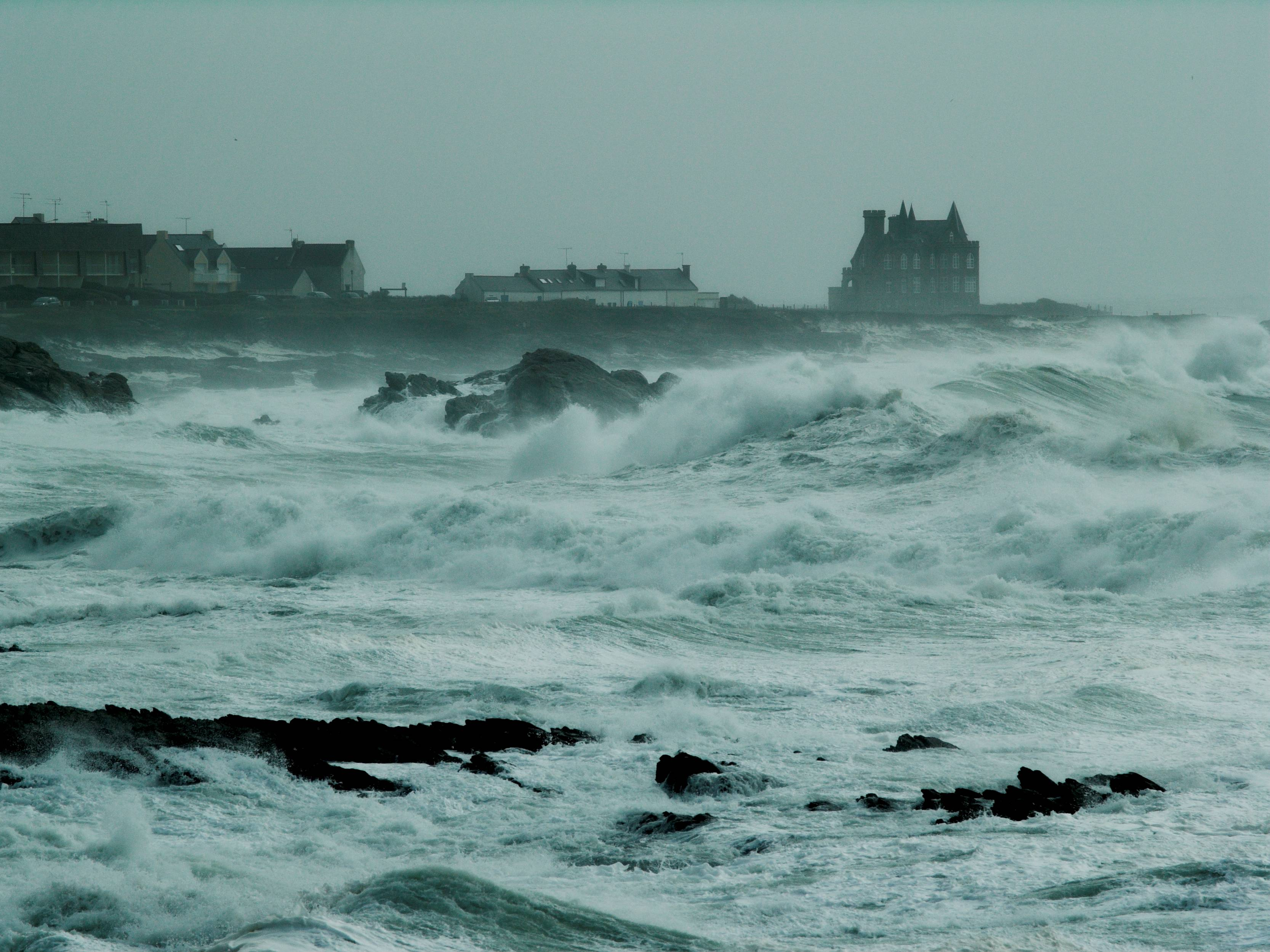
Le château Turpault un jour de tempête vu de la mer.

### Patrimoine naturel

#### Gâvres-Quiberon
Le massif dunaire de Gâvres-Quiberon, connu pour être le plus vaste espace naturel du littoral breton, s’étire sur 35 km de linéaire côtier d’un seul tenant et avec une absence de presque toute urbanisation. Il est référencé à l’échelle européenne comme site Natura 2000 et abrite une biodiversité exceptionnelle, avec de nombreuses espèces d’oiseaux protégés au niveau européen ainsi qu’une flore rare et fragile, à la diversité unique.
Le 24 décembre 2018, le ministère de la Transition écologique et solidaire a attribué au Massif dunaire de Gâvres-Quiberon le label Grand Site de France sous le nom de « dunes Sauvages Gâvres-Quiberon », ce label reconnaît la gestion exemplaire et protectrice d’un site emblématique de la France. Le Grand Site englobe la Côte Sauvage, classés dès 1936, et couvre le plus vaste massif dunaire de Bretagne.

#### La Côte Sauvage
La Côte Sauvage occupe la façade occidentale de la presqu'île de Quiberon, sur les communes de Quiberon et Saint-Pierre-Quiberon. Elle s'étend sur environ 8 km entre la pointe du Percho au nord et le château Turpault au sud.
Port-Maria qui est connu pour son port de pêche, mais aussi pour son phare encore en activité, met à disposition des départs de bateaux à destination de Belle-Île-en-Mer, Houat et Hoëdic (Compagnie Océane).

#### La baie de Quiberon
À l’extrême sud de la presqu’île, se trouve la pointe du Conguel qui mesure 1 kilomètre de long sur 200 mètres de large. Cette pointe est protégée par le Conservatoire du littoral et est accessible aux piétons uniquement.
Un port de plaisance, greffé sur le site de Port-Haliguen et créé dans les années 1960 à l'initiative du conseiller général et maire Victor Golvan, ouvre la commune sur la baie, les îles et les accueils nautiques diversifiés.
Le port de plaisance de Port-Haliguen, situé sur la baie de Quiberon, connaît une activité nautique importante et participe tout au long de l’année à l’économie locale. Il est composé de 2 bassins modernes et du vieux port pouvant accueillir près de 1 200 emplacements.

#### Les plages

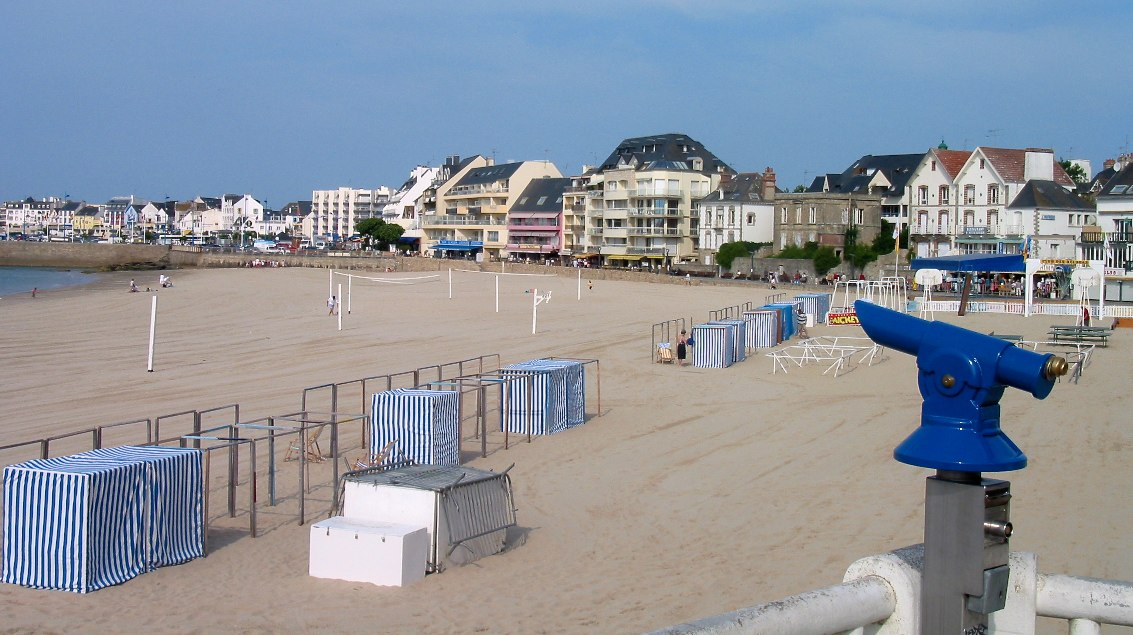
La "Grande Plage" de Quiberon et ses aménagements estivaux.

On compte 12 plages naturelles sur la commune de Quiberon. La ville compte de nombreuses plages : la Grande Plage, la plage du Goviro, la plage du Conguel, la plage de la Jument, la plage de l'Aérodrome, la plage du Fort Neuf, la plage du Porigo, la plage de Kermorvan, la plage du Castéro, la plage du Chat botté, la plage du Vahidy et la plage de Saint-Julien.

### Vie culturelle

#### Fest Noz
De nombreux fest-noz sont organisés dans la ville, notamment par l’association Kermorvan ATAO et par le foyer laïque.

#### Maison du patrimoine[119]
La maison du patrimoine est née en 1980 pour préserver une maison d’amateur de la fin du XVIIe siècle qui allait disparaître. Elle est vite devenue un musée puisqu’elle regroupe tout le passé de la presqu’île, depuis le néolithique jusqu’à notre époque : débarquements anglais au XVIIIe, guerre sous-marine, costumes et habitat, pêche, cadastre, épaves… La maison du patrimoine dont les fonds présente désormais une grande richesse est ouverte entre le 15 juin et les Journées du patrimoine et accueille un millier de visiteur par an. Elle reçoit aussi des groupes allant jusqu’à 80 personnes le reste de l’année.

#### Maison des associations[120]
La Maison des Associations offre aux associations un lieu et des équipements de qualité pour mener à bien leurs activités. : ateliers, conférences, spectacles, réunions, assemblées générales, etc. Des salles sont destinées à la pratique de la musique et de la peinture. La maison des associations regroupe des salles de réunions, une salle d’exposition, des salles de travail mais aussi une salle de spectacle pouvant accueillir jusqu’à 214 personnes.

#### Maison du phare[121]
L’ancienne maison de gardiens de phare, située au cœur du port de plaisance de Port Haliguen à Quiberon, accueille aujourd’hui des artistes et artisans d'art, amateurs et professionnels, de toute la France. C’est une salle d’exposition qui reçoit chaque semaine des expositions de peinture, de sculpture ou de photographie par exemple.

#### Médiathèque[122]
La médiathèque de Quiberon est un espace culturel, convivial et ouvert à tous. Il est possible d’emprunter, de consulter sur place, mais aussi de voir et d’écouter les nombreuses collections de livres, de périodiques, de CD et de DVD. Une salle multimédia met aussi à disposition des ordinateurs pour ces utilisateurs.

#### Espace Louison-Bobet[123]
L’espace Louison-Bobet dispose de plusieurs salles pour des séminaires, des mariages ou des spectacles. Il est situé face au Kasino de Quiberon avec une vue sur la grande plage.

### Loisirs/Sorties

#### Cinéma "Le Paradis"[124]
Le cinéma Le Paradis offre toute l'année une programmation riche et variée, au sein de ses deux salles climatisées. On y retrouve des films en sortie nationale, des documentaires suivis de débats, des projections en version originale et française, etc. Le cinéma le Paradis reçoit régulièrement, et tout au long de l’année, des réalisateurs, des acteurs, des techniciens, mais aussi des écrivains et des artistes par exemple, pour des temps de rencontre. Des spectacles de théâtre et opéras sont retransmis en direct depuis la Comédie française et le Metropolitan Opera de New York mais aussi certaines projections spéciales. Le cinéma a le statut d’association.

#### Salle d'arcades
Il est possible de retrouver des billards, des pistes de bowlings et divers jeux d’arcades.

#### Le casino de Quiberon

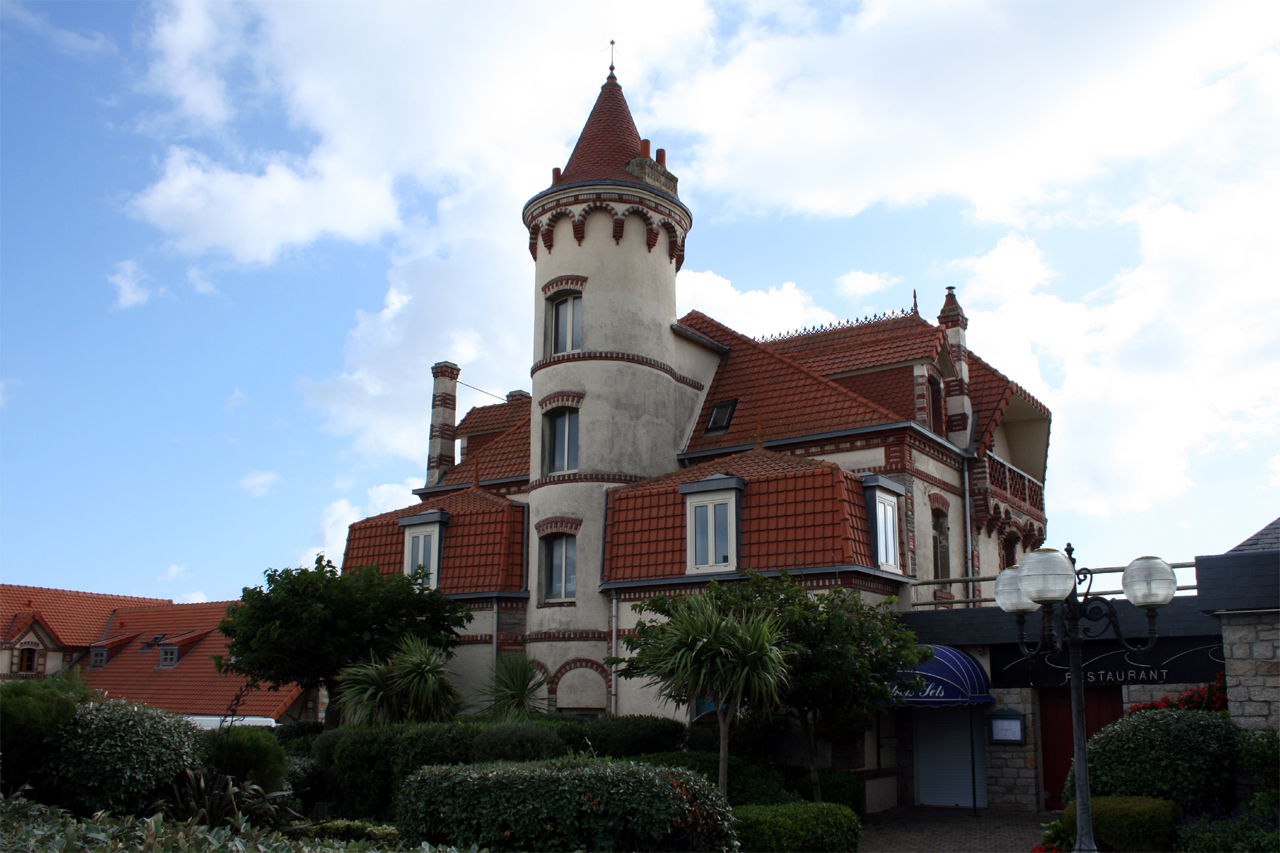
Le casino de Quiberon.

Le casino de Quiberon dispose de nombreuses machines à sous et jeux de table. Il a la particularité d’avoir un restaurant panoramique avec vue sur mer et un bar à cocktail.

#### L'aérodrome et son aéro-club

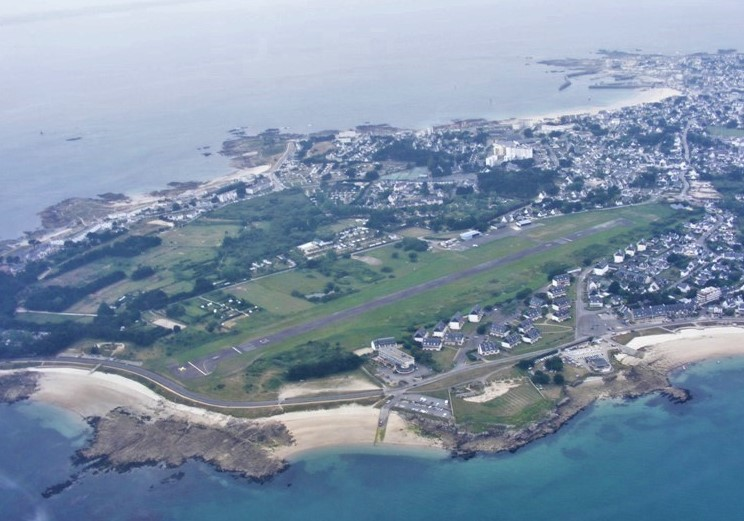
L'aérodrome de Quiberon (vue aérienne).

L’aérodrome de Quiberon, situé à l'extrémité Sud-Est de la presqu'île, est utilisé principalement pour la pratique d’activités de loisirs et de tourismes. Il dispose d’une piste bitumée orientée est-ouest. L’aéro-club, Quiberon Air Club, y est rattaché, c’est une école de pilotage qui propose aussi des baptêmes de l’air. Le Quiberon Air Club a pour objet de faire découvrir et d'enseigner l'aviation légère, et de fournir à ses membres des avions pour la pratiquer sous ses aspects de plaisance, sportifs, voire comme tremplin à une carrière professionnelle civile ou militaire. L’aéro-club propose aussi des vols de découvertes, d’initiations et il est possible d’y faire des saut en parachute tandem. L'aérodrome de Quiberon est accessible à pied depuis les plages, permet aux visiteurs d'arriver dans la presqu'île par la voie des airs, offre un accès vers les îles et sert de base pour des baptêmes de l'air et de parachutisme.

#### Nautisme[97]
- École de voile
- Kitesurf
- Paddle et Kayak
- Plongée
- Pêche en mer
- Jet-ski, bouée tractée, wake-board
- Location de bateaux
- Sortie en mer avec skipper
- Navette de la Compagnie Océane reliant Quiberon aux îles

#### Parcs de loisirs

##### Quiberon aventure
Quiberon aventure est un parc d’accrobranche en hauteur adapté à toute la famille avec vue sur mer. Il est situé sur la pointe du Conguel. Il s’agit d’un parc privé accessible à partir de quatre ans.

##### Parc des Korigans
Le parc des Korigans est un parc de multi-activités qui a été aménagé à l’arrière du stade municipal. Le terrain dispose de nombreux équipements pour des activités destinées à toutes les générations : espace pique-nique, détente, fitness, basket, ping-pong, tyrolienne, football, course à pied, saut en longueur, aire de jeux pour enfants, ainsi qu’un skatepark.

### Gastronomie

#### Restaurants
De nombreuses spécialités culinaires sont présentes à Quiberon. On retrouve des crêperies, des restaurants de fruits de mer, des salons de thé, des restaurants de cuisine traditionnelles et gastronomiques.

#### Quai des Saveurs
Le Quai des saveurs est un parc artisanal situé dans la zone industrielle, au nord de la ville qui permet de découvrir le savoir faire gastronomique local. Quatre entreprises familiales, ancrées sur le territoire, ouvrent gratuitement leurs portes pour des visites : la maison d'Armorine, la Cour d'Orgères, la Maison Lucas et la Belle-Iloise. Elles y emploient de nombreux habitants.

### Quiberon dans la peinture
- Ernest Guérin :
  - Vue panoramique de Quiberon, dessin, 1er quart XXe siècle,  Inscrit MH (2009) ;
  - La Grande Côte, Quiberon, Bretagne, aquarelle sur papier, non daté.
- Jules Noël, Falaise de Quiberon, musée des Beaux-Arts La Cohue de Vannes ;
- Maxime Maufra :
  - Le phare de Haliguen, collection privée ;
  - La Crique, côte sauvage, Quiberon, 1903, musée d'Art moderne André-Malraux, Le Havre ;
  - Marée basse, Baie de Quiberon, 1910, collection privée, vente 2007.

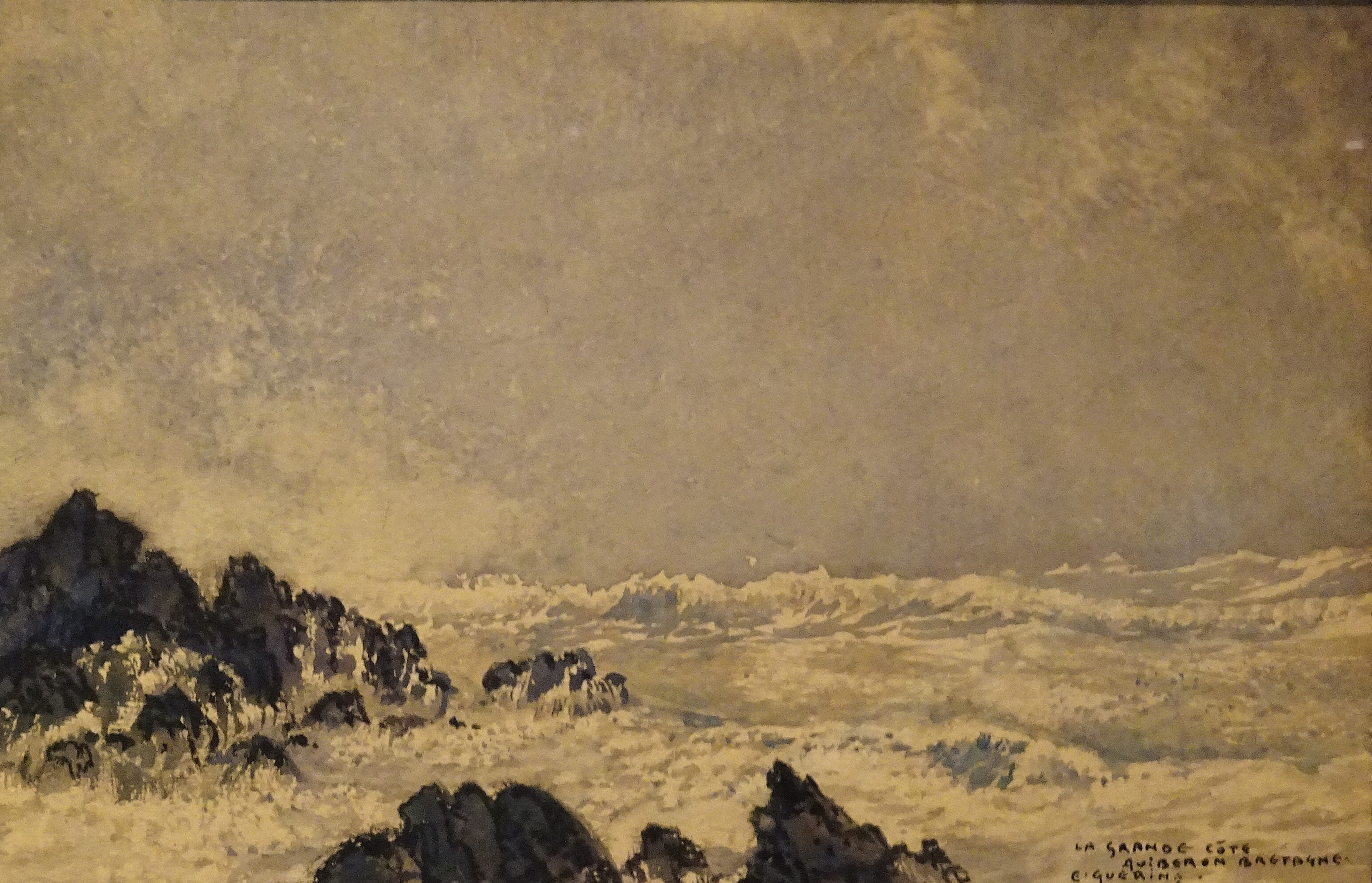
La Grande Côte, Quiberon, Bretagne Ernest Guérin, aquarelle sur papier, non daté.
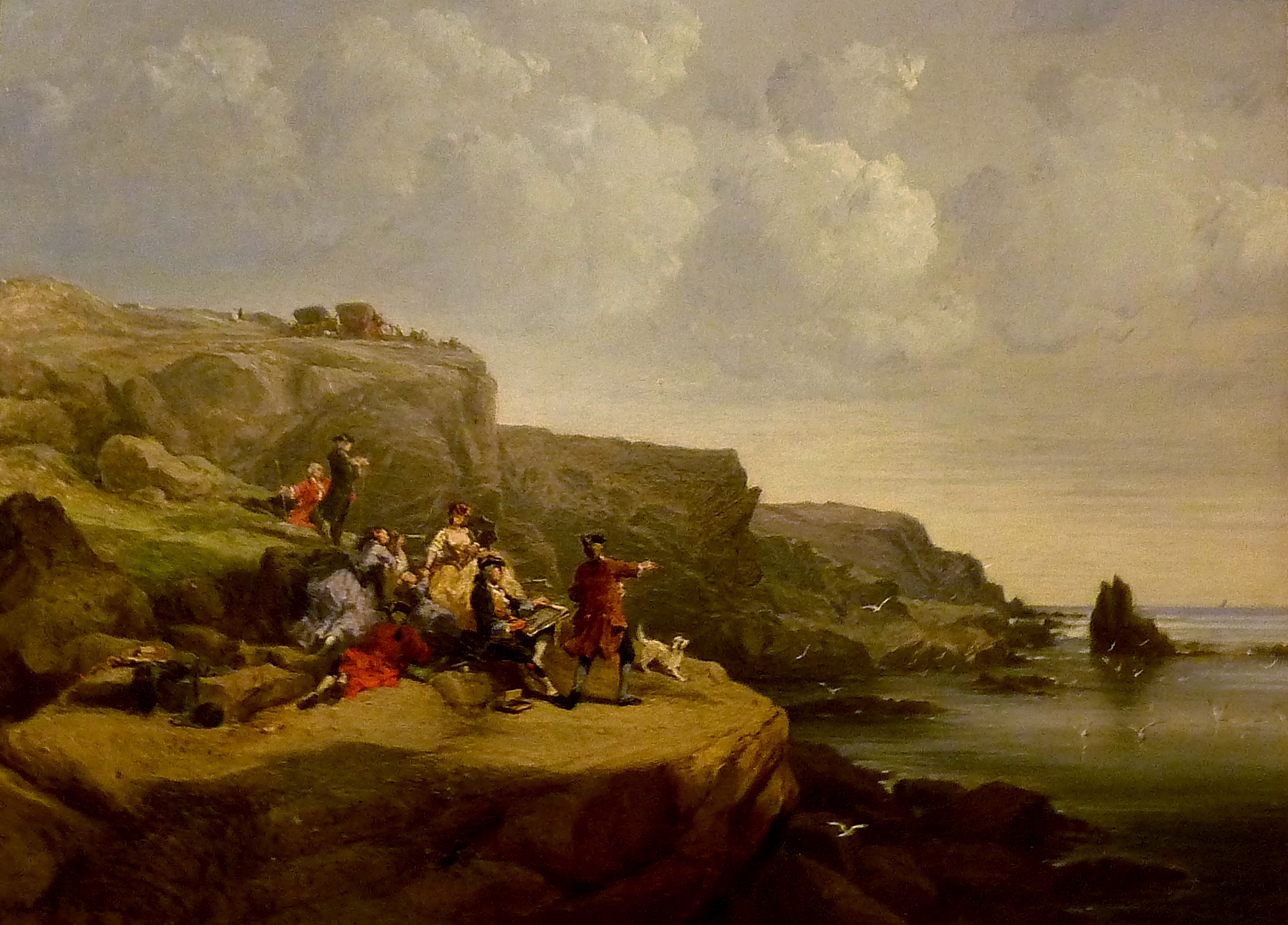
Falaise de Quiberon Jules Noël, musée La Cohue de Vannes.
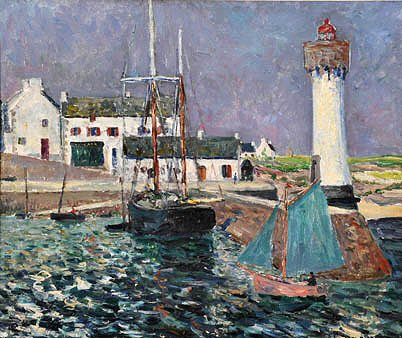
Le Phare de Haliguen Maxime Maufra, collection privée..
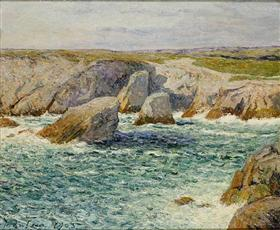
La Crique, côte sauvage, Quiberon Maxime Maufra, 1903, musée André-Malraux, Le Havre.
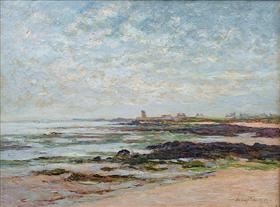
Marée basse, Baie de Quiberon Maxime Maufra, 1910, collection privée, vente 2007.

### Personnalités liées à la commune
- Victor Hugo, du 11 au 21 février écrit une ode sur Quiberon inspirée par l'Affaire de Quiberon (1795), publiée dans son recueil Odes et ballades (1826)[126]
- Alphonse Daudet se rend à Quiberon en septembre 1874. À la suite de sa visite, il écrit La Petite Paroisse.
- Alphonse Rio, sénateur, député et plusieurs fois ministre sous la IIIe République.
- Sarah Bernhardt, passe durant de nombreuses années par la ville afin de rejoindre Belle-Île-en-Mer, à partir de 1893.
- Henry Céard, académicien Goncourt, s'installe dans une maison de Port Haliguen en 1896. Il y écrit Terrains à vendre au bord de la mer.
- Alfred Dreyfus débarque à Port Haliguen le 1er juillet 1899.
- Louison Bobet, cycliste français, champion du monde et triple vainqueur du Tour de France, a dirigé la première structure de thalassothérapie, en 1964. Il créa également la compagnie aérienne "Thalass Air"[127] dont le siège était sur l'aérodrome de Quiberon et ceci dans le but de transporter les curistes à Quiberon.
- Jean-Christian Michel, compositeur de musique a écrit un concerto en hommage à Port-Maria.
- Ernest Guérin (1887-1952), peintre paysagiste.
- Georges Laporte, peintre lithographe.
- Shirogane (Eléonore), personnage fictif du manga Karakuri Circus de Kazuhiro Fujita, a passé son enfance à Quiberon.
- Bertrand Belin est né et a grandi à Quiberon.
- Romy Schneider suivait une thalassothérapie annuelle à Quiberon, ce qui a inspiré le film Trois Jours à Quiberon sorti en 2018.
- Le colonel Félix Brunet est inhumé dans le cimetière de Quiberon. La stèle le commémorant a été transférée de la Base aérienne 217 Brétigny-sur-Orge, désormais fermée, à Quiberon[128].
- Le groupe de musique Les Trois Fromages est originaire de Quiberon.
- Johnny Hallyday suivait une thalassothérapie annuelle à Quiberon, ce qui a inspiré une scène du film Jean-Philippe sorti.
- Gérard Depardieu et Fabrice Luchini sont adeptes de la thalassothérapie

### Héraldique
|  | Les armes officielles créées par Loïc Ermoy et adoptées en 1974, sont décrites ainsi : - blason : « D'Azur à une ancre de marine d'or dont la tige retient une vergue de même, pavillonée à dextre d'argent, la vergue retenant une voile triangulaire d'or chargée de trois fleurs de lys de gueules à l'hermine passant portant son mantel d'hermine doublé d'or. » - timbre : « Une couronne murale à trois tours maçonnées de sable » - soutien : « Un cyclamor de gueules » - devise : « E kreiz en avel atao » au milieu du vent toujours Ce blasonnement pèche à plus d'un titre: La tige d'une ancre se dit « stangue » ; le chef (cousu) de gueules n'est pas mentionné ; l'hermine passante (féminin), dont la couleur n'est pas précisée, ne porte pas son mantel, mais est colletée de celui-ci. En ornements extérieurs, la couleur (or) de la couronne murale n'est pas indiquée, et le cyclamor ne peut que difficilement passer pour un « soutien ». Un blasonnement plus rigoureux serait : - d'azur à une ancre de marine d'or dont la stangue retient une vergue du même pavillonnée à dextre d'argent et retenant une voile triangulaire aussi d'or chargée de trois fleurs de lys de gueules, au chef cousu du même chargé d'une hermine au naturel colletée d'une écharpe d'hermine doublée aussi d'or voletant sur son dos. Couronne murale à trois tours d'or maçonnée de sable; devise: « e kreiz en avel atao » (au milieu du vent toujours), le tout posé sur un cyclamor de gueules. |

|  | On connait également ceci : - d'azur à la fasce ondée d'argent chargée de quatre mouchetures d'hermine de sable, accompagnée en pointe de trois étoiles du second, et brochant sur le tout, une sirène d'or et aussi d'argent soufflant dans une conque de même qui semble avoir précédé, en concernant toutefois la presqu'ile entière. |